# Liste der Kulturdenkmäler in der Südstadt (Kassel)
Die Liste der Kulturdenkmäler in der Südstadt enthält alle Kulturdenkmäler in der Südstadt, einem der 23 Gemeindeteile der kreisfreien Stadt Kassel, die in der vom Landesamt für Denkmalpflege Hessen 1983 (Stadt Kassel I) und 2005 (Stadt Kassel II) herausgegebenen Denkmaltopographie veröffentlicht wurden.

## Legende
- Bezeichnung: Nennt den Namen, die Bezeichnung oder die Art des Kulturdenkmals.
- Lage: Nennt den Straßennamen und wenn vorhanden die Hausnummer des Kulturdenkmals. Die Grundsortierung der Liste erfolgt nach dieser Adresse. Der Link „Karte“ führt zu verschiedenen Kartendarstellungen und nennt die Koordinaten des Kulturdenkmals.
- Beschreibung: Nennt bauliche und geschichtliche Einzelheiten des Kulturdenkmals, vorzugsweise die Denkmaleigenschaften. In Klammern sollte die Begründung des Denkmalwertes abgekürzt angegeben werden: g = geschichtlich, k = künstlerisch, s = städtebaulich, t = technisch, w = wissenschaftlich.
- Bauzeit: Gibt die Datierung an; das Jahr der Fertigstellung bzw. den Zeitraum der Errichtung. Eine Sortierung nach Jahr ist möglich.

## Denkmalliste Südstadt

### Gesamtanlage Akademiestraße
| Bild                                      | Bezeichnung                 | Lage                                                     | Beschreibung                                                    | Bauzeit                           | Daten |
| ----------------------------------------- | --------------------------- | -------------------------------------------------------- | --------------------------------------------------------------- | --------------------------------- | ----- |
| Akademiestraße 8–12 · Akademiestraße 9–17 | Gesamtanlage Akademiestraße | Akademiestraße 6, 8–12, 9–17; Menzelstraße 8 und 14 Lage | Zweiteilige Wohnanlage ohne ausgewiesene Einzeldenkmäler (g, k) | ab 1908 bis Ende der 1920er Jahre |       |

### Gesamtanlage Gartenstadt Auefeld
| Bild                             | Bezeichnung                      | Lage | Beschreibung                                                              | Bauzeit                                                                               | Daten |
| -------------------------------- | -------------------------------- | --- | ------------------------------------------------------------------------- | ------------------------------------------------------------------------------------- | ----- |
| Gesamtanlage Gartenstadt Auefeld | Gesamtanlage Gartenstadt Auefeld | Am Auekamp 1–31, 2–44; Am Garten 1–23, 2–18; Brückner-Kühner-Platz; Eberhardt-Wildermuth-Straße 1–79, 2–100; Erich-Klabunde-Straße 1–131, 2–34; Hans-Böckler-Straße 1–95, 2–28; Heinrich-Heine-Straße 27, 29, 31, 33; Ludwig-Mond-Straße 60–90; Richard-Wagner-Straße 2–6a, 21–27 Lage | als Gartenstadt geplante Siedlung mit Ein- und Mehrfamilienhäusern (g, k) | Baubeginn 1955, Einweihung 1. Bauabschnitt 1957, 2. Bauabschnitt 1960, Turnhalle 1975 |       |
| weitere Bilder                   | Markuskirche                     | Richard-Wagner-Straße 6 LageFlur: 10, Flurstück: 6 | Kirchenbau mit freistehendem Glockenturm (g, k, s)                        | 1960                                                                                  |       |

### Gesamtanlage Frankfurter Straße I / Beethovenstraße
| Bild                      | Bezeichnung                                         | Lage                                                                | Beschreibung | Bauzeit | Daten |
| ------------------------- | --------------------------------------------------- | ------------------------------------------------------------------- | --- | ------- | ----- |
| Bild gesucht BW           | Gesamtanlage Frankfurter Straße I / Beethovenstraße | Beethovenstraße 1; Frankfurter Straße 115a, 117, 119, 123-141b Lage | Mietshäuser, Gaststätten und Sportanlage, die Radfahrer-Rennbahn ist allerdings nicht mehr erhalten (g)                                             | um 1900 |       |
| Eckhaus Beethovenstraße 1 | Eckhaus Beethovenstraße 1                           | Beethovenstraße 1 LageFlur: 52, Flurstück: 4/2                      | Fünfgeschossiges Eckhaus mit Gaststätte (s) | 1904    |       |
| Wohn- und Geschäftshaus   | Wohn- und Geschäftshaus                             | Frankfurter Straße 119 LageFlur: 52, Flurstück: 4/1                 | Fünfgeschossiges Wohn- und Geschäftshaus (s) | 1904    |       |
| Wohn- und Geschäftshaus   | Wohn- und Geschäftshaus                             | Frankfurter Straße 129 LageFlur: 52, Flurstück: 8/19                | Großvolumiges fünfgeschossiges Wohn- und Geschäftshaus (k, s)                                                                                       | 1907    |       |
| Wohn- und Geschäftshaus   | Wohn- und Geschäftshaus                             | Frankfurter Straße 131 LageFlur: 52, Flurstück: 8/7                 | Fünfgeschossiges Wohn- und Geschäftshaus, Gaststätte der Sportanlage hinter dem Gebäude (g, s)                                                      | 1893    |       |
| Bild gesucht BW           | Sportanlagen                                        | Frankfurter Straße 131 Lage                                         | Sportanlagen am Haus Frankfurter Straße 131, ehemalige Radfahrer-Rennbahn von 1894, 1902 eingeebnet, Haus 131 diente als Gaststätte der Sportanlage | 1894    |       |
| Wohnhaus                  | Wohnhaus                                            | Frankfurter Straße 137 LageFlur: 52, Flurstück: 8/3                 | Fünfgeschossiges Wohnhaus mit Schankwirtschaft (s)                                                                                                  | 1904/05 |       |
| Wohn- und Geschäftshaus   | Wohn- und Geschäftshaus                             | Frankfurter Straße 139 LageFlur: 52, Flurstück: 8/2                 | Fünfgeschossiges Wohn- und Geschäftshaus (s) | 1905    |       |
| Wohn- und Geschäftshaus   | Wohn- und Geschäftshaus                             | Frankfurter Straße 141 LageFlur: 52, Flurstück: 8/18                | Fünfgeschossiges Wohn- und Geschäftshaus (k, s) | 1905    |       |

Denkmäler der Gesamtanlage Frankfurter Straße I / Beethovenstraße ohne eigenen Eintrag in der Topographie
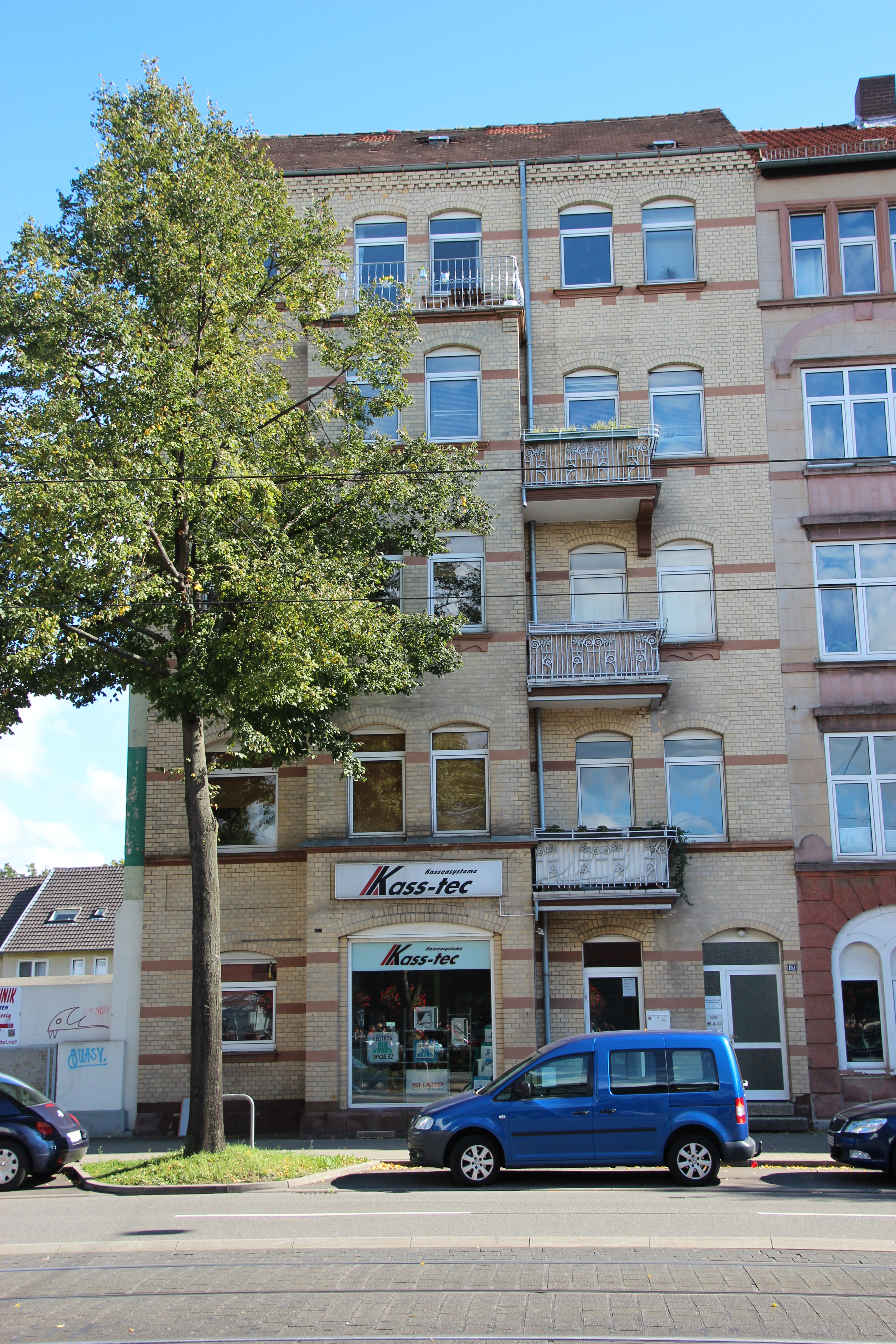
Wohnhaus Frankfurter Straße 115a
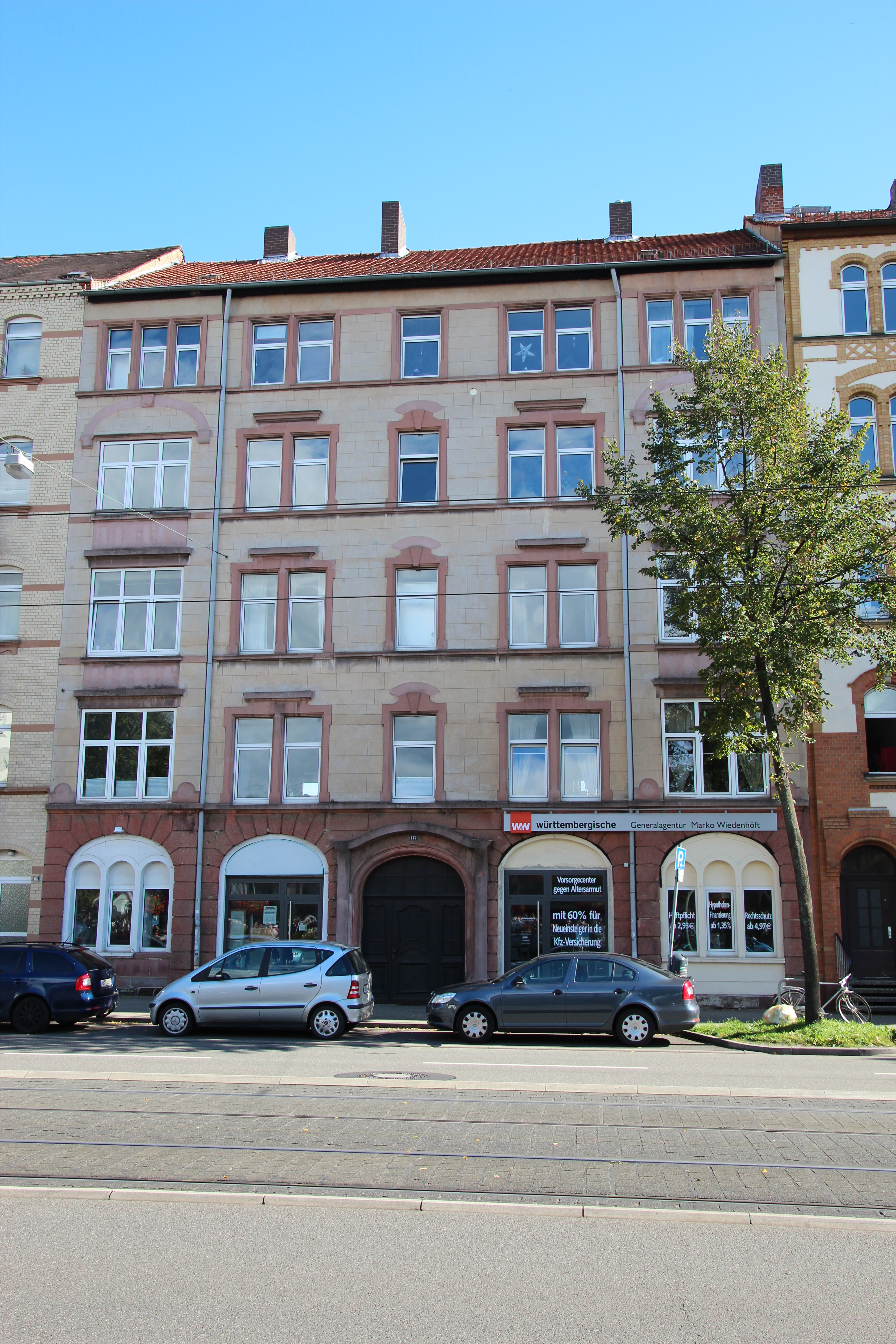
Wohnhaus Frankfurter Straße 117

### Gesamtanlage Frankfurter Straße II
| Bild                               | Bezeichnung                        | Lage                                                           | Beschreibung                                                          | Bauzeit   | Daten |
| ---------------------------------- | ---------------------------------- | -------------------------------------------------------------- | --------------------------------------------------------------------- | --------- | ----- |
| Gesamtanlage Frankfurter Straße II | Gesamtanlage Frankfurter Straße II | Frankfurter Straße 153, 155, 157, 159 (mit Hinterhäusern) Lage | Wohn- und Geschäftshäuser auf der Ostseite der Frankfurter Straße (g) | 1905–1907 |       |
| Wohn- und Geschäftshaus            | Wohn- und Geschäftshaus            | Frankfurter Straße 153 LageFlur: 52, Flurstück: 36/1           | Viergeschossiges Wohn- und Geschäftshaus mit Schankwirtschaft (s)     | 1906      |       |
| Wohn- und Geschäftshaus            | Wohn- und Geschäftshaus            | Frankfurter Straße 155 LageFlur: 52, Flurstück: 36/2           | Viergeschossiges Wohn- und Geschäftshaus (s)                          | 1907      |       |
| Wohn- und Geschäftshaus            | Wohn- und Geschäftshaus            | Frankfurter Straße 157 LageFlur: 52, Flurstück: 37/3           | Viergeschossiges Wohn- und Geschäftshaus mit Schankwirtschaft (s)     | 1905      |       |

Denkmäler der Gesamtanlage Frankfurter Straße II ohne eigenen Eintrag in der Topographie
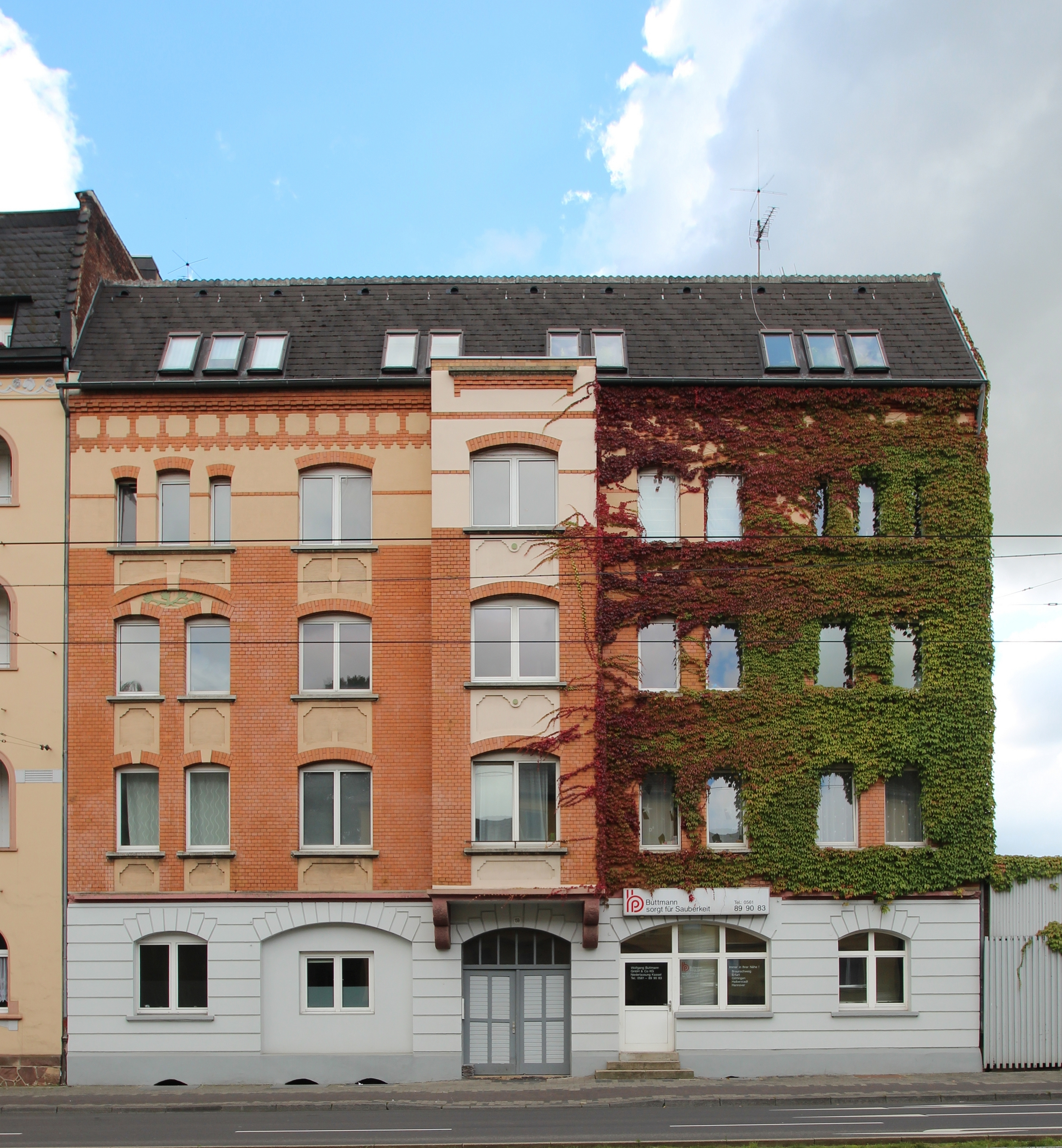
Wohn- und Geschäftshaus Frankfurter Straße 159

### Gesamtanlage Heckerstraße/Südstadt
| Bild                               | Bezeichnung                        | Lage | Beschreibung                                                                  | Bauzeit                   | Daten |
| ---------------------------------- | ---------------------------------- | --- | ----------------------------------------------------------------------------- | ------------------------- | ----- |
| Gesamtanlage Heckerstraße/Südstadt | Gesamtanlage Heckerstraße/Südstadt | An der Karlsaue 7; Heckerstraße 32–38, 73–87; Johannesstraße 1–7, 2–8; Julienstraße 2–8, 3–7; Landaustraße 1–5, 2, 4, 10–22; Milchlingstraße 6 Lage | Gründerzeitliches Wohnviertel (g)                                             | ab Mitte der 1880er Jahre |       |
| Villa                              | Villa                              | Heckerstraße 32 LageFlur: 8, Flurstück: 600/53 | Zweigeschossige, neogotische Villa im Stil der Hannoverschen Schule (g, k, s) | bis 1887                  |       |
| Eckhaus                            | Eckhaus                            | Heckerstraße 71 LageFlur: 8, Flurstück: 577/19 | Ursprünglich fünf-, heute viergeschossiges Eckhaus (s)                        | 1904                      |       |
| Wohnhaus                           | Wohnhaus                           | Heckerstraße 87 LageFlur: 8, Flurstück: 467/53 | Dreigeschossiges Wohnhaus (k, s)                                              | um 1898                   |       |
| Wohnhaus                           | Wohnhaus                           | Johannesstraße 2 LageFlur: 8, Flurstück: 536/52 | Dreigeschossiges, historistisch gestaltetes Wohnhaus (s)                      | um 1903                   |       |
| Wohnhaus                           | Wohnhaus                           | Johannesstraße 3 LageFlur: 8, Flurstück: 395/52 | Dreigeschossiges, historistisches Wohnhaus (s)                                | vor 1898                  |       |
| Wohnhaus                           | Wohnhaus                           | Johannesstraße 5 LageFlur: 8, Flurstück: 597/52 | Dreigeschossiges Wohnhaus (k, s)                                              | 1905                      |       |
| Eckgebäude                         | Eckgebäude                         | Johannesstraße 7 LageFlur: 8, Flurstück: 598/52 | Dreigeschossiges Eckgebäude (k, s)                                            | um 1905                   |       |
| Wohnhäuser                         | Wohnhäuser                         | Julienstraße 3 und 5 LageFlur: 8, Flurstück: 362/52 (Nr. 3), 361/52 (Nr. 5)                                                                         | Landhausartig freistehende, zweigeschossige Wohnhäuser (s)                    | um 1896                   |       |
| Wohnhaus                           | Wohnhaus                           | Julienstraße 4 LageFlur: 8, Flurstück: 532/52 | Wohnhaus im Jugendstil (k, s)                                                 | zwischen 1903 und 1905    |       |
| Wohnhaus                           | Wohnhaus                           | Julienstraße 7 LageFlur: 8, Flurstück: 599/53 | Freistehendes Wohnhaus (s)                                                    | um 1905                   |       |
| Eckhaus                            | Eckhaus                            | Julienstraße 8 LageFlur: 8, Flurstück: 539/52 | Dreigeschossiges Eckhaus (s)                                                  | um 1903                   |       |
| Wohnhaus                           | Wohnhaus                           | Landaustraße 12 LageFlur: 8, Flurstück: 735/52 und 736/52                                                                                           | Dreigeschossiges Wohnhaus (s)                                                 | um 1905                   |       |
| Wohn- und Geschäftshaus            | Wohn- und Geschäftshaus            | Landaustraße 13 LageFlur: 8, Flurstück: 634/52 | Gründerzeitliches Wohn- und Geschäftshaus (g, s)                              | 1902                      |       |
| Wohnhaus                           | Wohnhaus                           | Landaustraße 16 LageFlur: 8, Flurstück: 588/52 | Dreigeschossiges Wohnhaus (s)                                                 | 1905                      |       |
| Wohnhaus                           | Wohnhaus                           | Landaustraße 18 LageFlur: 8, Flurstück: 589/52 | Dreigeschossiges Wohnhaus (k, s)                                              | 1905                      |       |

Denkmäler der Gesamtanlage Heckerstraße/Südstadt ohne eigenen Eintrag in der Topographie
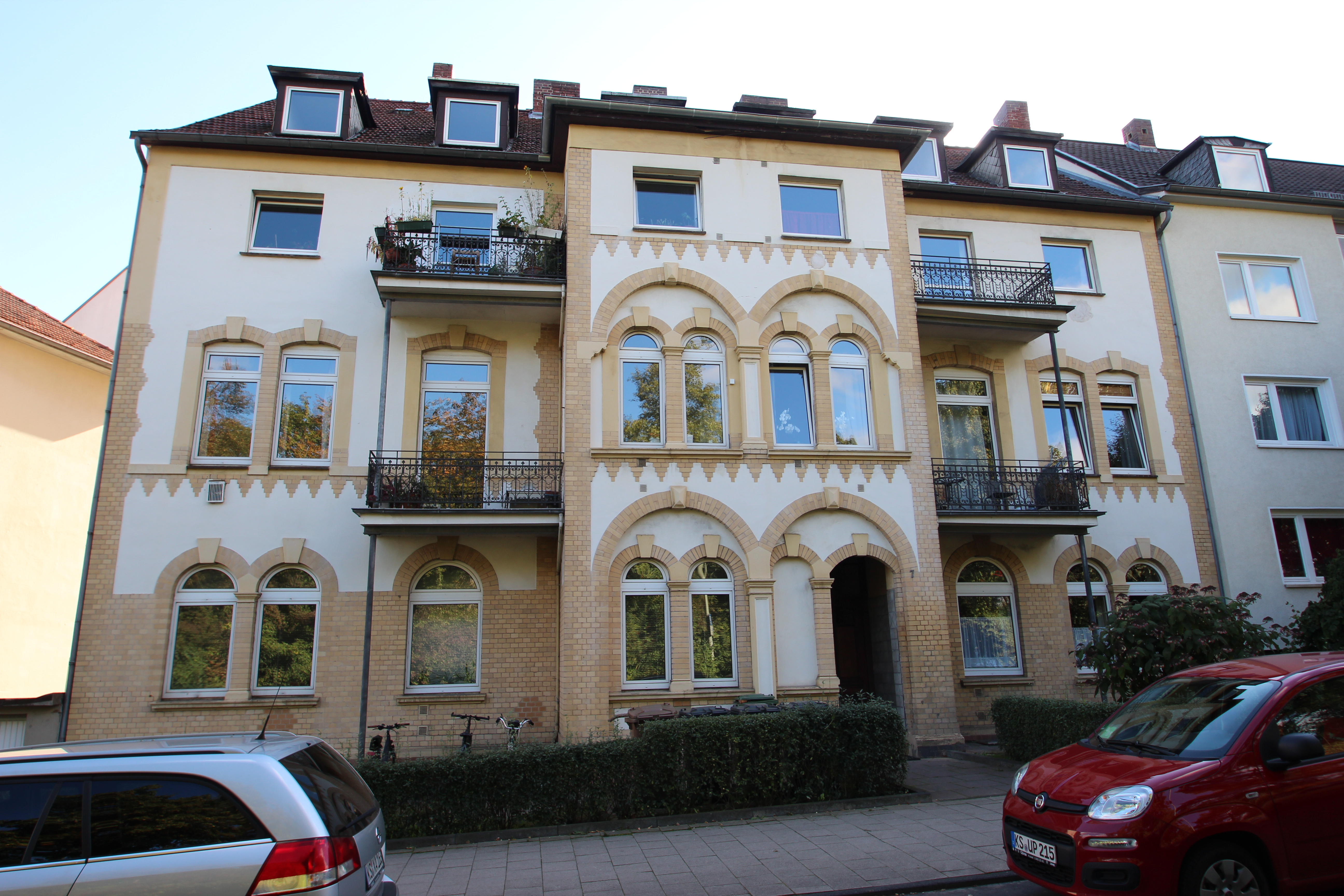
Wohnhaus An der Karlsaue 7
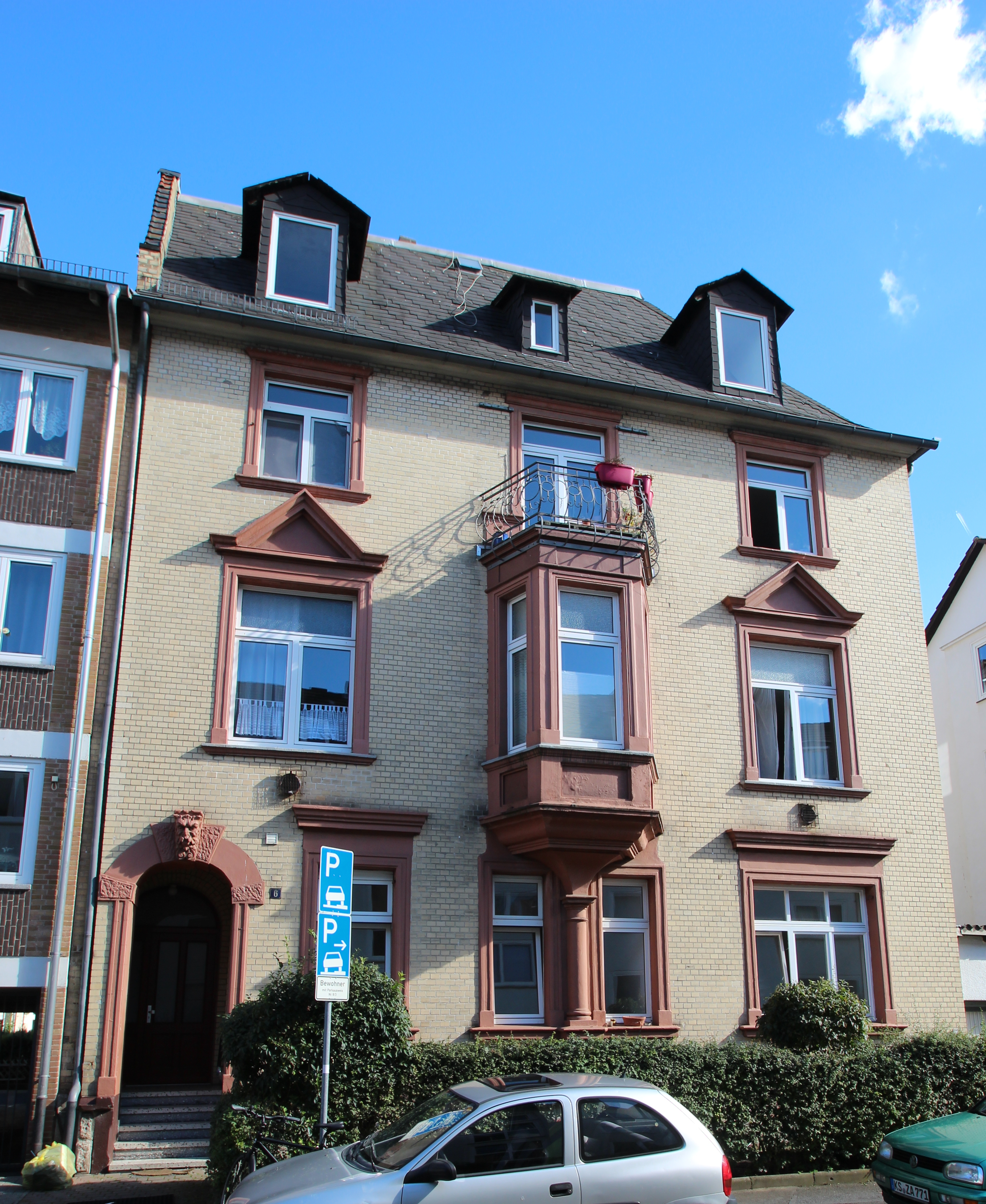
Wohnhaus Milchlingstraße 6
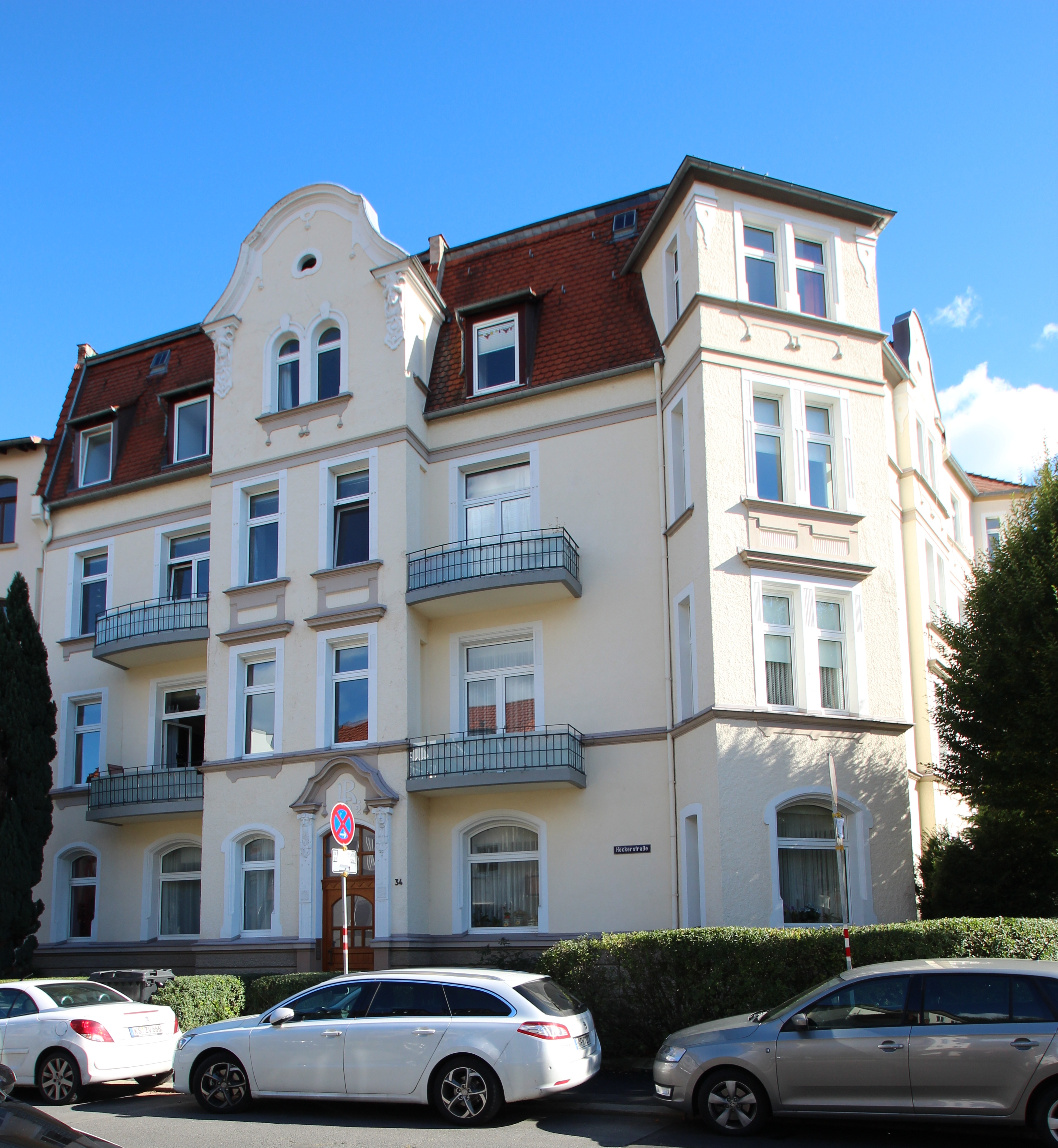
Wohnhaus Heckerstraße 34
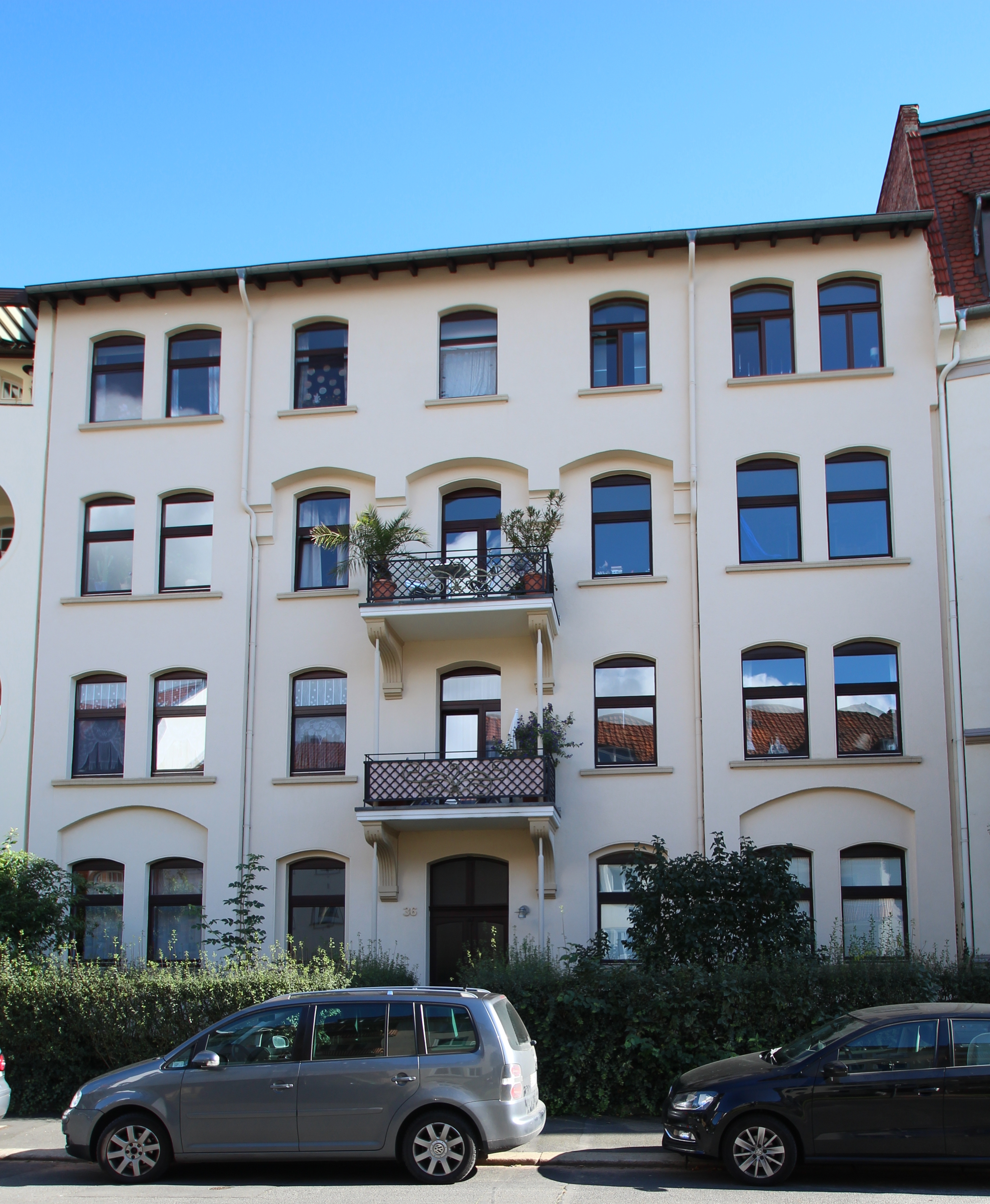
Wohnhaus Heckerstraße 36
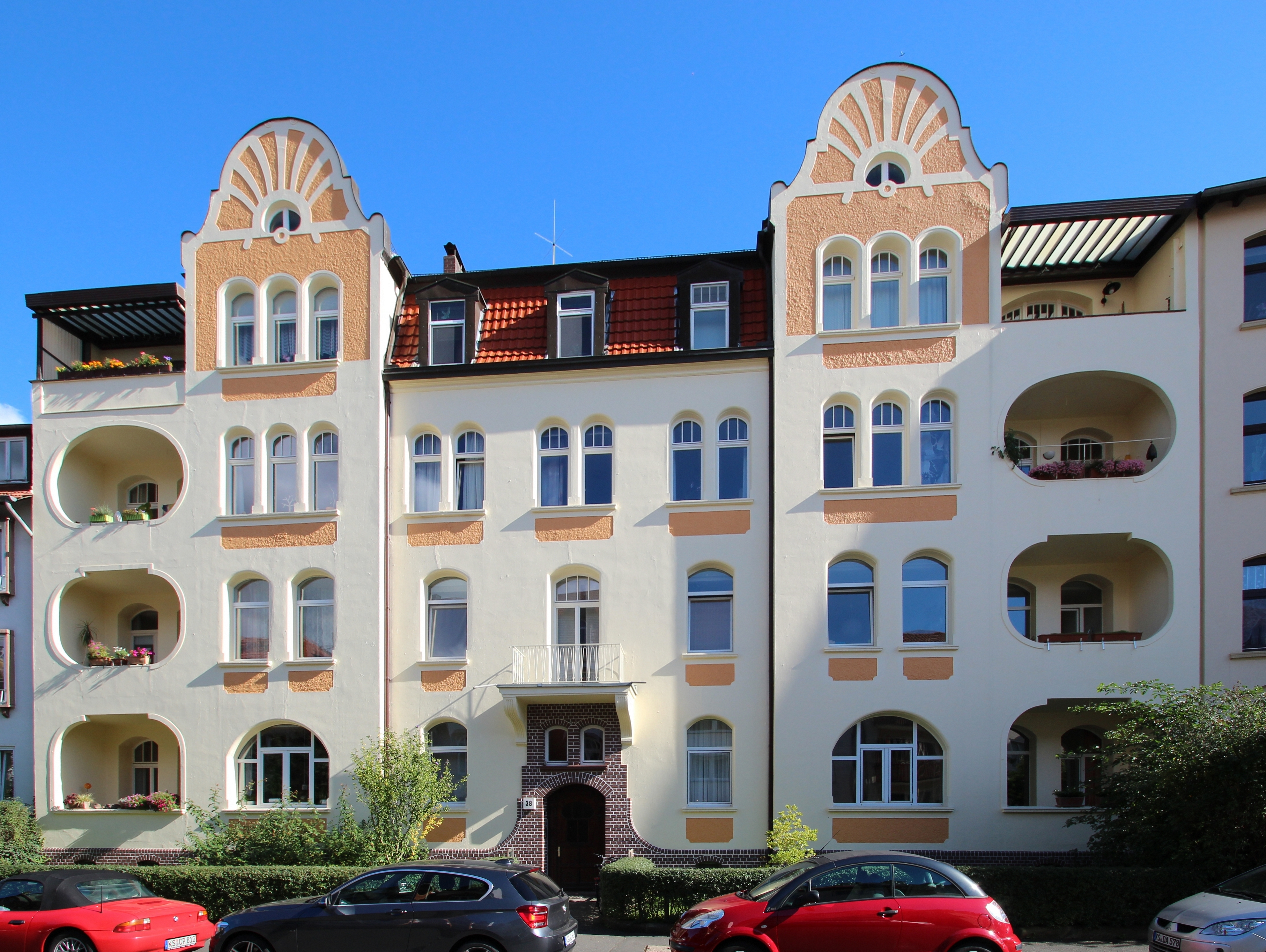
Wohnhaus Heckerstraße 38
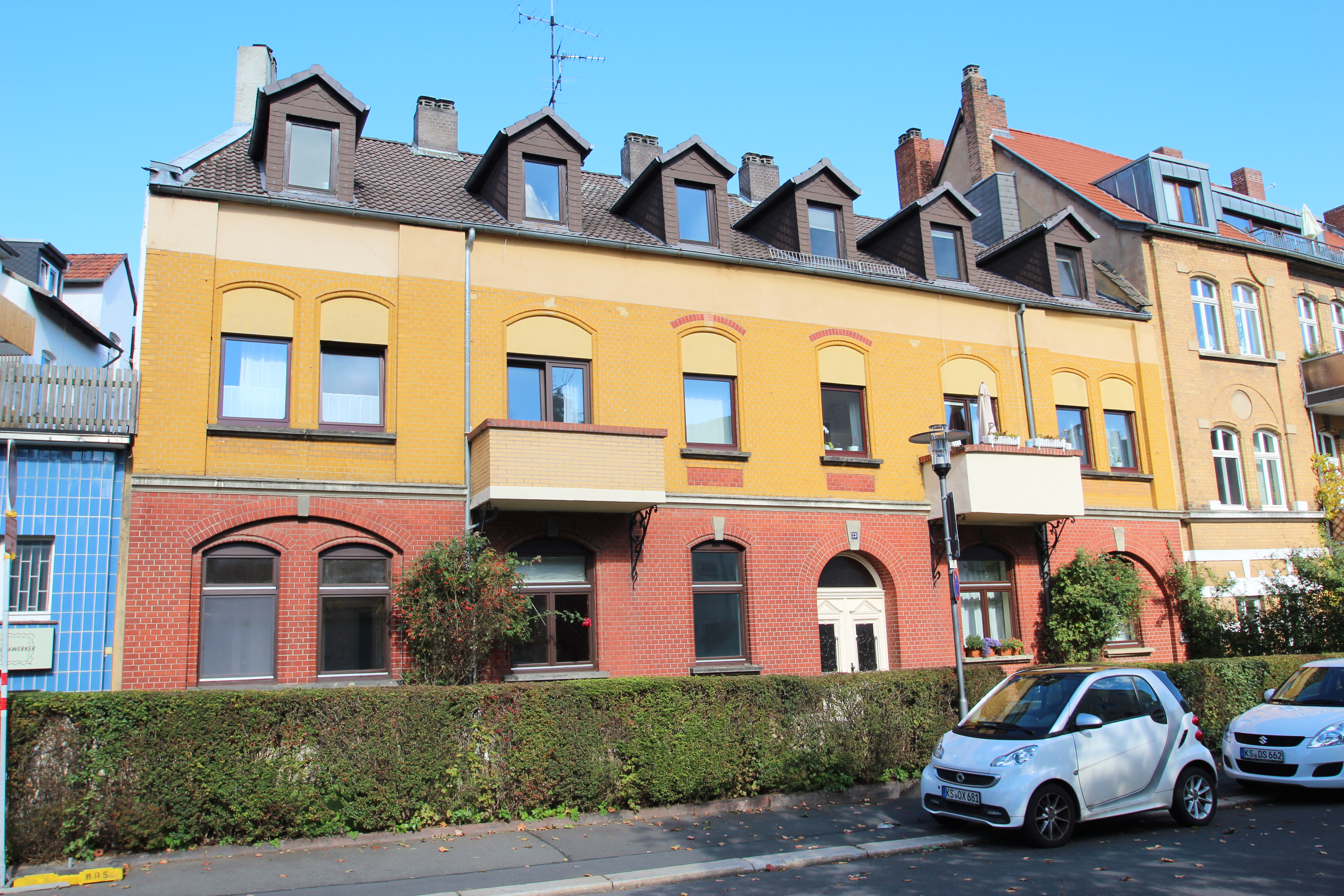
Wohnhaus Heckerstraße 73
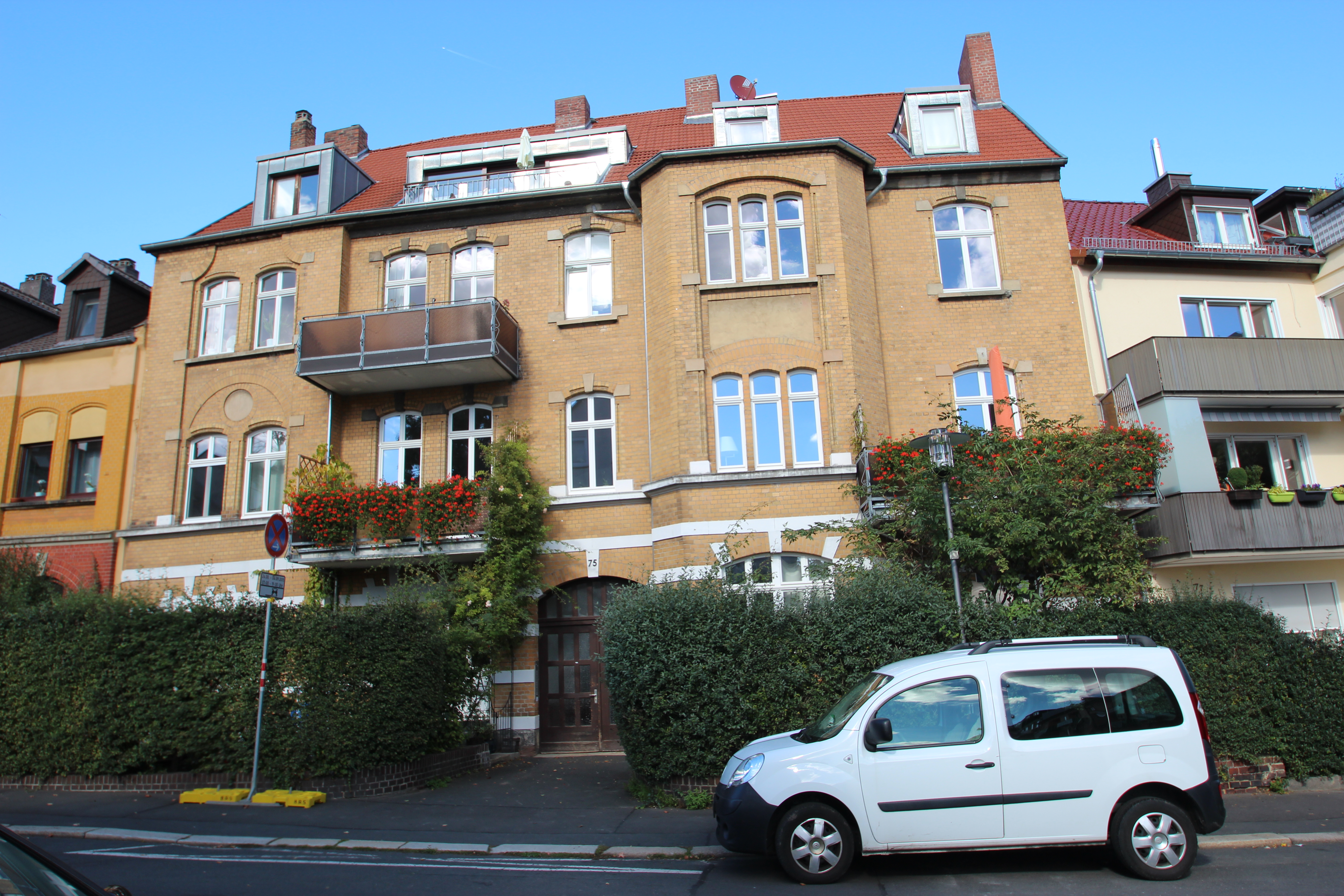
Wohnhaus Heckerstraße 75
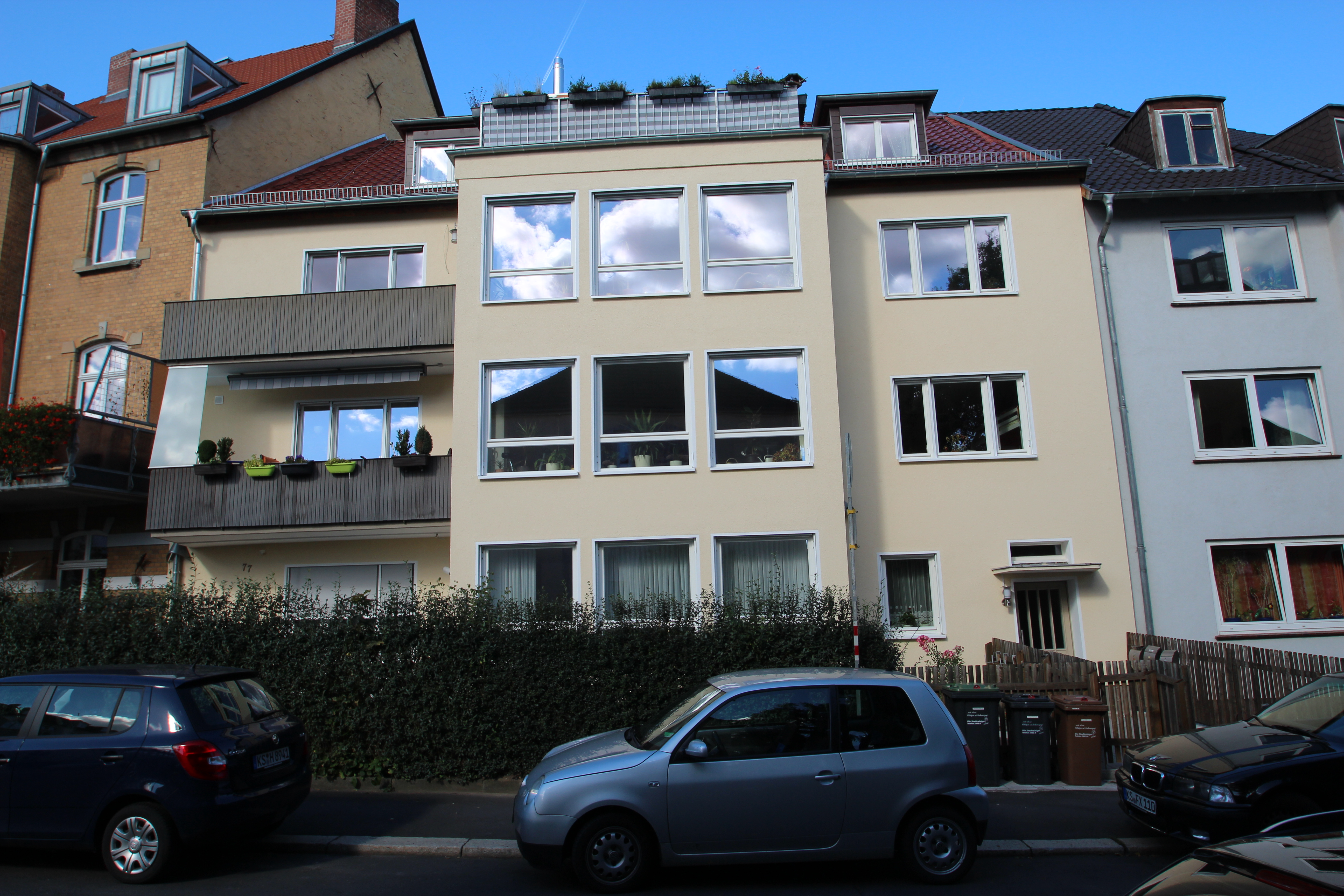
Wohnhaus Heckerstraße 77
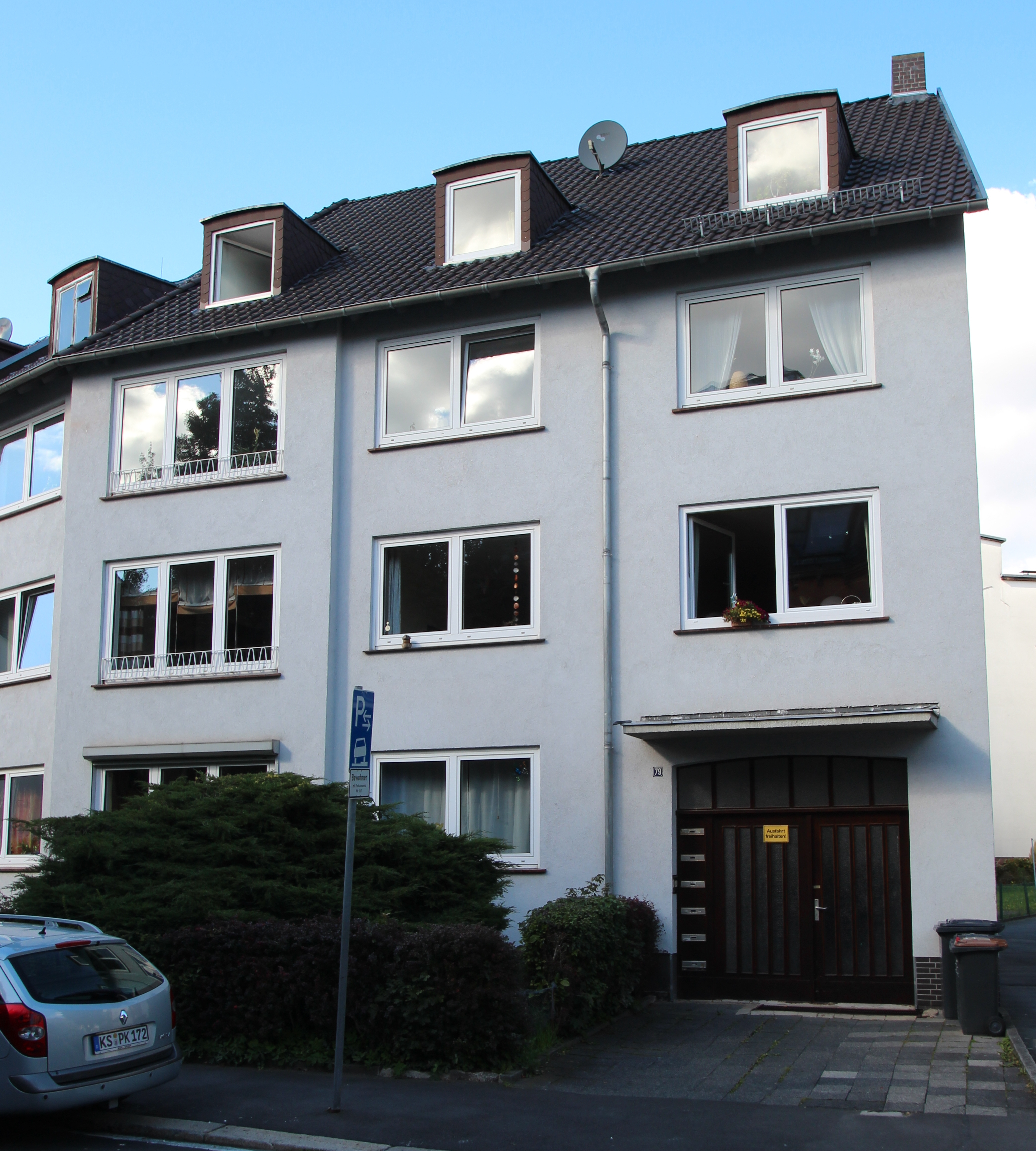
Wohnhaus Heckerstraße 79
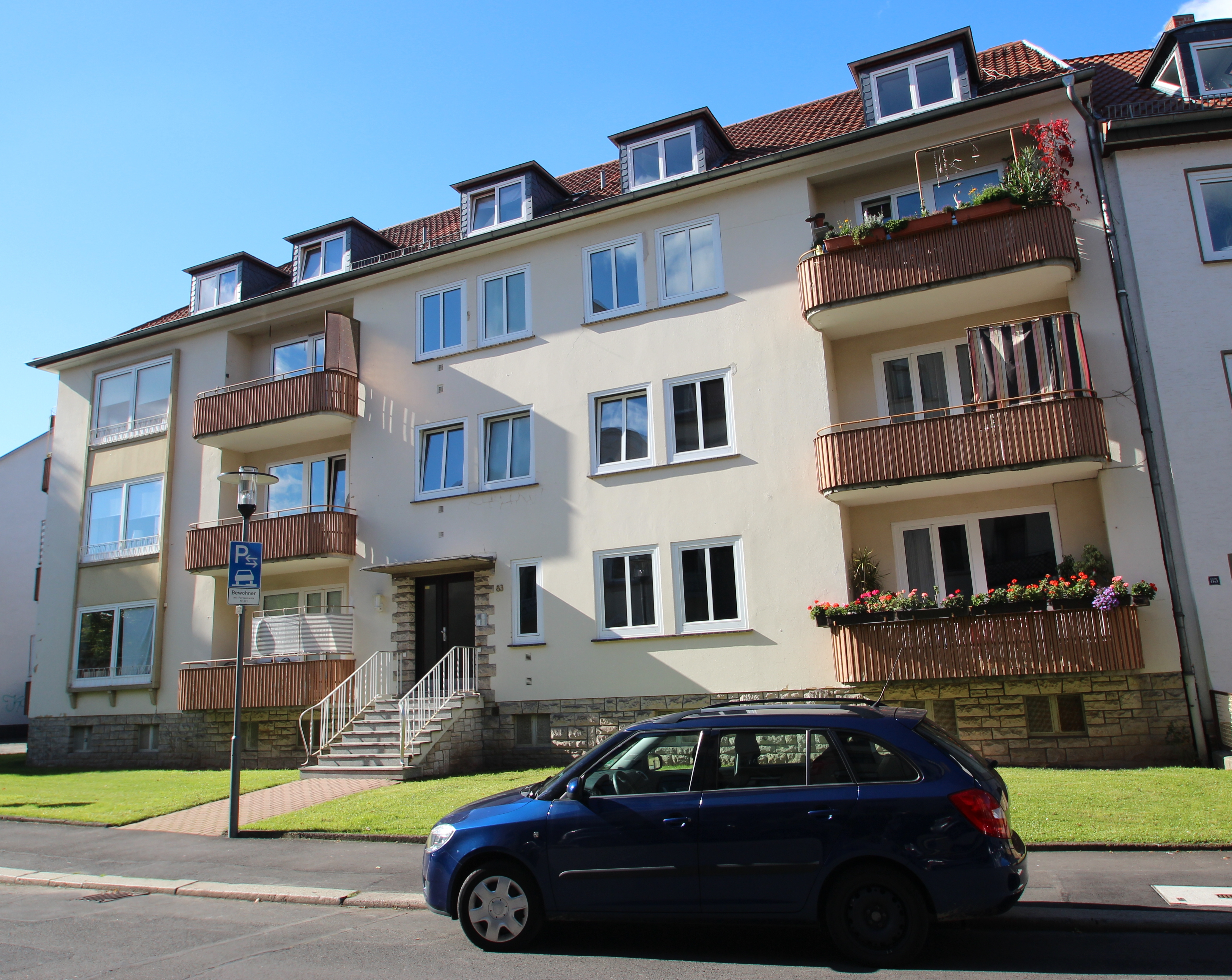
Wohnhaus Heckerstraße 83
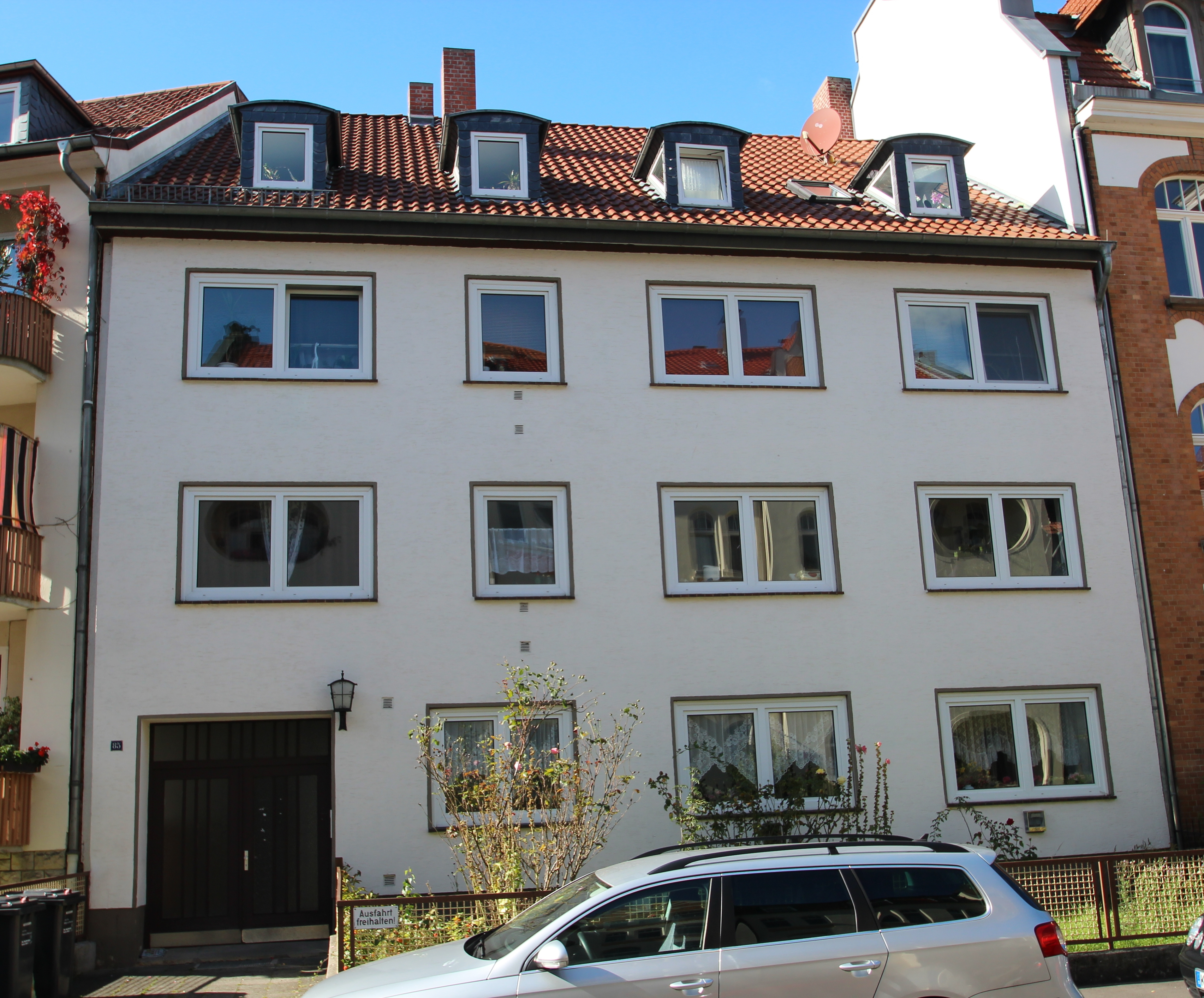
Wohnhaus Heckerstraße 85
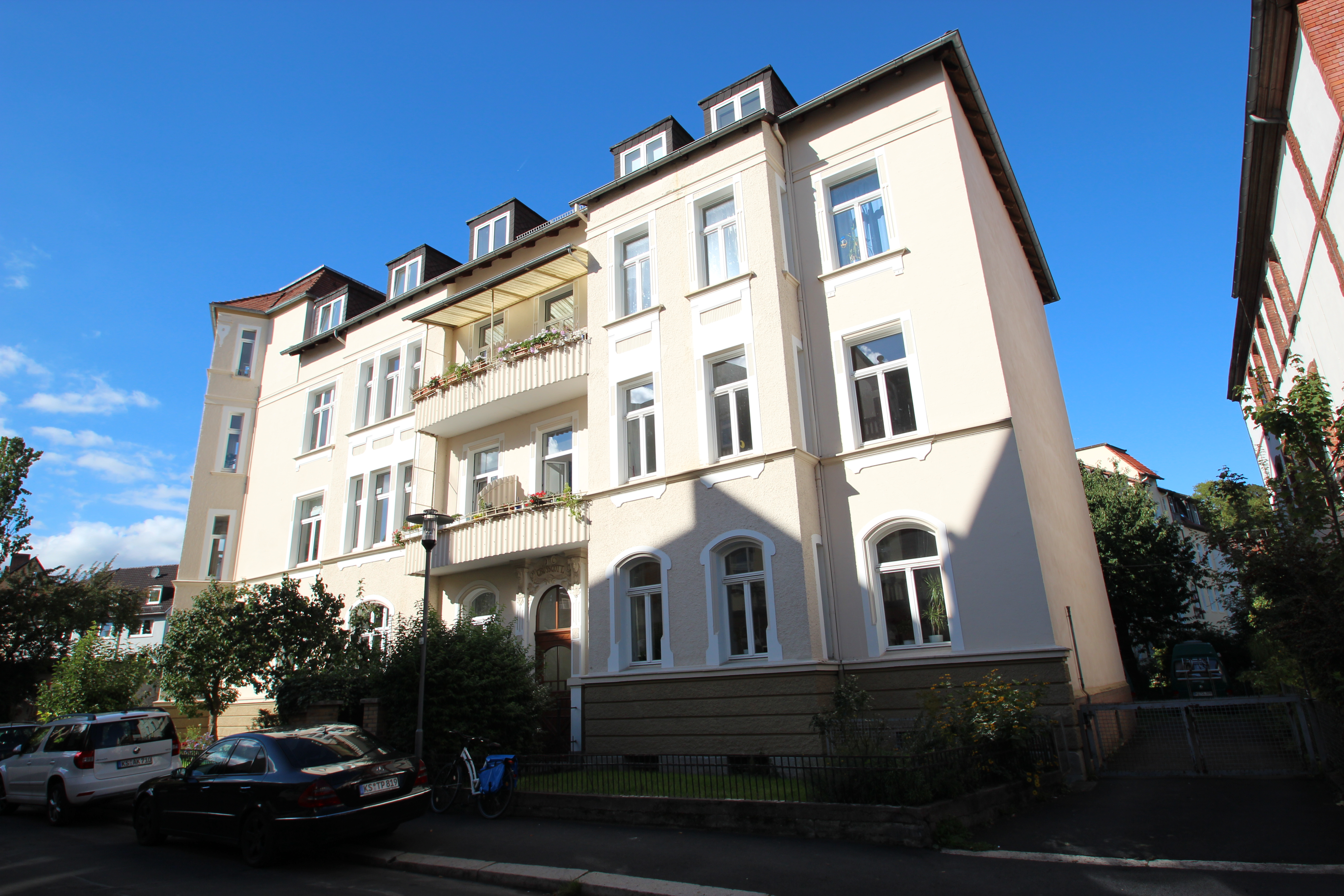
Wohnhaus Johannesstraße 1
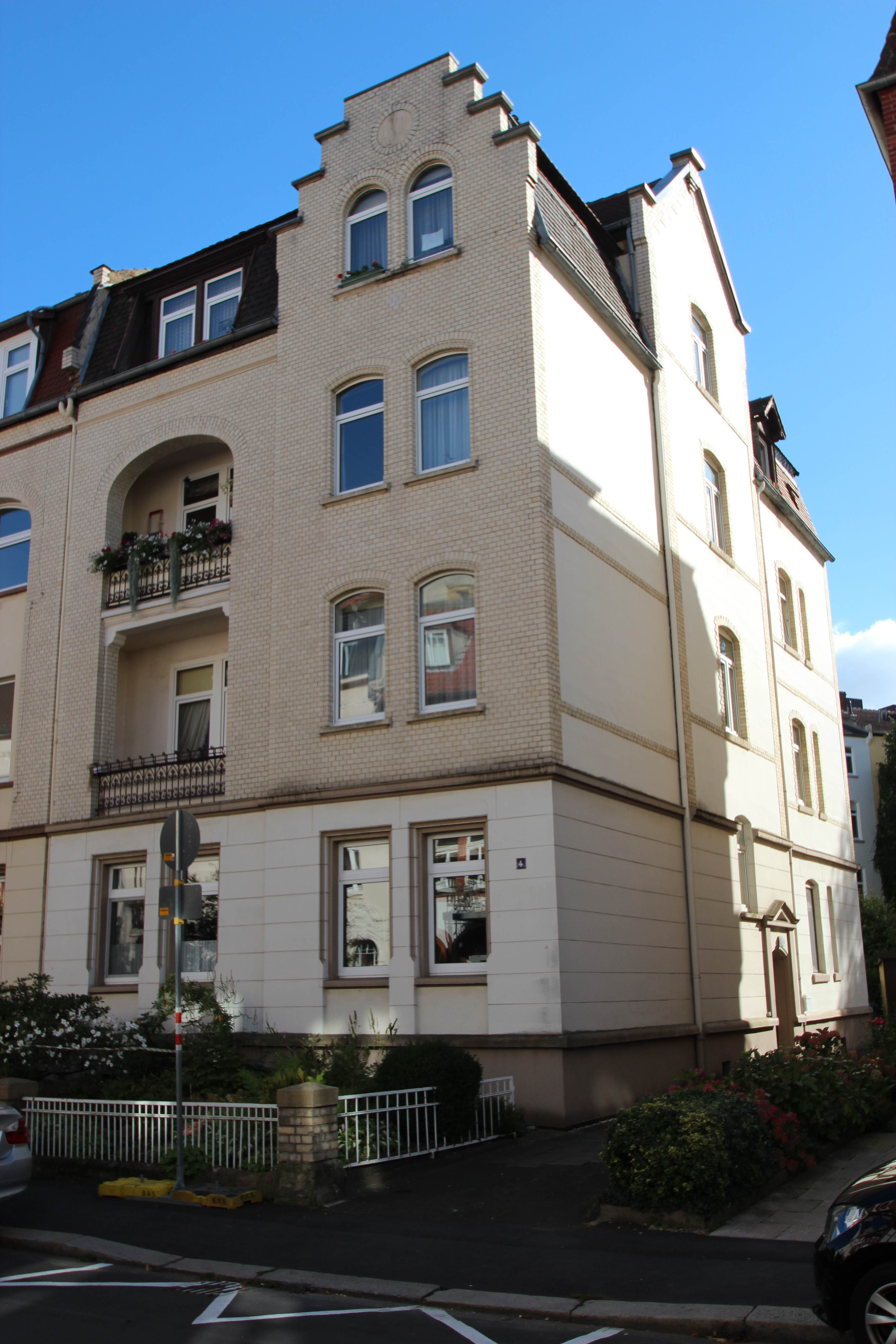
Wohnhaus Johannesstraße 4
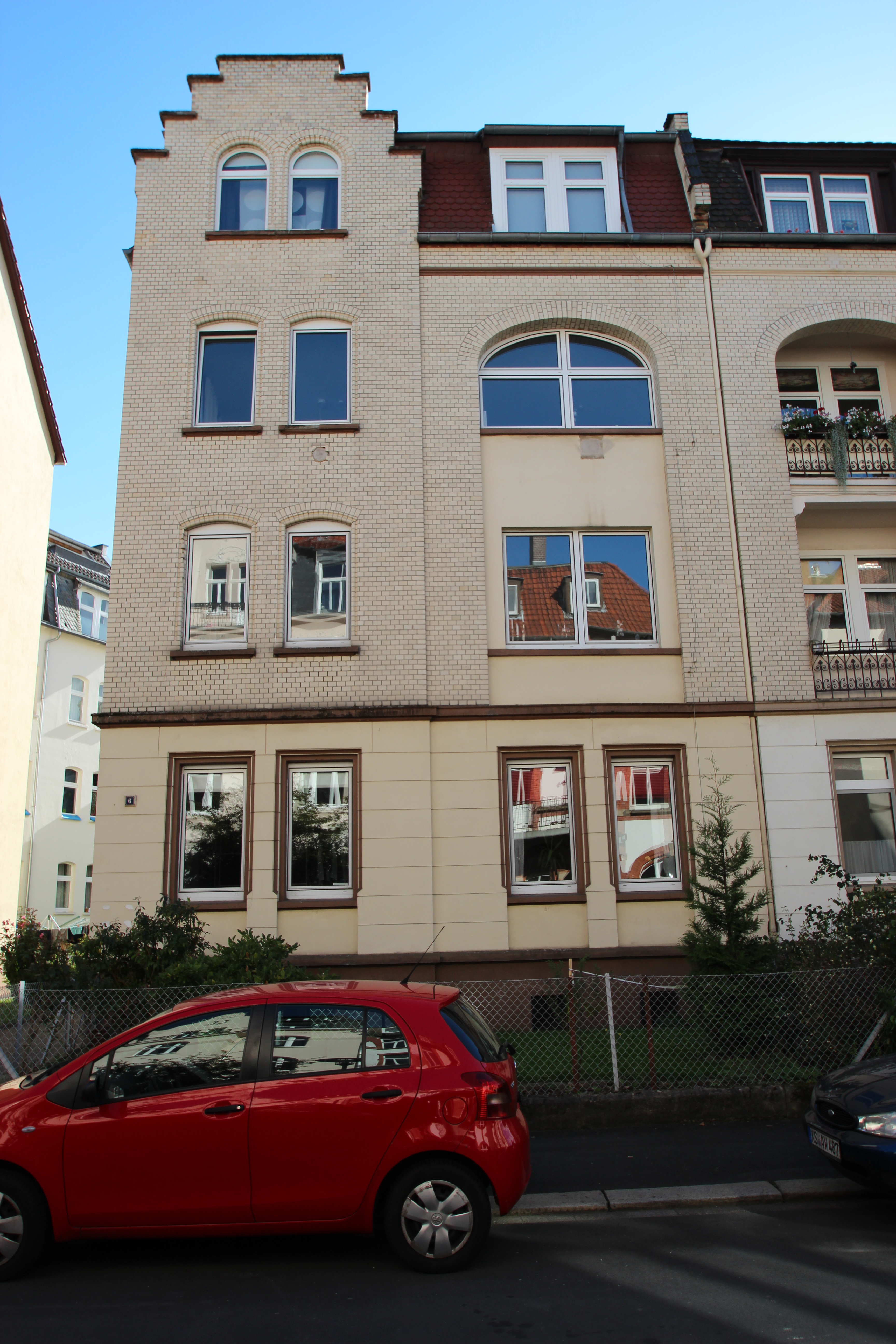
Wohnhaus Johannesstraße 6
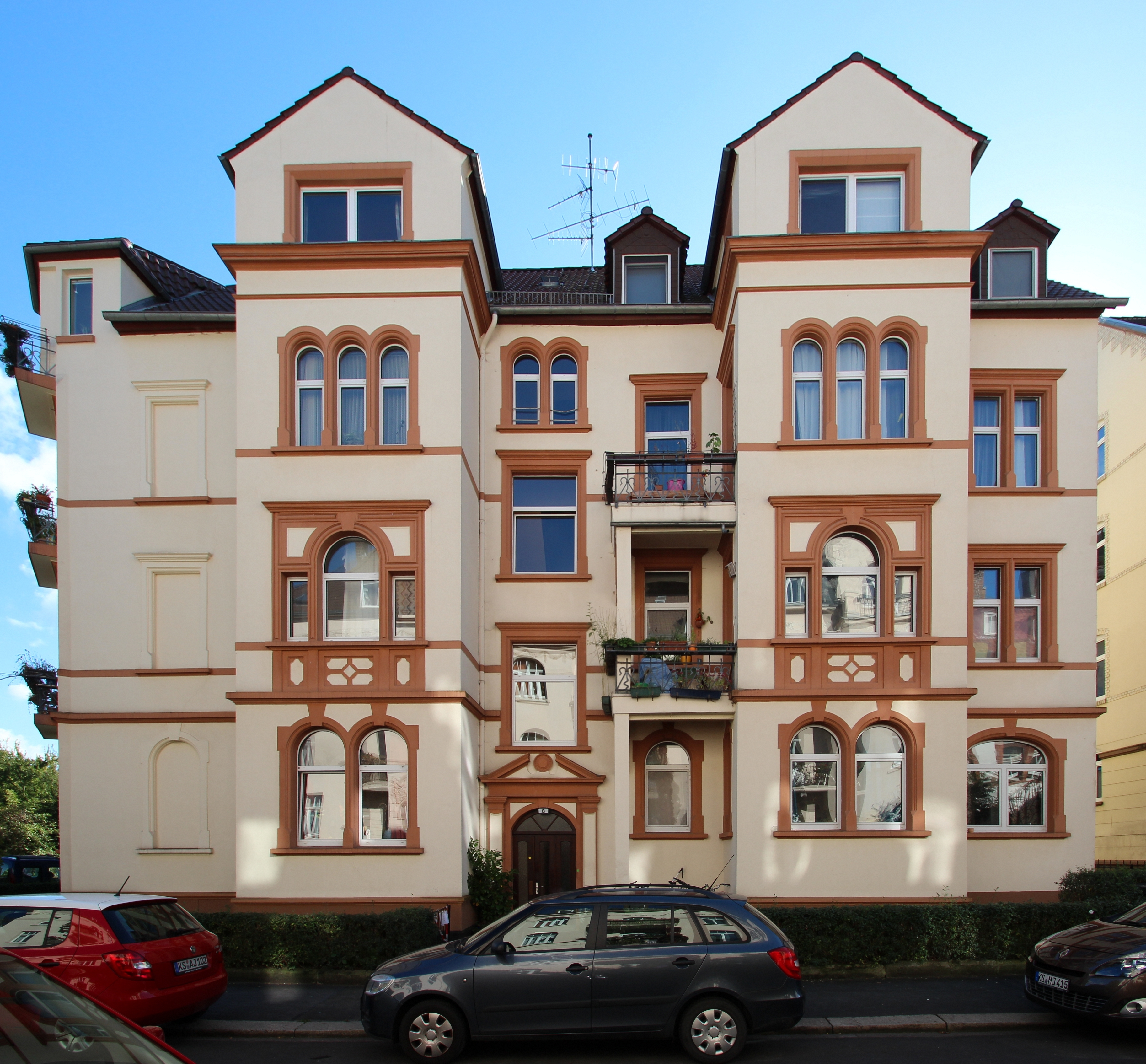
Wohnhaus Johannesstraße 8
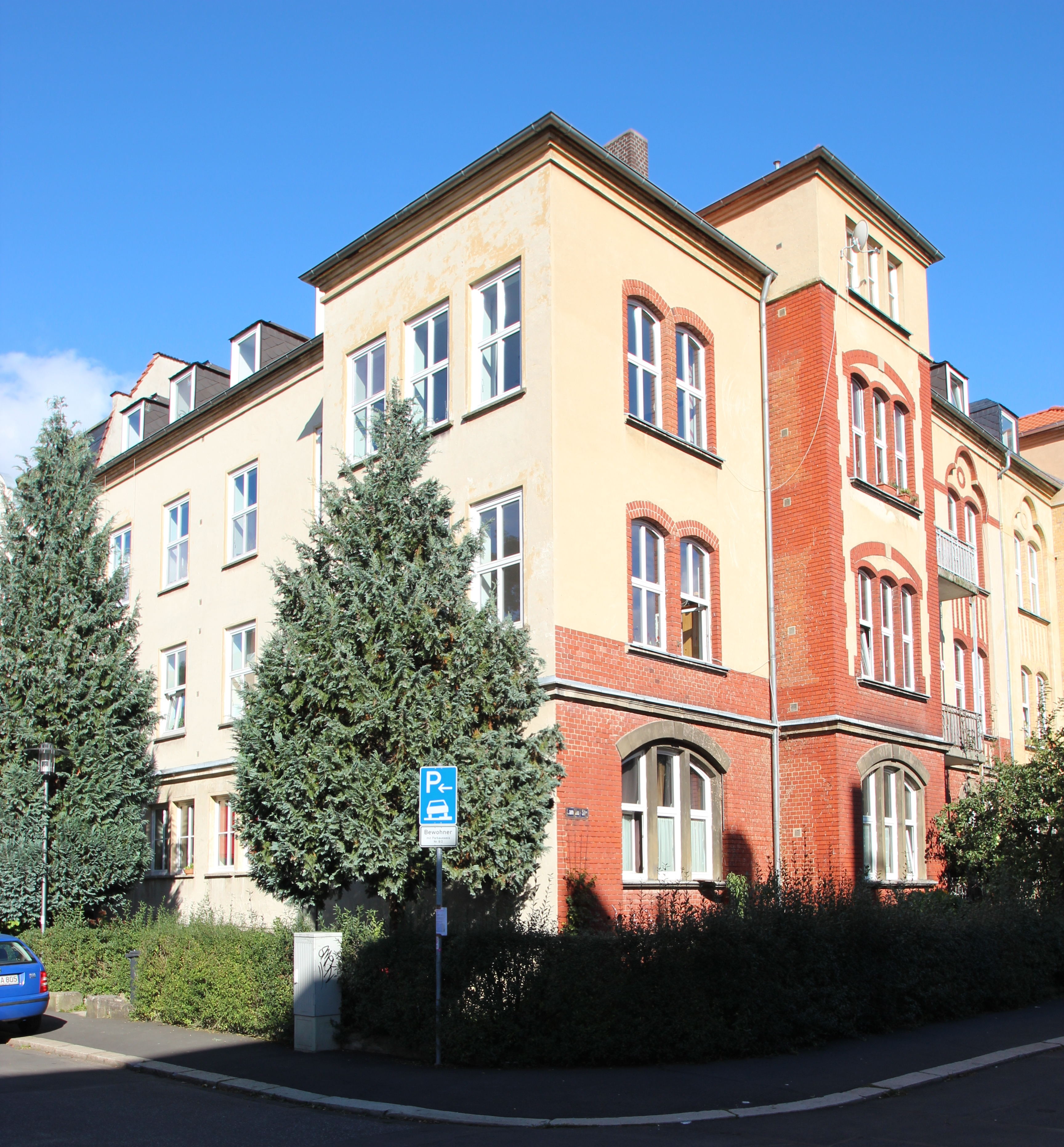
Wohnhaus Julienstraße 2
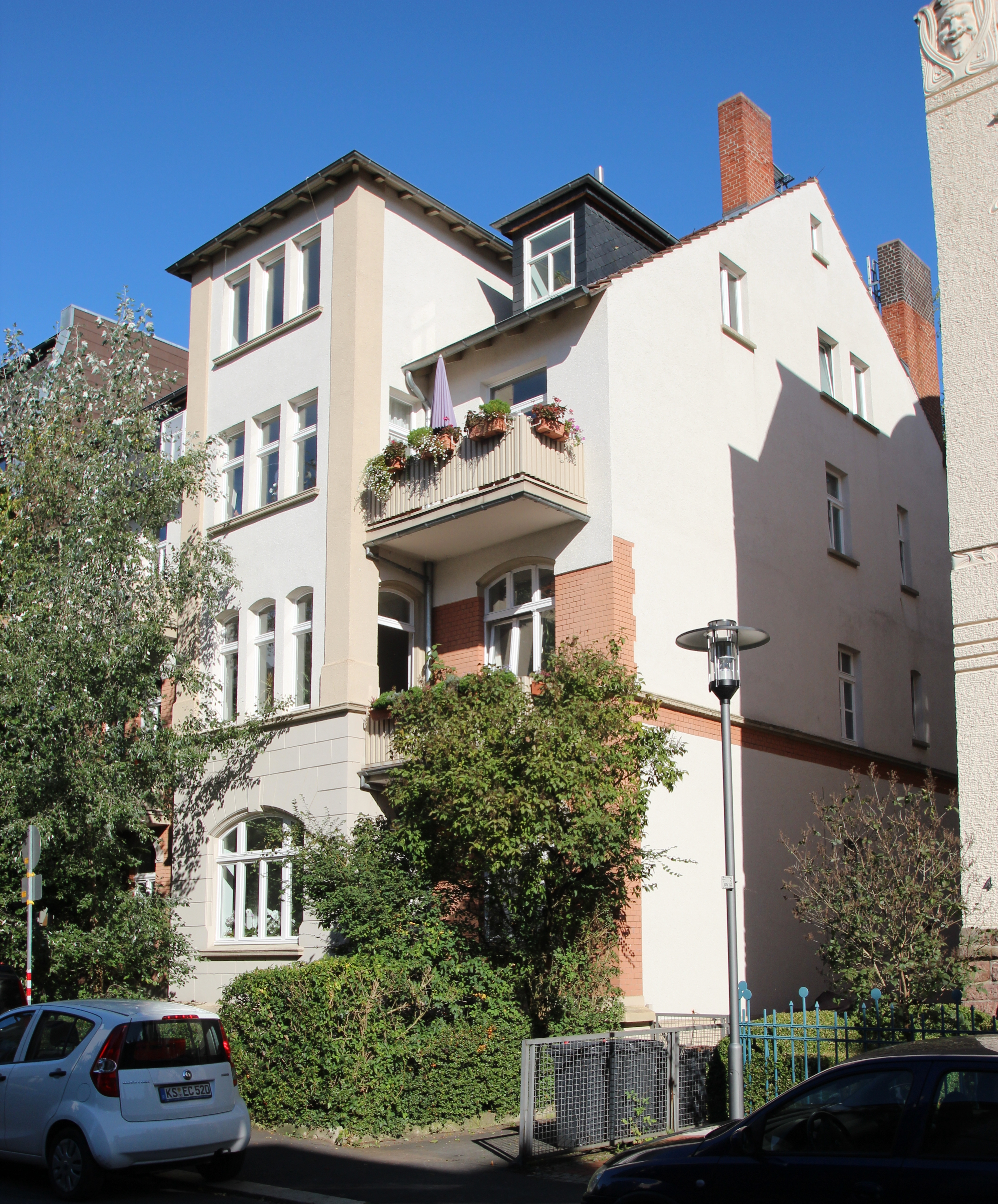
Wohnhaus Julienstraße 6
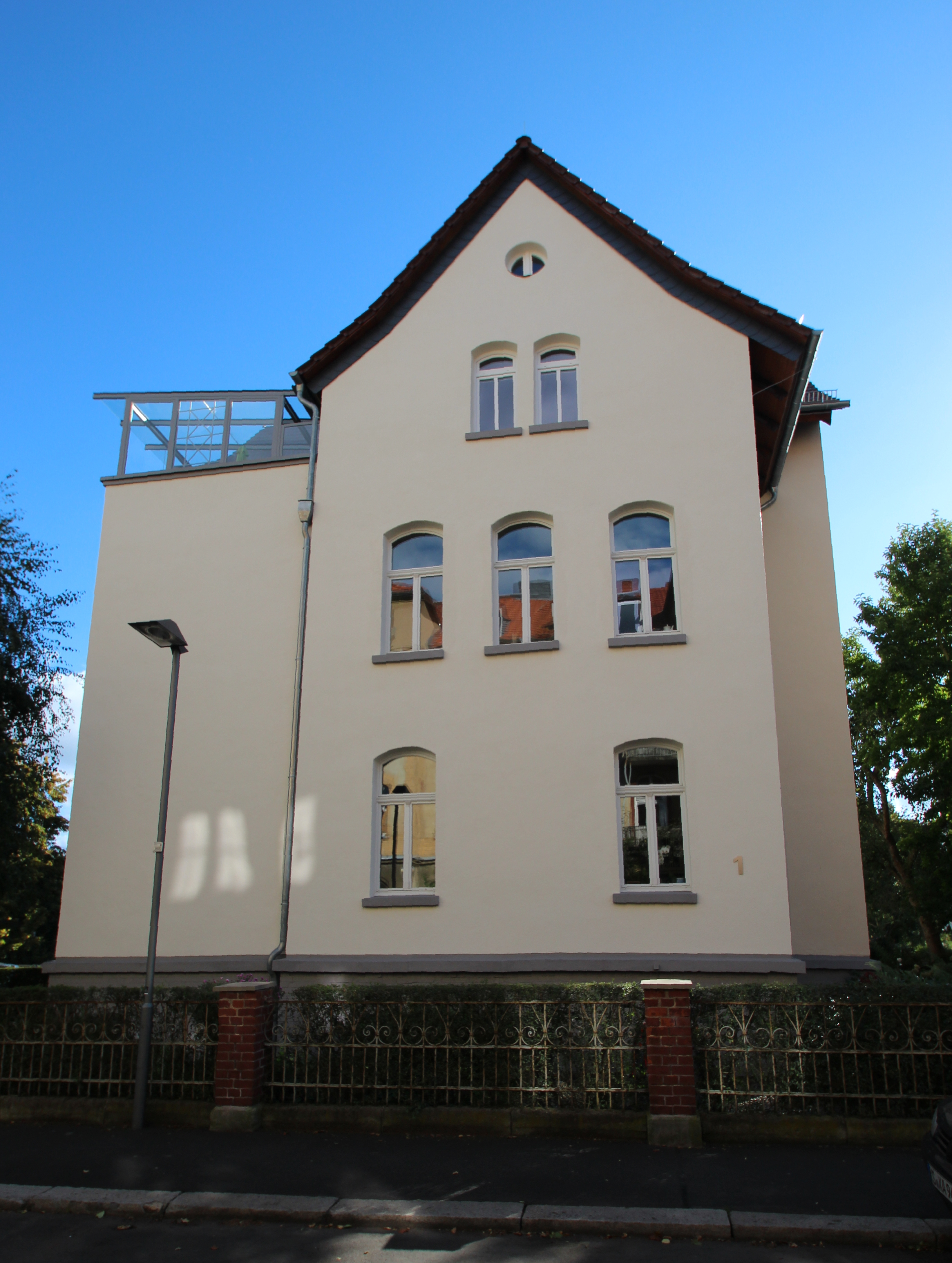
Wohnhaus Landaustraße 1
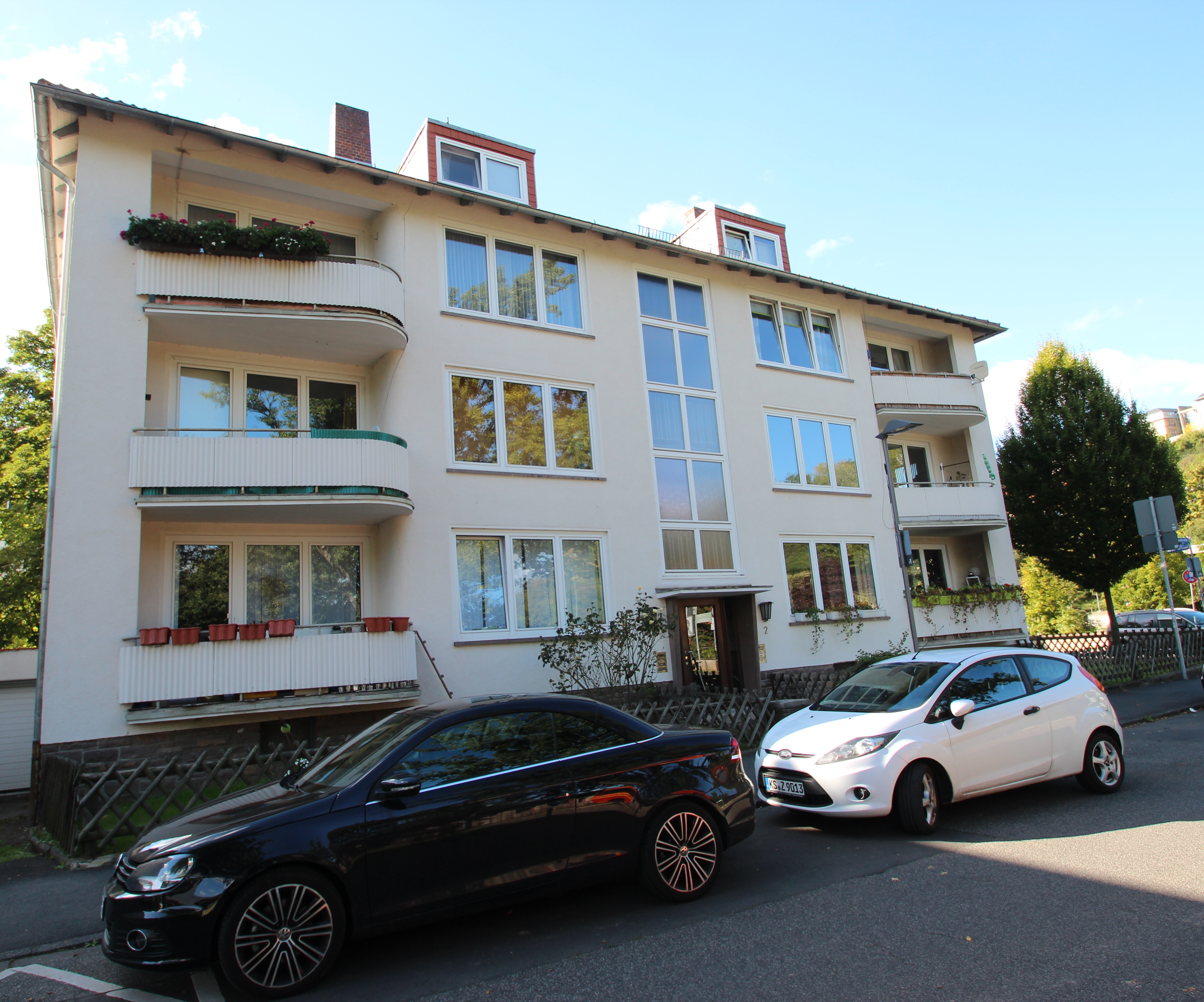
Wohnhaus Landaustraße 2
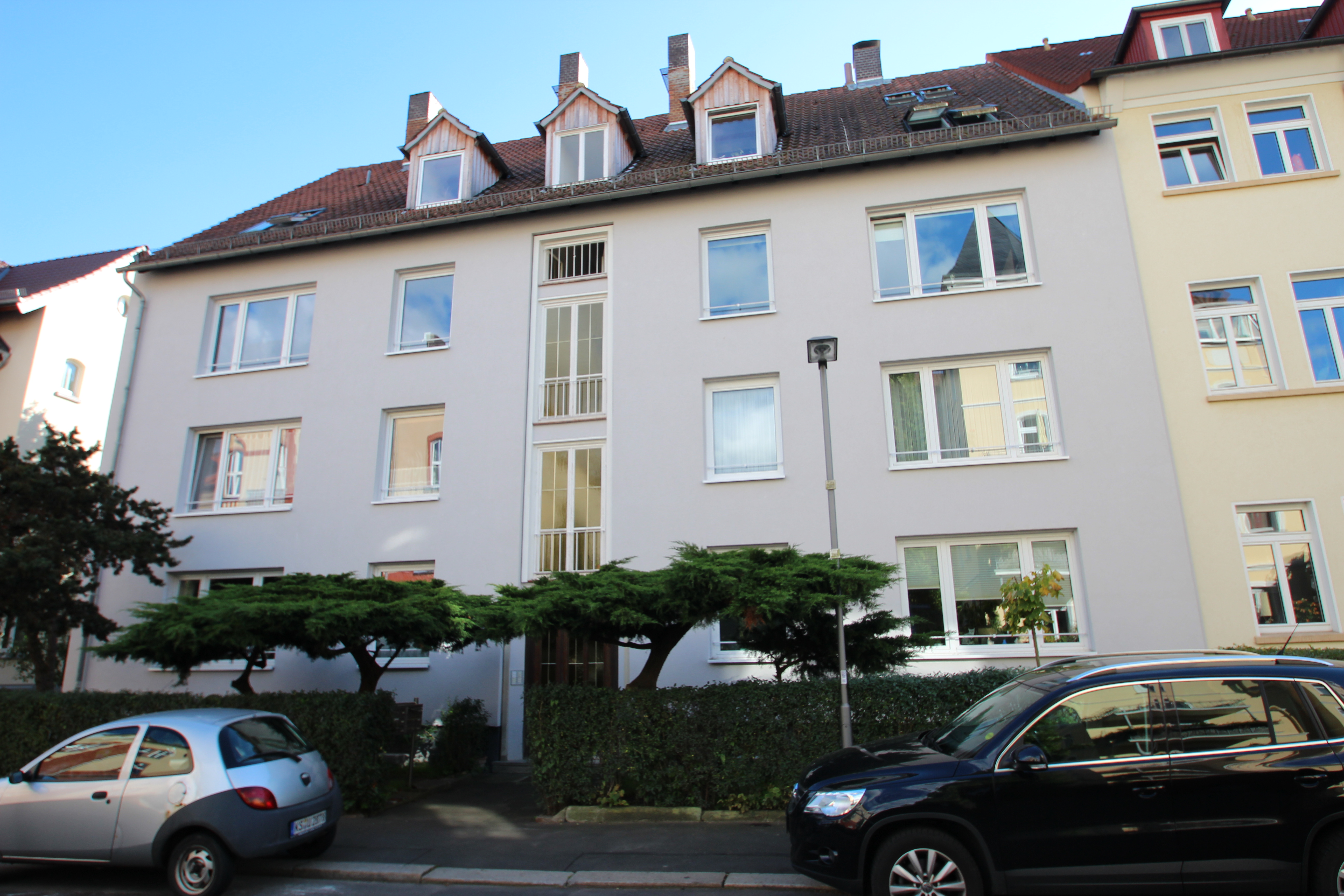
Wohnhaus Landaustraße 3
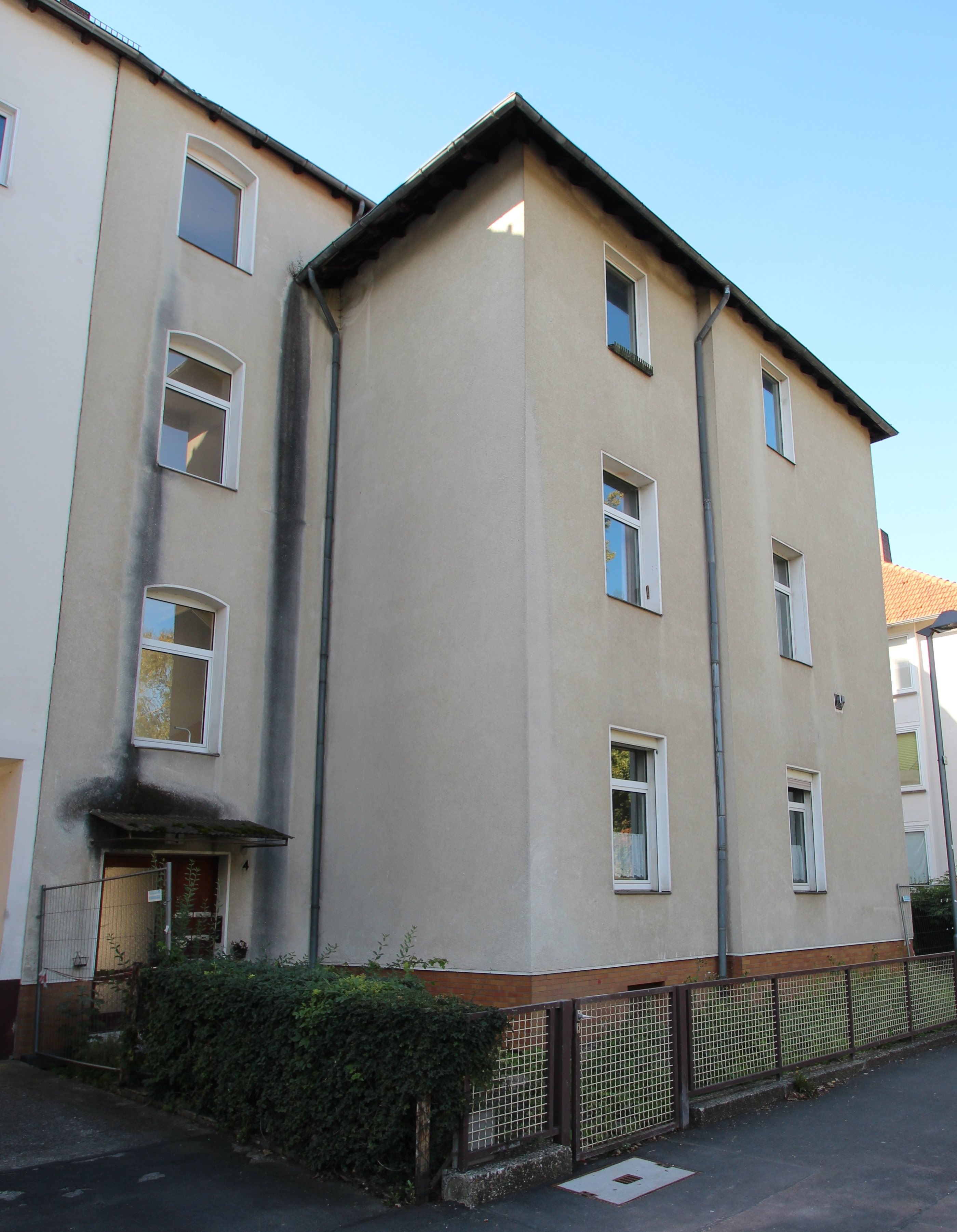
Wohnhaus Landaustraße 4
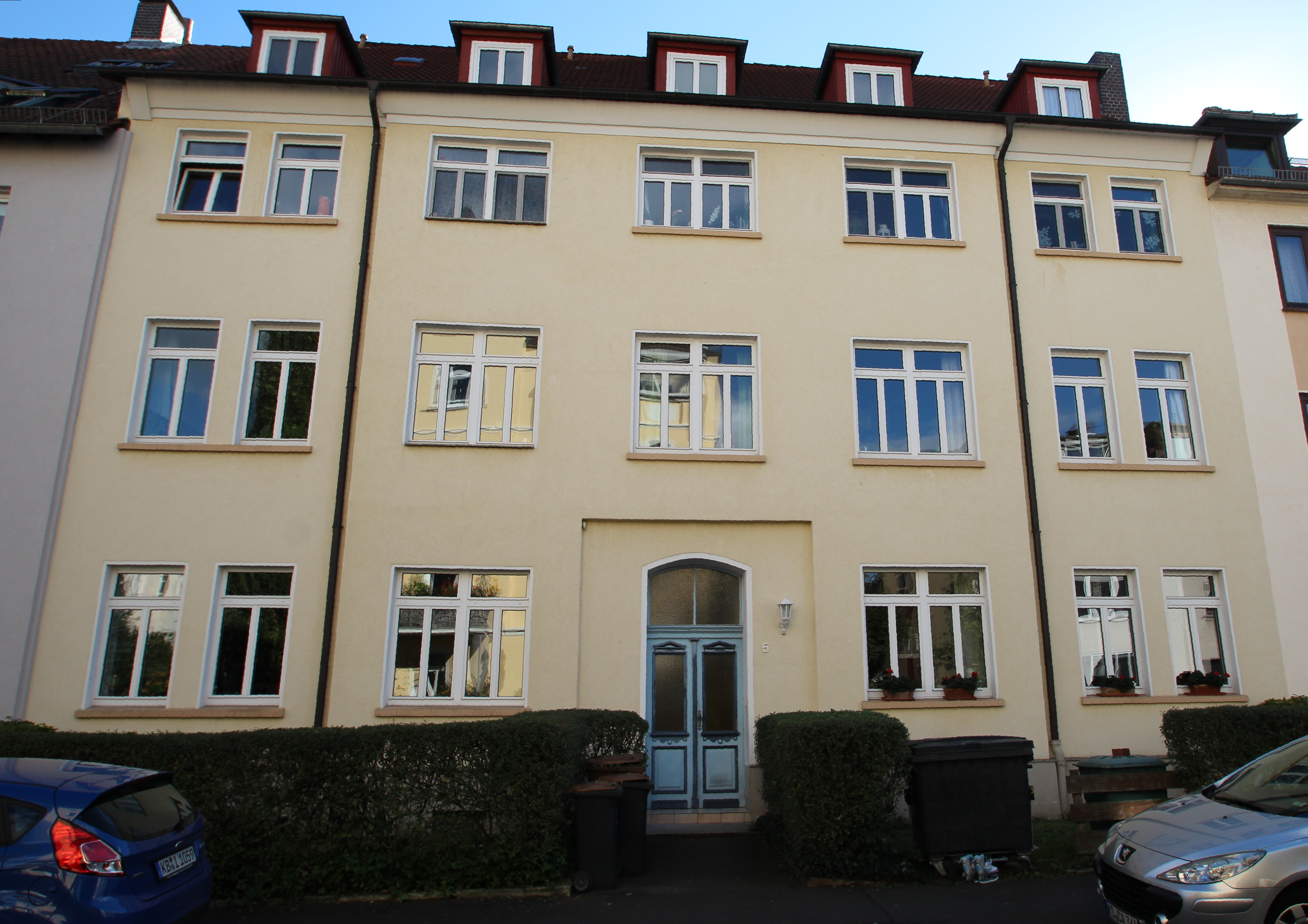
Wohnhaus Landaustraße 5
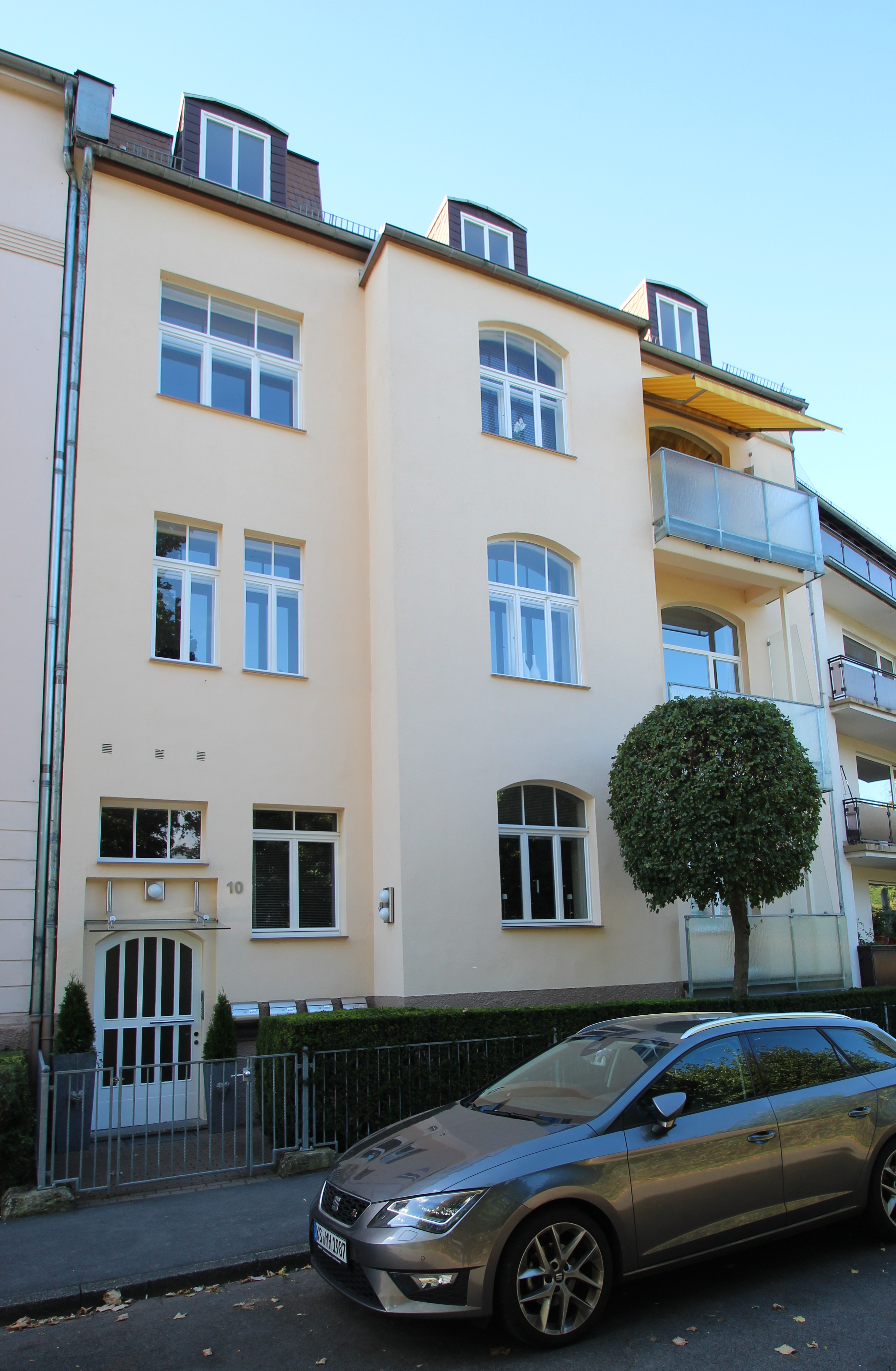
Wohnhaus Landaustraße 10
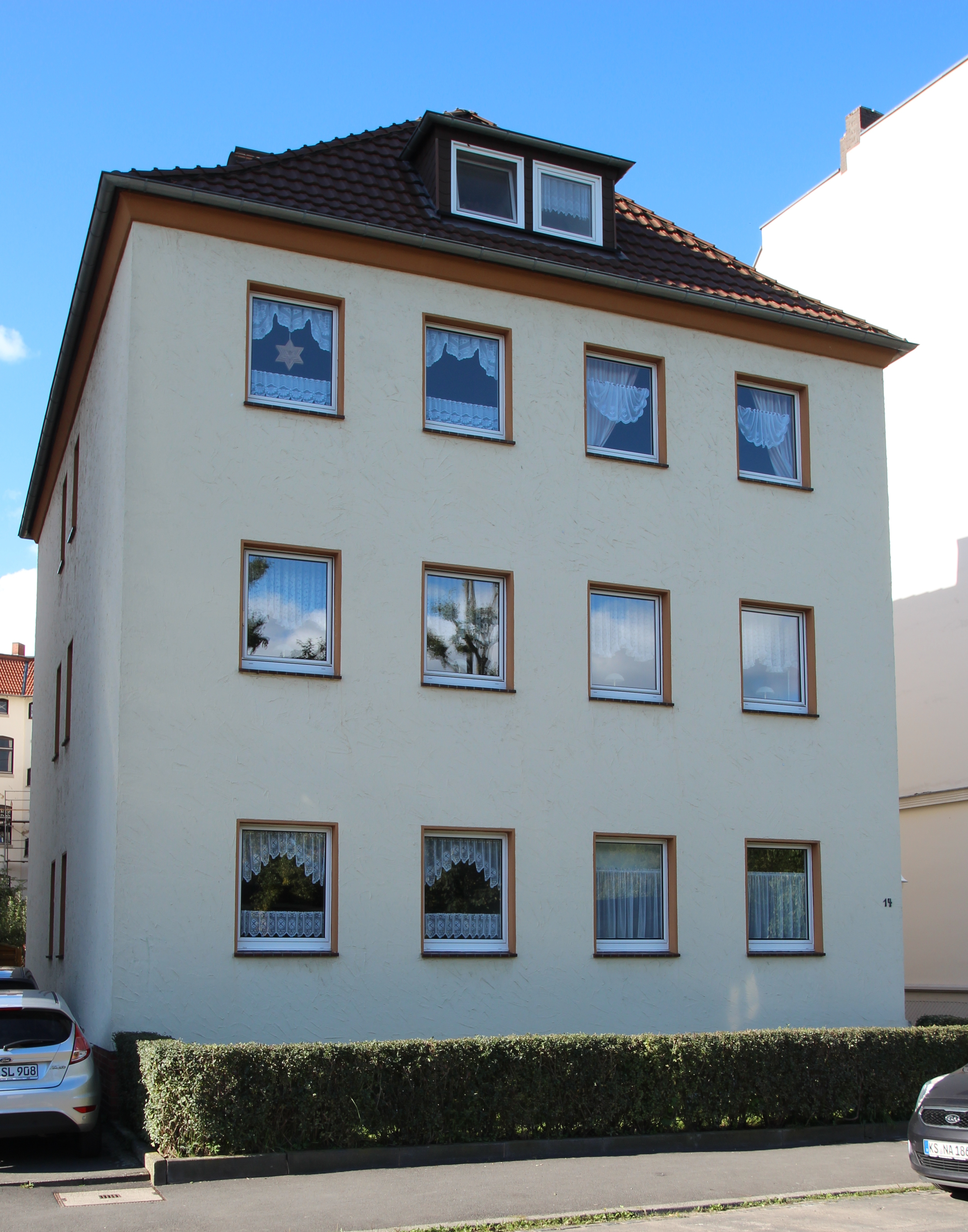
Wohnhaus Landaustraße 14
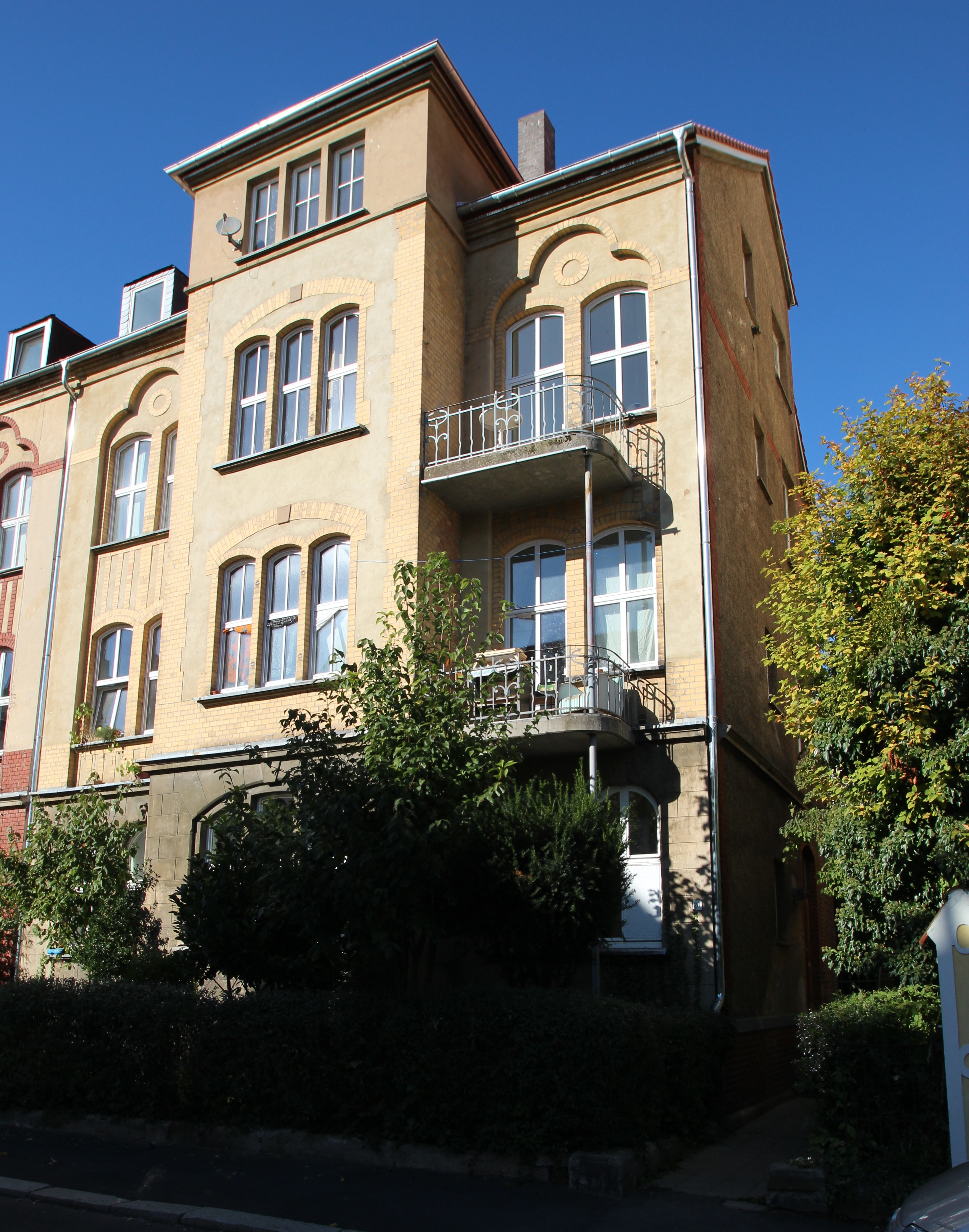
Wohnhaus Landaustraße 20
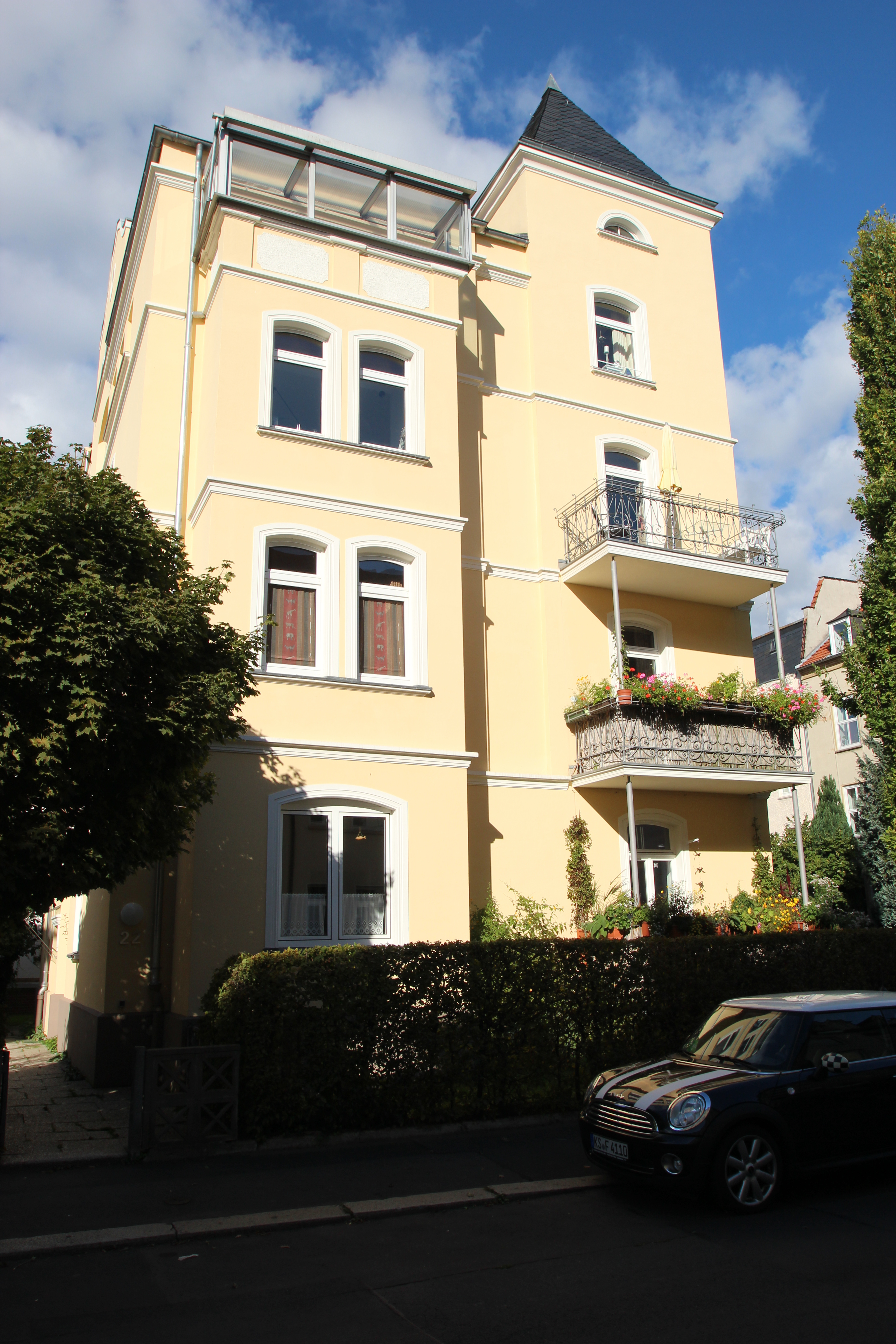
Wohnhaus Landaustraße 22

### Gesamtanlage Heinrich-Heine-Straße
| Bild                               | Bezeichnung                        | Lage                                                  | Beschreibung                                                                                         | Bauzeit                                                                           | Daten |
| ---------------------------------- | ---------------------------------- | ----------------------------------------------------- | --- | --------------------------------------------------------------------------------- | ----- |
| Gesamtanlage Heinrich-Heine-Straße | Gesamtanlage Heinrich-Heine-Straße | Heinrich-Heine-Straße 3, 4, 5, 6, 8, 10, 16 Lage      | Straße mit Wohnbebauung (g)                                                                          | Haus Nr. 3 1857, Nr. 5 1872, weiterer Ausbau der Straße ab Mitte der 1880er Jahre |       |
| Wohnhaus                           | Wohnhaus                           | Heinrich-Heine-Straße 3 LageFlur: 8, Flurstück: 39/1  | Traufständiges Fachwerkwohnhaus, auf der Rückseite Anbauten (g, s)                                   | 1857                                                                              |       |
| Ehemaliges Gartenhaus              | Ehemaliges Gartenhaus              | Heinrich-Heine-Straße 5 LageFlur: 8, Flurstück: 36/30 | Verputzter Fachwerkbau, einst Gartenhaus der heute nicht mehr erhaltenen Gaststätte „Auekrug“ (g, s) | 1872                                                                              |       |

Denkmäler der Gesamtanlage Heinrich-Heine-Straße ohne eigenen Eintrag in der Topographie
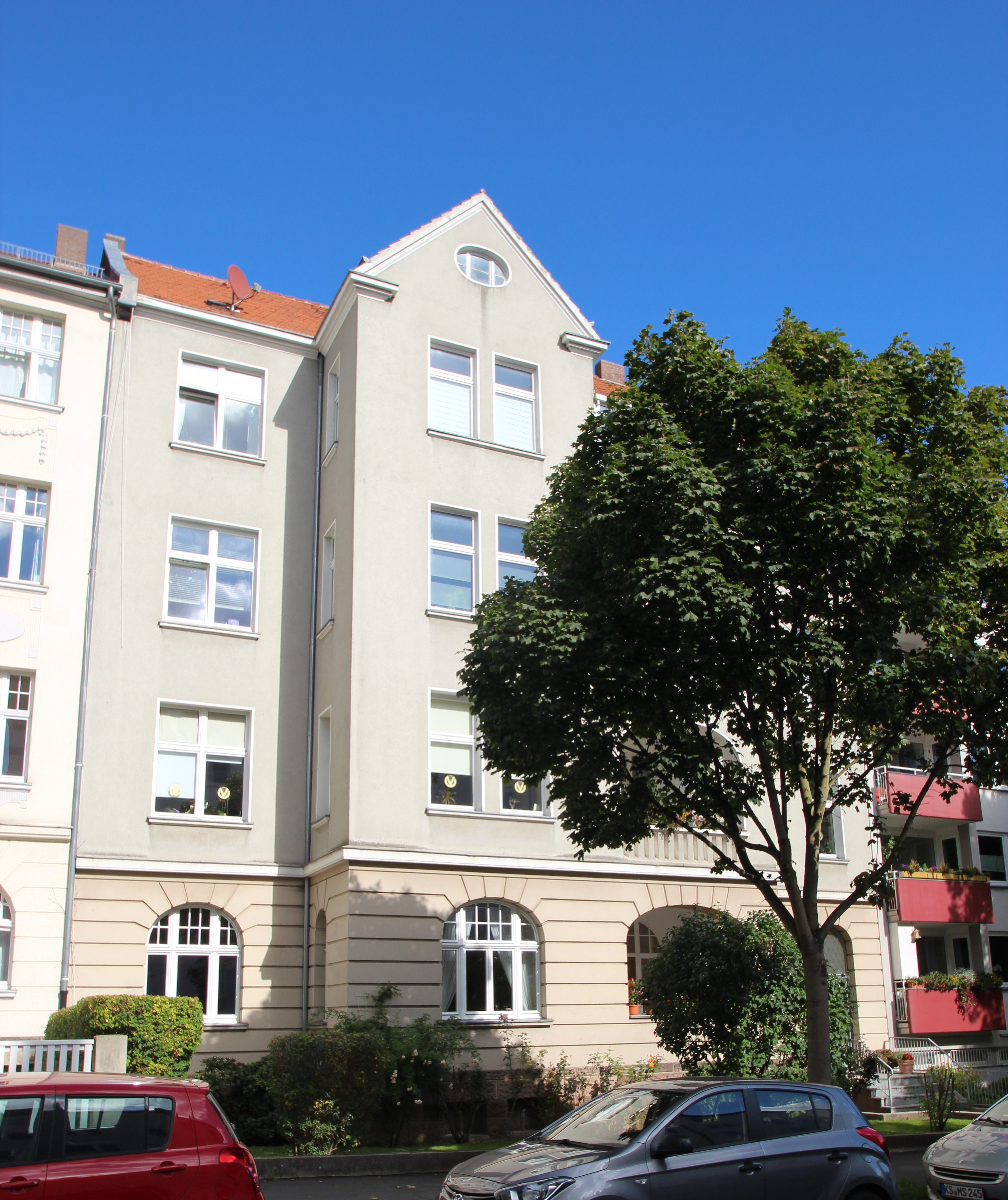
Wohnhaus Heinrich-Heine-Straße 4
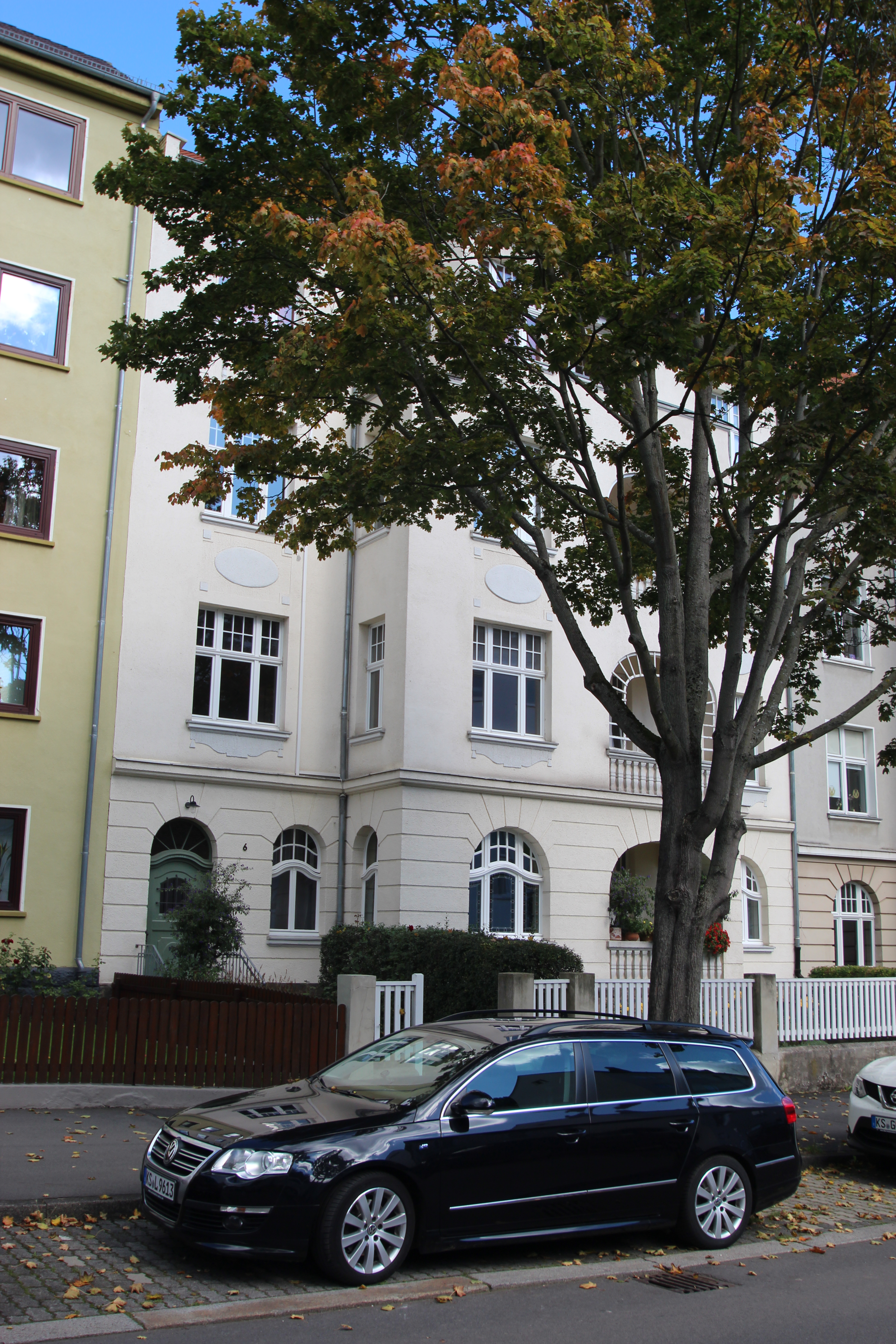
Wohnhaus Heinrich-Heine-Straße 6
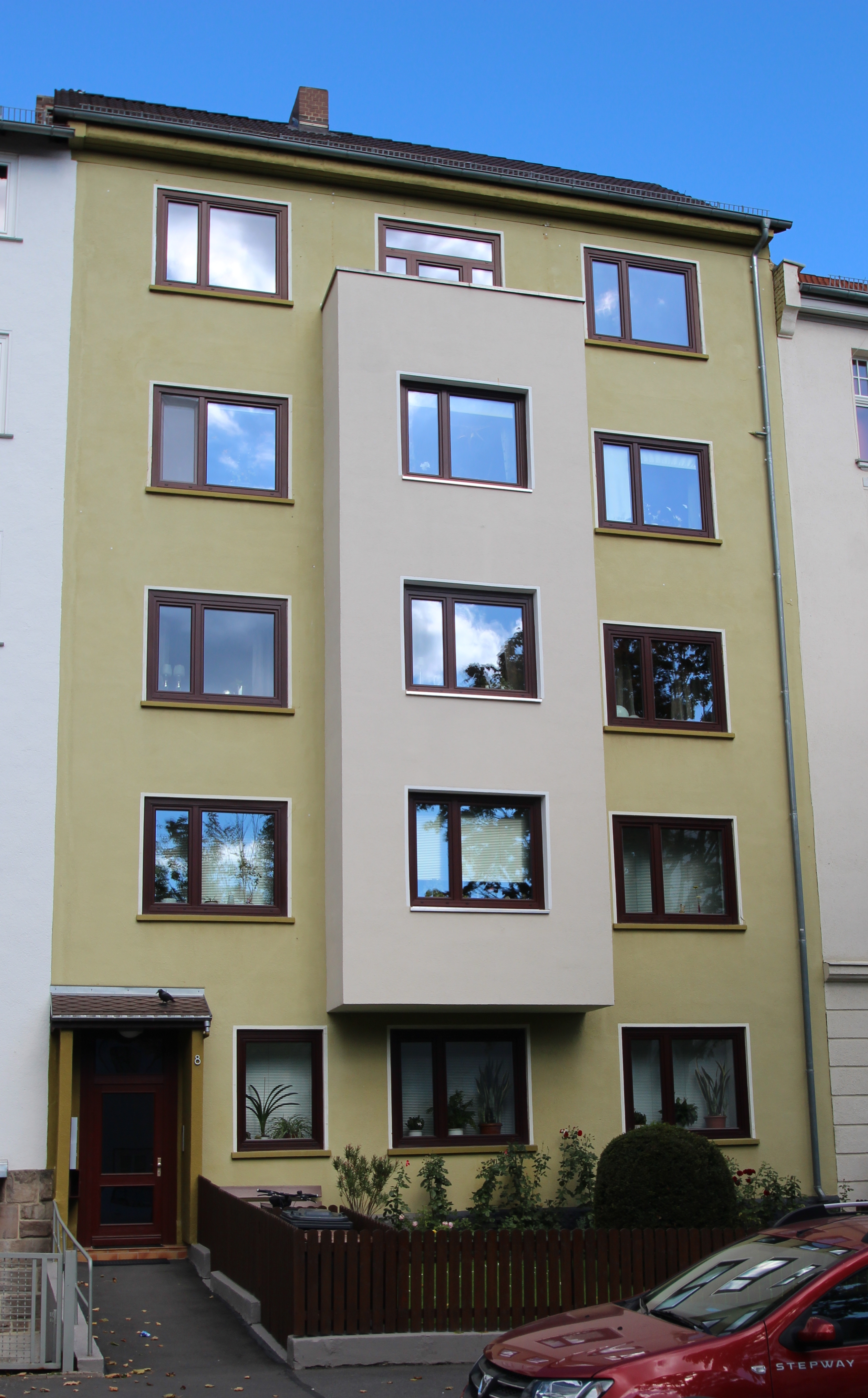
Wohnhaus Heinrich-Heine-Straße 8
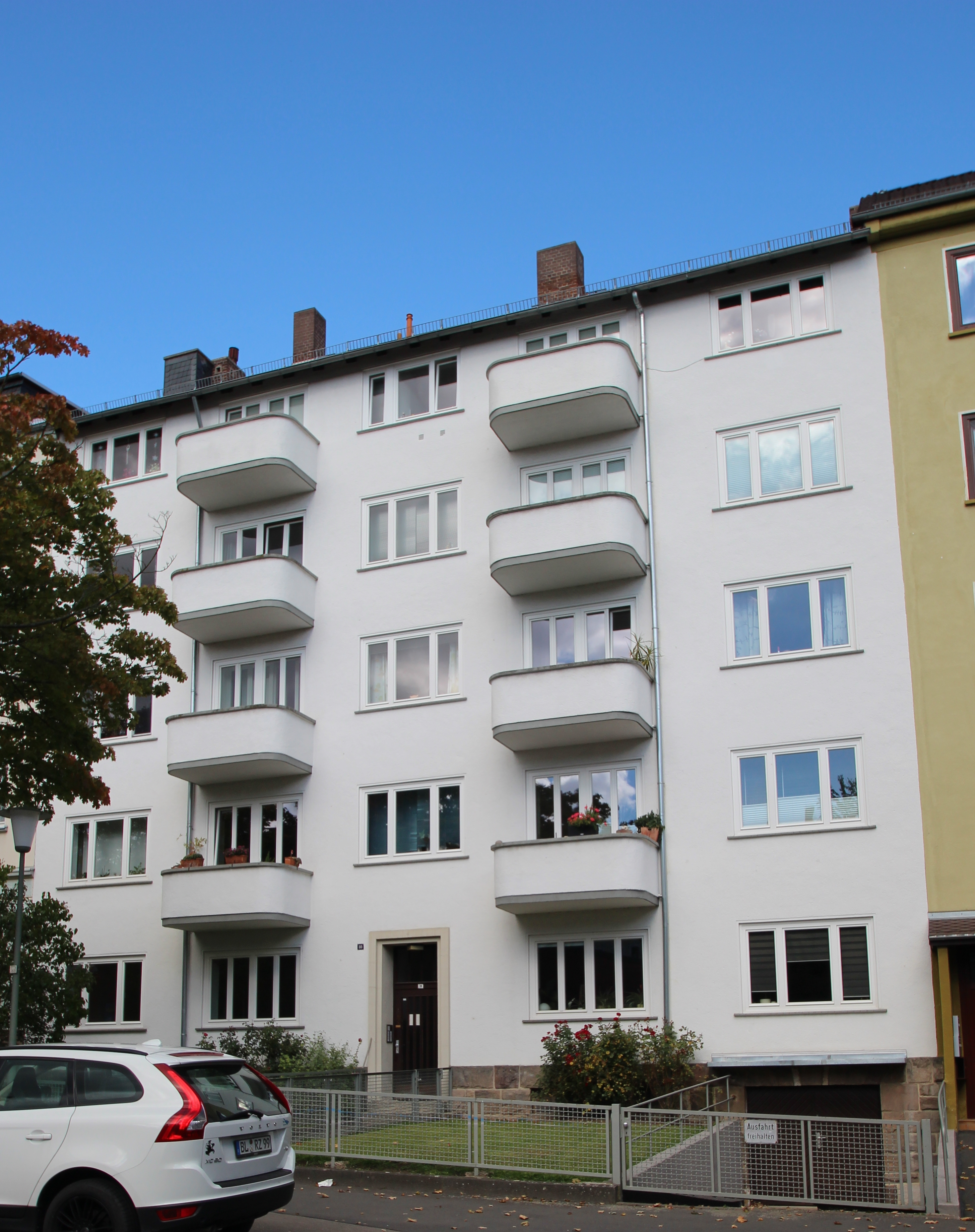
Wohnhaus Heinrich-Heine-Straße 10
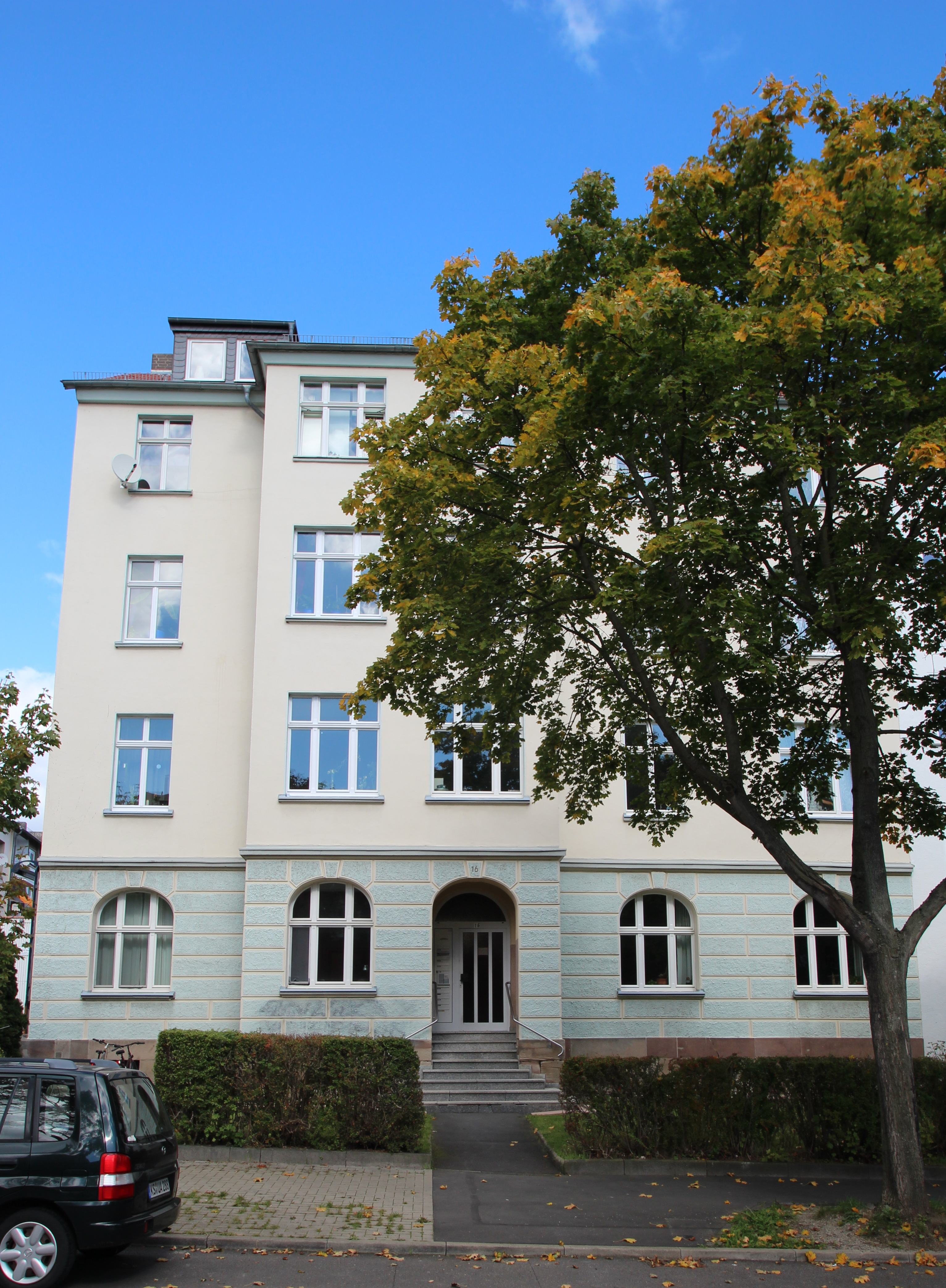
Wohnhaus Heinrich-Heine-Straße 16

### Sachgesamtheit Karlsaue
| Bild                                         | Bezeichnung                                  | Lage | Beschreibung | Bauzeit                           | Daten |
| -------------------------------------------- | -------------------------------------------- | --- | --- | --------------------------------- | ----- |
| weitere Bilder                               | Karlsaue                                     | entlang der Fulda LageFlur: G I, Flurstück:                                                                           | Gartenanlage | um 1568                           |       |
| weitere Bilder                               | Orangerie                                    | An der Karlsaue 20c LageFlur: G I, Flurstück: 55/4                                                                    | Orangerie, Architekten Johann Conrad Giesler und später Simon Louis du Ry                                        | ab 1703                           |       |
| Marmorbad                                    | Marmorbad                                    | An der Karlsaue 20 LageFlur: G I, Flurstück: 66/4                                                                     | Repräsentative Badeanlage aus der Zeit des Spätbarocks                                                           | 1722–1730                         |       |
| Küchenpavillon                               | Küchenpavillon                               | An der Karlsaue 20 LageFlur: G I, Flurstück: 66/4                                                                     | Pavillon, Architekt Simon Louis du Ry                                                                            | 1882                              |       |
| Marmorbadbrücke                              | Marmorbadbrücke                              | Auedamm, beim Marmorbad Lage                                                                                          | Brücke, Architekt Simon Louis du Ry (g, k)                                                                       | 1792                              |       |
| Gartenverwaltung                             | Gartenverwaltung                             | Auedamm 18 (drei Gebäude) LageFlur: G I, Flurstück: 21/7                                                              | Verwaltungsgebäude                                                                                               | nach 1950                         |       |
| Parkwächterhaus                              | Parkwächterhaus                              | Auedamm 58 LageFlur: G I, Flurstück: 27                                                                               | Wohnhaus | 1766                              |       |
| Hessenlöwe                                   | Hessenlöwe                                   | Gustav-Mahler-Treppe Lage                                                                                             | Löwenplastik, Bildhauer Gustav Kaupert (g, k)                                                                    | 1874                              |       |
| Parkwächterhaus                              | Parkwächterhaus                              | Heinrich-Heine-Straße 1 LageFlur: 7, Flurstück: 32/1                                                                  | Wohnhaus, als Ersatz für einen Vorgängerbau aus dem 18. Jh. in Anlehnung an das Haus Auedamm 58 gebaut (g, k, s) | 1837                              |       |
| Parktor „Aueportal“                          | Parktor „Aueportal“                          | Heinrich-Heine-Straße o. Nr. LageFlur: 7, Flurstück: 21/16                                                            | Tor, ursprünglicher Standort an der Orangerie, 1825 und nach 1945 versetzt (g, k)                                | 1766                              |       |
| Tempel auf der Schwaneninsel                 | Tempel auf der Schwaneninsel                 | Karlsaue LageFlur: G I, Flurstück: 30                                                                                 | Klassizistischer Tempel                                                                                          | Anfang des 19. Jh.                |       |
| weitere Bilder                               | Kurhessische Kriegergedächtnisstätte         | Karlsaue LageFlur: G I, Flurstück: 41/4                                                                               | Kriegerdenkmal, Architekt H. Sautter (g, k)                                                                      | 1922 (Weihe), 1955 (Wiederaufbau) |       |
| weitere Bilder                               | Frühstückspavillon                           | Schöne Aussicht (tatsächlicher Standort), Karlsaue (Standort laut Denkmaltopographie) LageFlur: E II, Flurstück: 55/5 | Pavillon, Teil der Gartenanlage des Schlosses Bellevue, Architekt Daniel Engelhard (k, s)                        | vor 1815, 2013 (Restaurierung)    |       |
| Brücke über die Kleine Fulda („Löwenbrücke“) | Brücke über die Kleine Fulda („Löwenbrücke“) | zwischen heutigem Regierungspräsidium und Fuldaaue Lage                                                               | Brücke (k) | um 1813                           |       |

### Gesamtanlage Mozartstraße
| Bild                      | Bezeichnung               | Lage                                                              | Beschreibung                                            | Bauzeit | Daten |
| ------------------------- | ------------------------- | ----------------------------------------------------------------- | ------------------------------------------------------- | ------- | ----- |
| Gesamtanlage Mozartstraße | Gesamtanlage Mozartstraße | Frankfurter Straße 87, 89, 91; Mozartstraße 1, 2, 3, 4, 5, 7 Lage | Straße mit Wohnbebauung                                 | ab 1904 |       |
| Mietshaus                 | Mietshaus                 | Frankfurter Straße 87 LageFlur: 8, Flurstück: 36/27               | Fünfgeschossiges                                        | um 1906 |       |
| Wohn- und Geschäftshaus   | Wohn- und Geschäftshaus   | Frankfurter Straße 89 LageFlur: 8, Flurstück: 36/12               | Großvolumiges Wohn- und Geschäftshaus auf Eckgrundstück | um 1906 |       |
| Wohnhaus                  | Wohnhaus                  | Mozartstraße 2 LageFlur: 8, Flurstück: 36/7                       | Dreigeschossiges Wohnhaus                               | 1905    |       |
| Klinkerbau                | Klinkerbau                | Mozartstraße 3 LageFlur: 8, Flurstück: 36/28                      | Dreigeschossiger roter Klinkerbau                       | um 1906 |       |
| Wohnhaus                  | Wohnhaus                  | Mozartstraße 4 LageFlur: 8, Flurstück: 36/23                      | Dreigeschossiges Wohnhaus                               | um 1905 |       |

Denkmäler der Gesamtanlage Mozartstraße ohne eigenen Eintrag in der Topographie
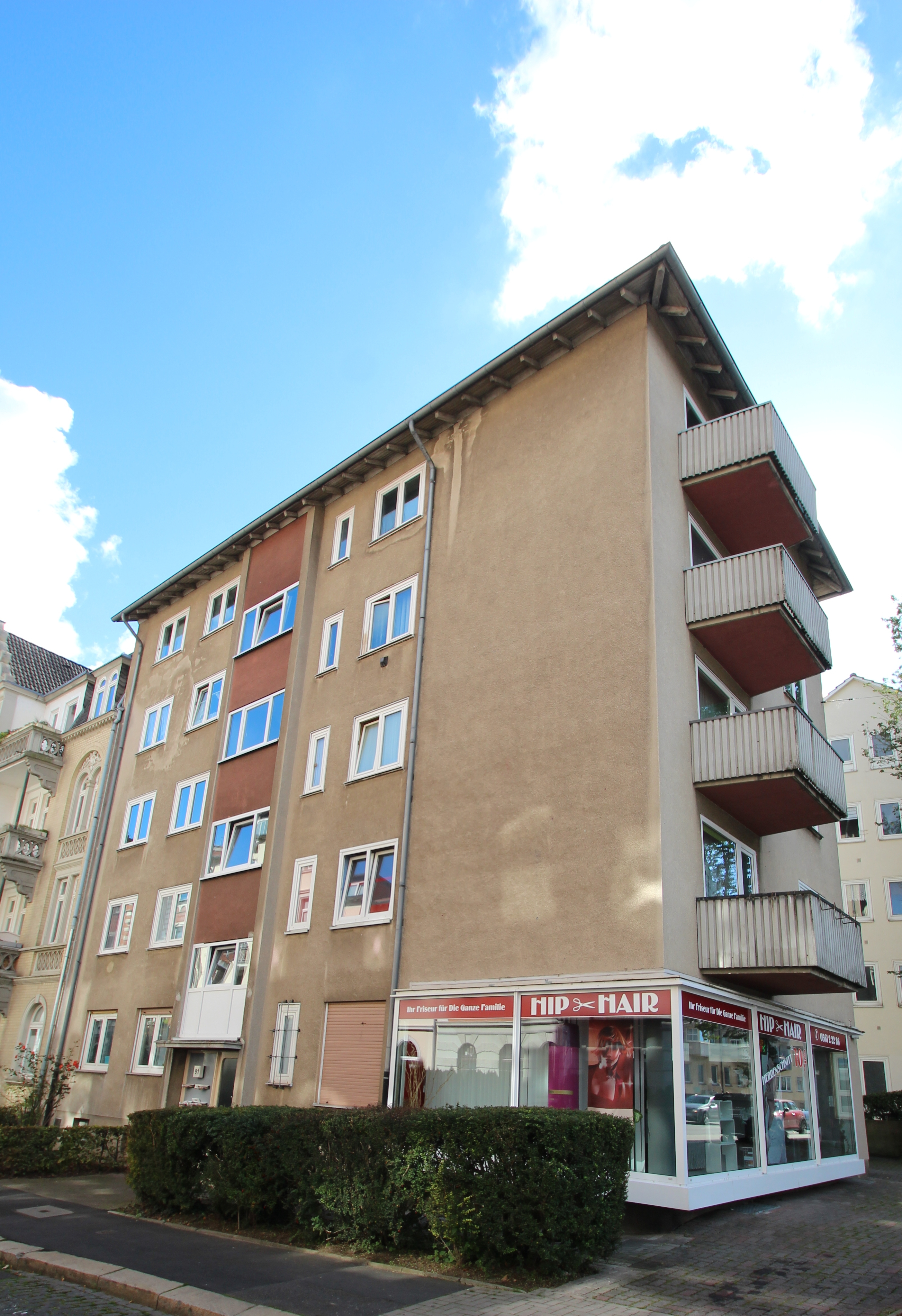
Wohnhaus Frankfurter Straße 91
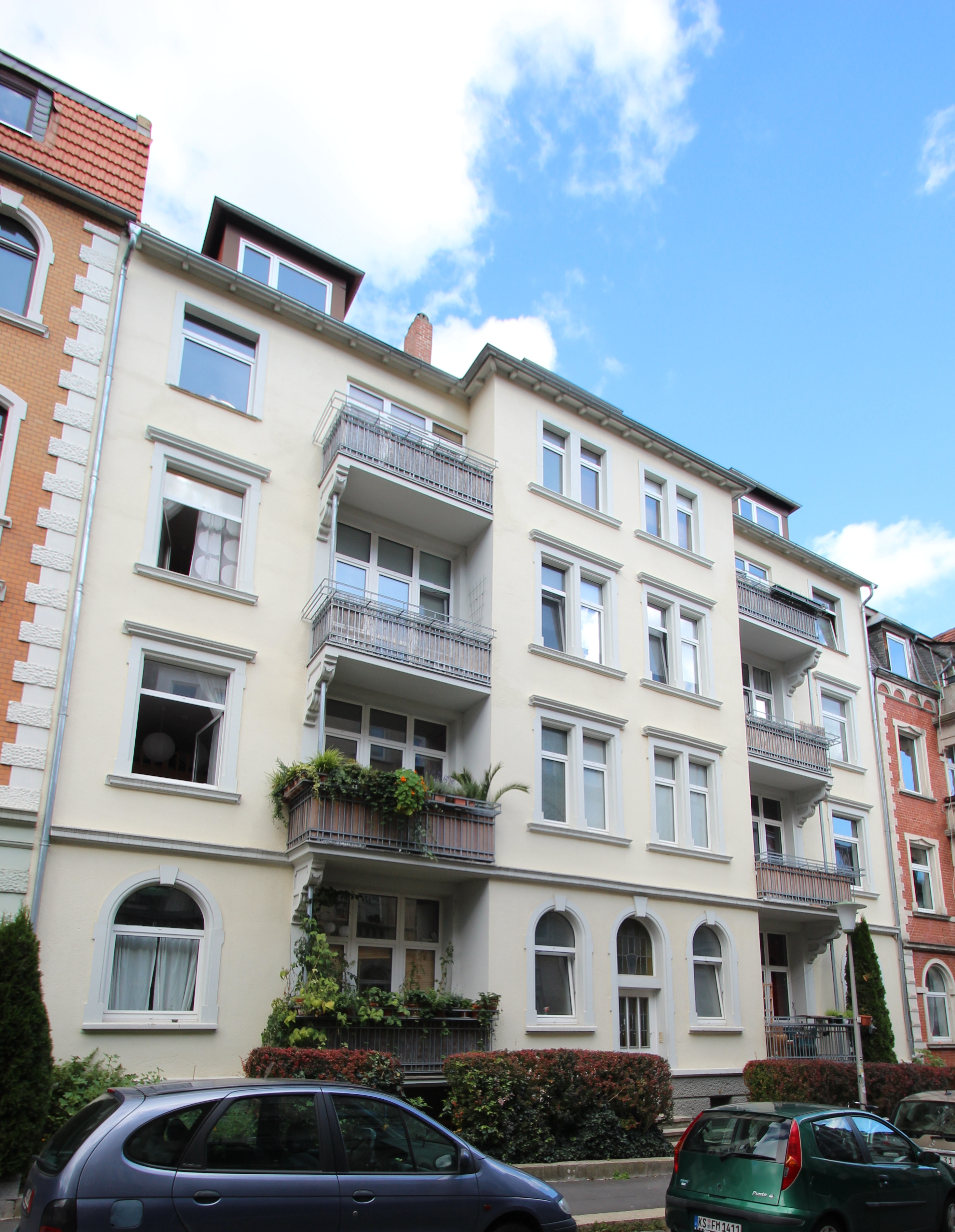
Wohnhaus Mozartstraße 1
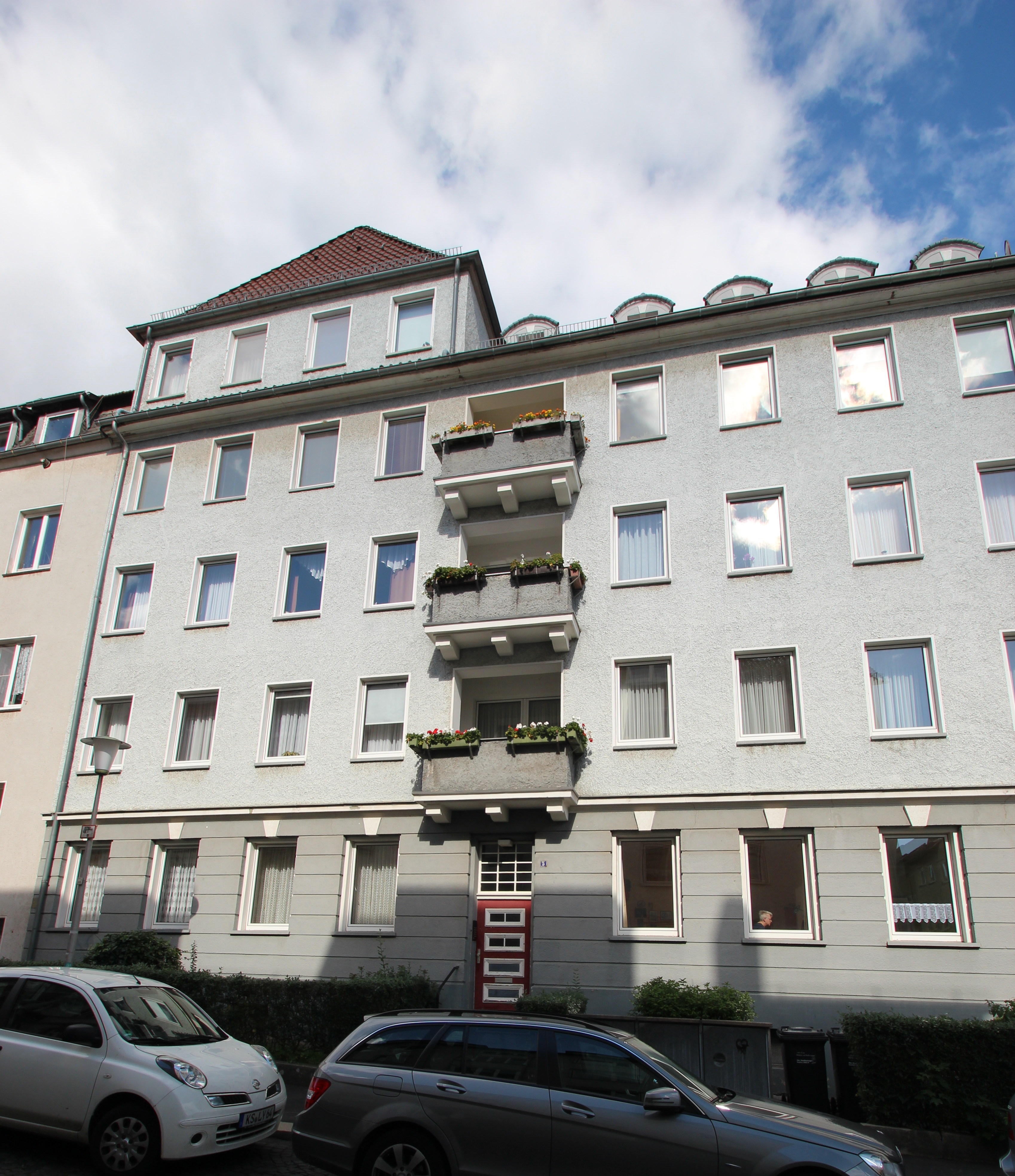
Wohnhaus Mozartstraße 5
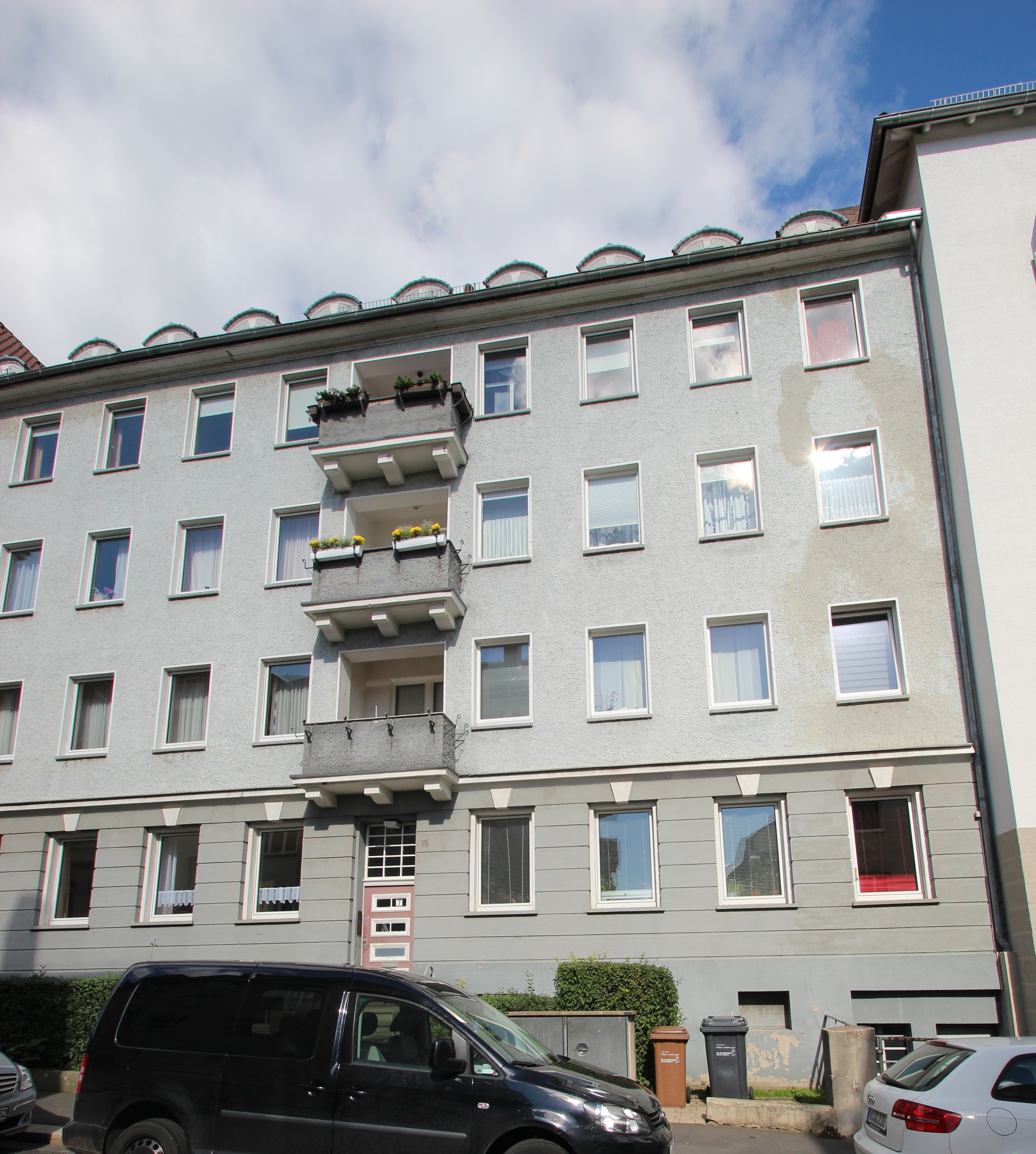
Wohnhaus Mozartstraße 7

### Gesamtanlage Philosophenweg
| Bild                                | Bezeichnung                 | Lage | Beschreibung                                    | Bauzeit                | Daten |
| ----------------------------------- | --------------------------- | --- | ----------------------------------------------- | ---------------------- | ----- |
| Gesamtanlage Philosophenweg         | Gesamtanlage Philosophenweg | Frankfurter Straße 44–46; Tischbeinstraße 4, 6, 36; Philosophenweg 5–25, 31–33, 4–8, 14–24, 30–34, 38, 41–45, 42–46, 54–56, 53–61; Vorgärten von Philosophenweg 48–52 und 47–51 (Anm.: Philosophenweg 48 hat keinen Vorgarten, Haus Nr. 50 existiert nicht) Lage | Straßen mit Wohnbebauung in Richtung Wehlheiden | ab dem 18. Jahrhundert |       |
| Gebäude Philosophenweg 9 · Schulhof | Friedrich-Wöhler-Schule     | Philosophenweg 9 / Tischbeinstraße 6 LageFlur: 8, Flurstück: 13/10 | Schule                                          | 1910–1912              |       |

Denkmäler der Gesamtanlage Philosophenweg ohne eigenen Eintrag in der Topographie
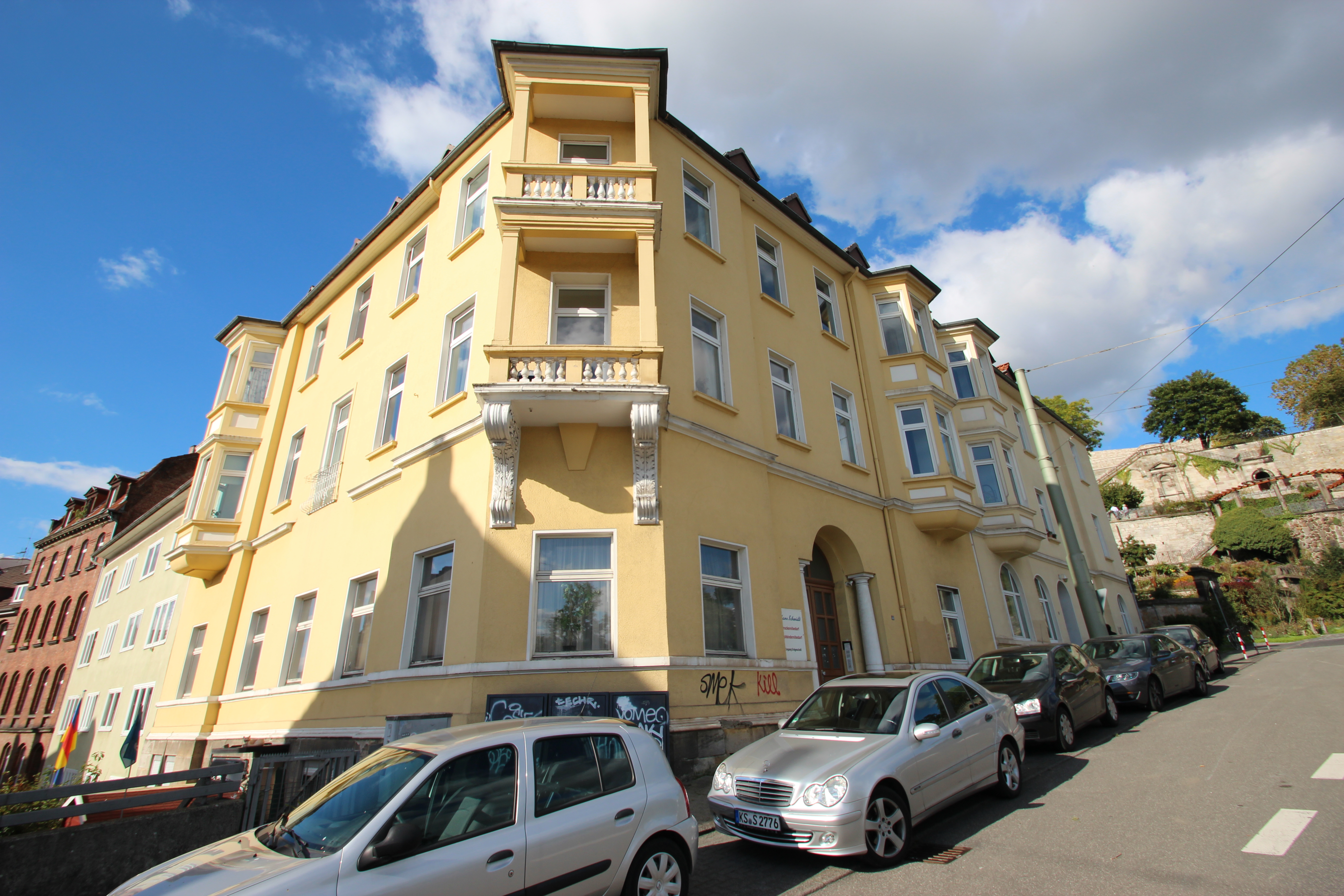
Wohnhäuser Frankfurter Straße 44–46
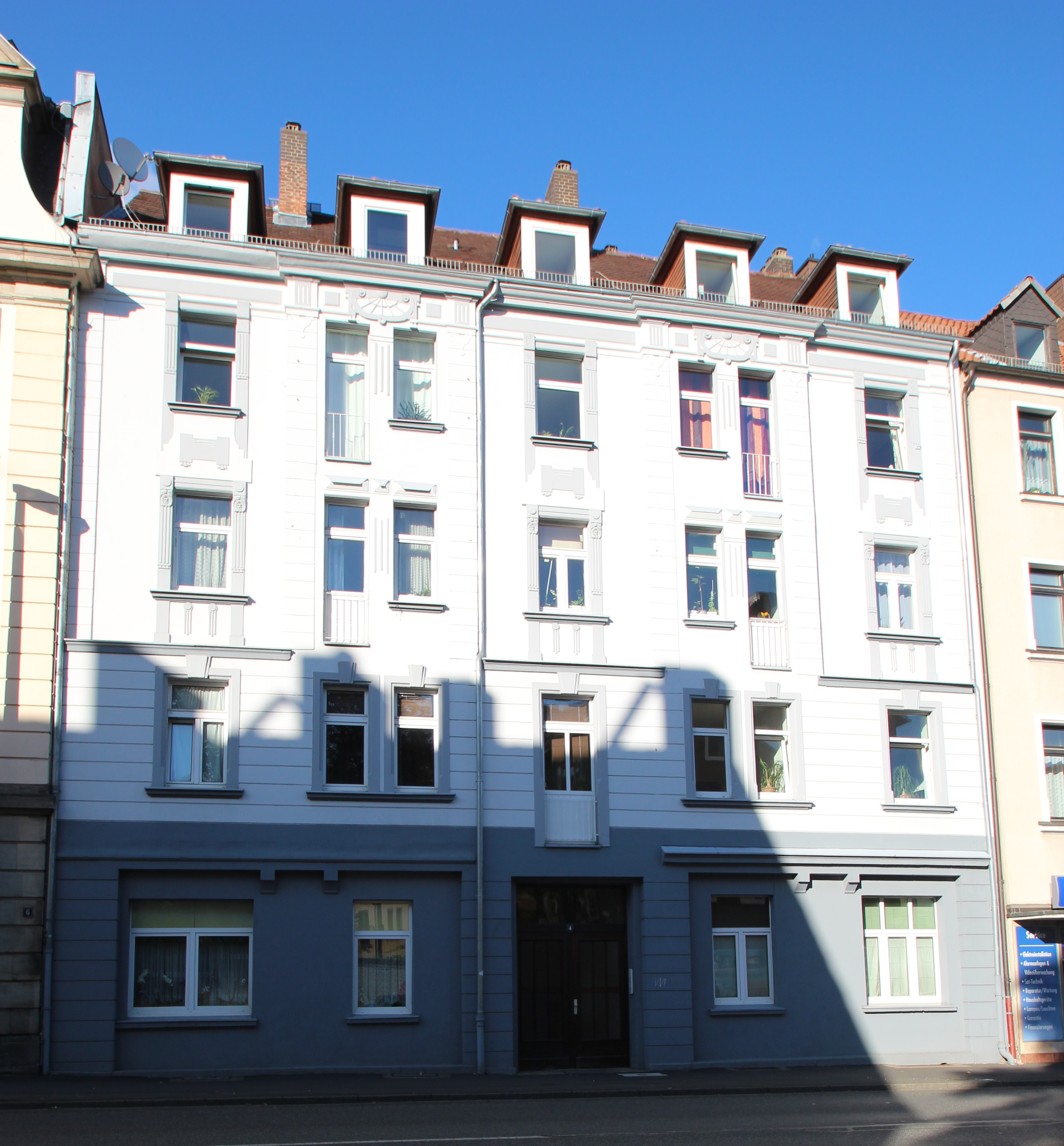
Wohnhaus Tischbeinstraße 4
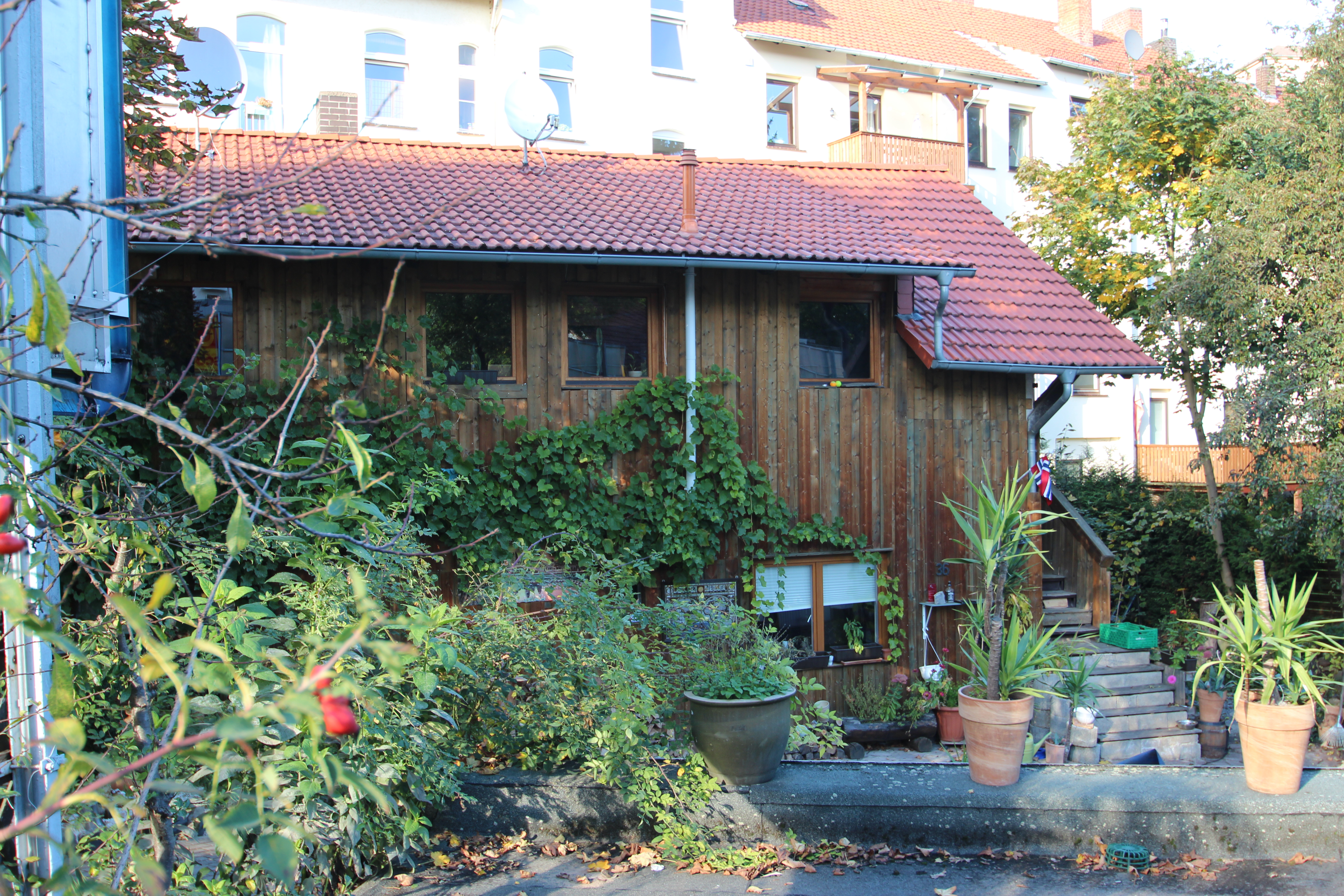
Wohnhaus Tischbeinstraße 36
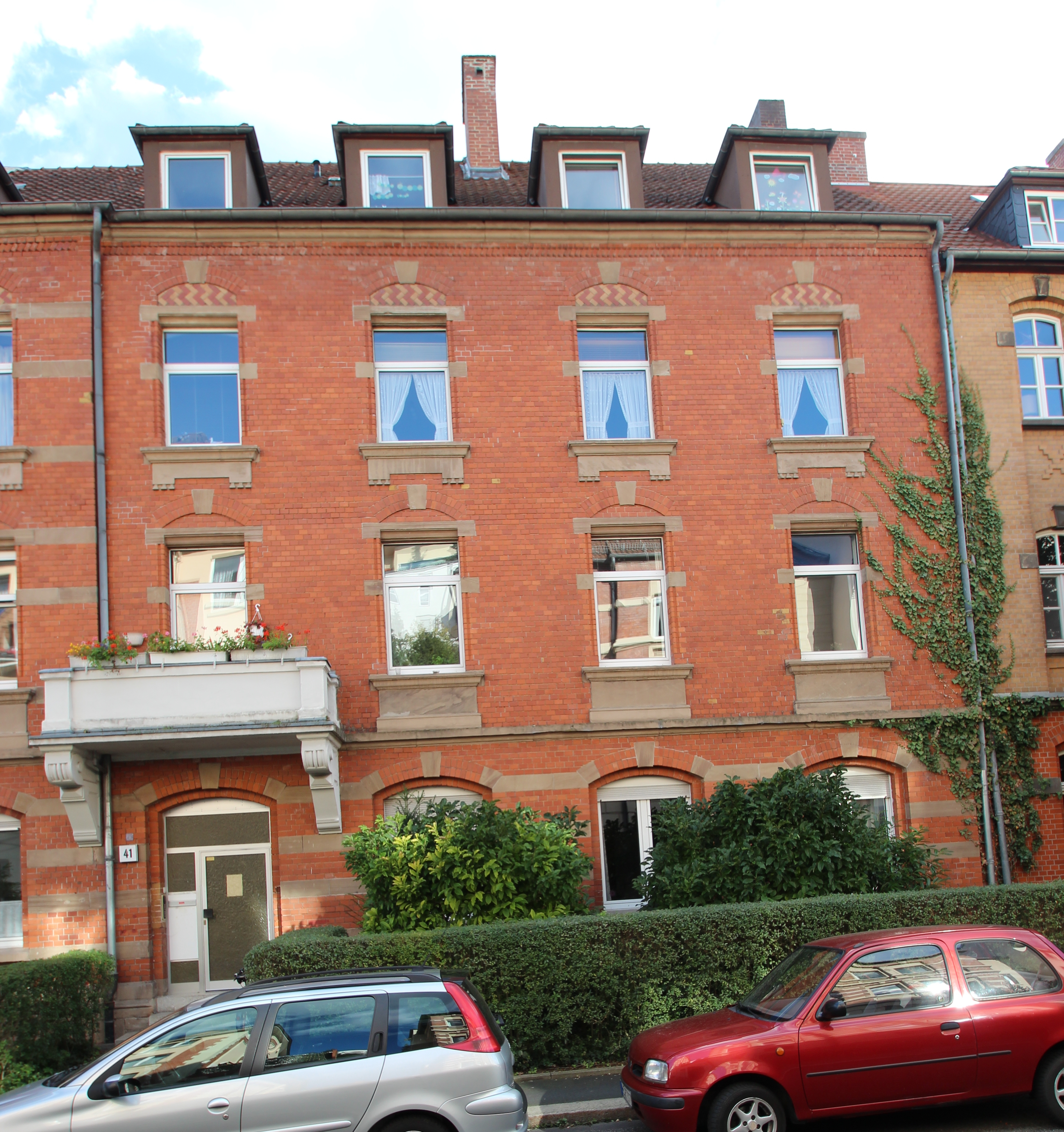
Wohnhaus Philosophenweg 41
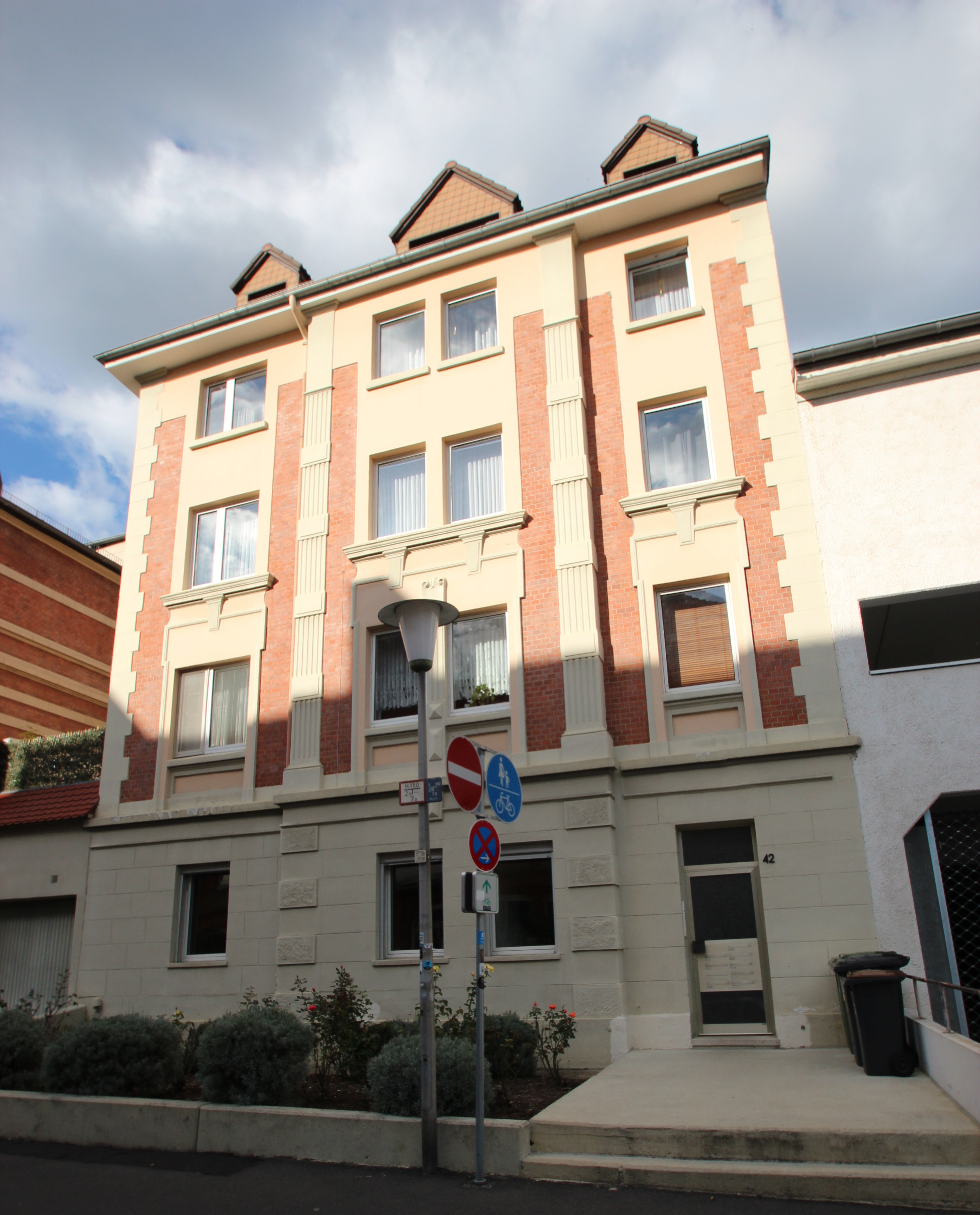
Wohnhaus Philosophenweg 42
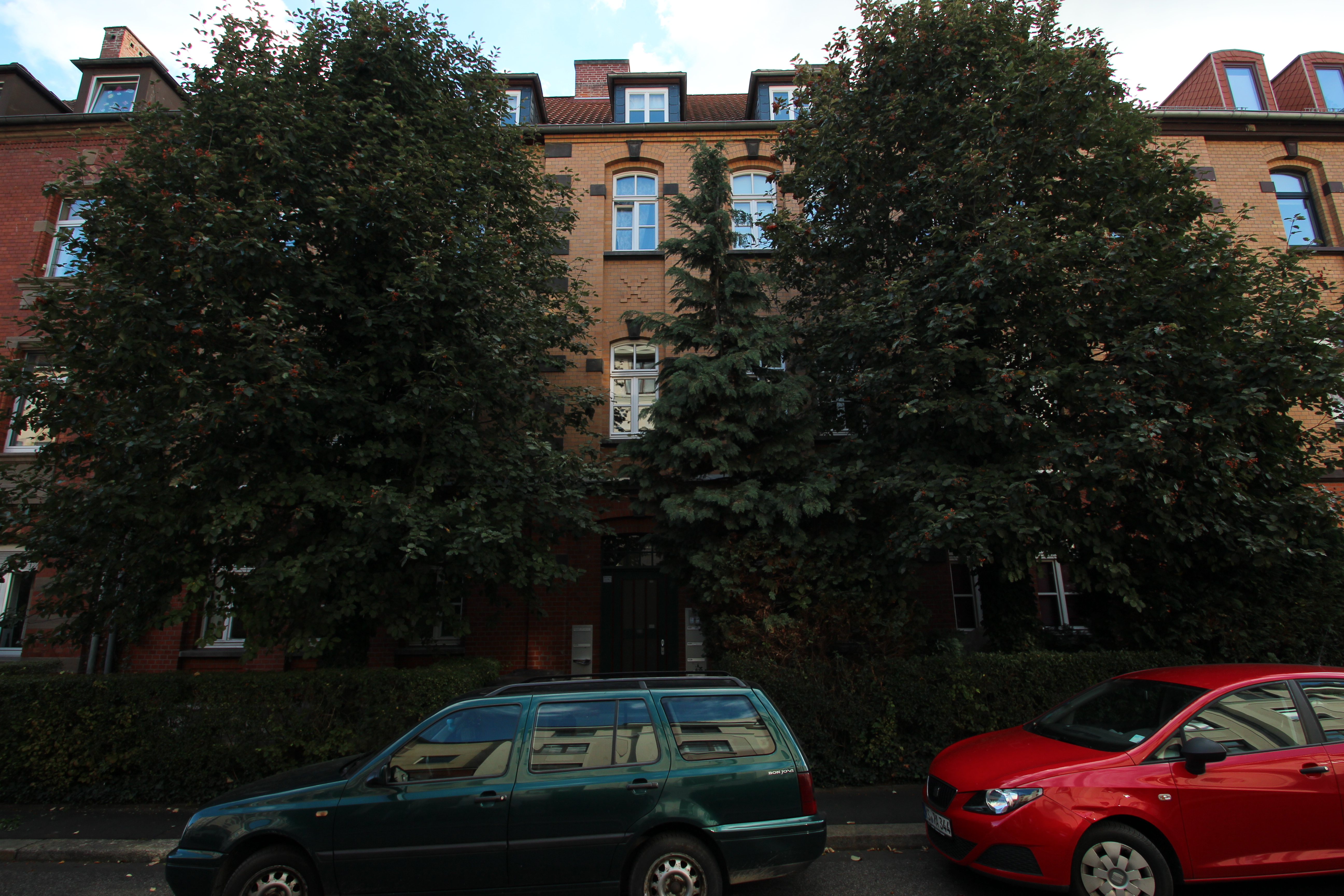
Wohnhaus Philosophenweg 43
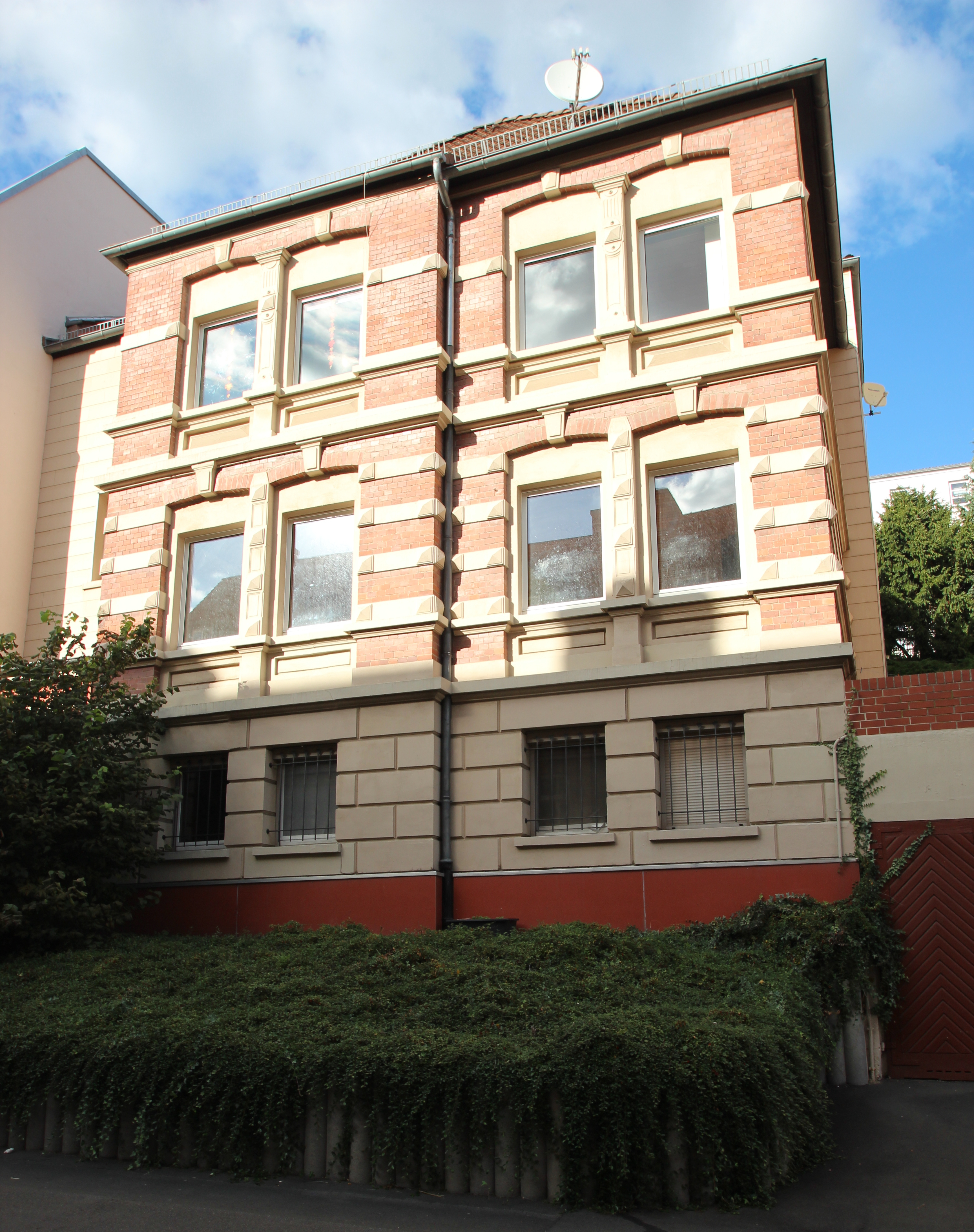
Wohnhaus Philosophenweg 44
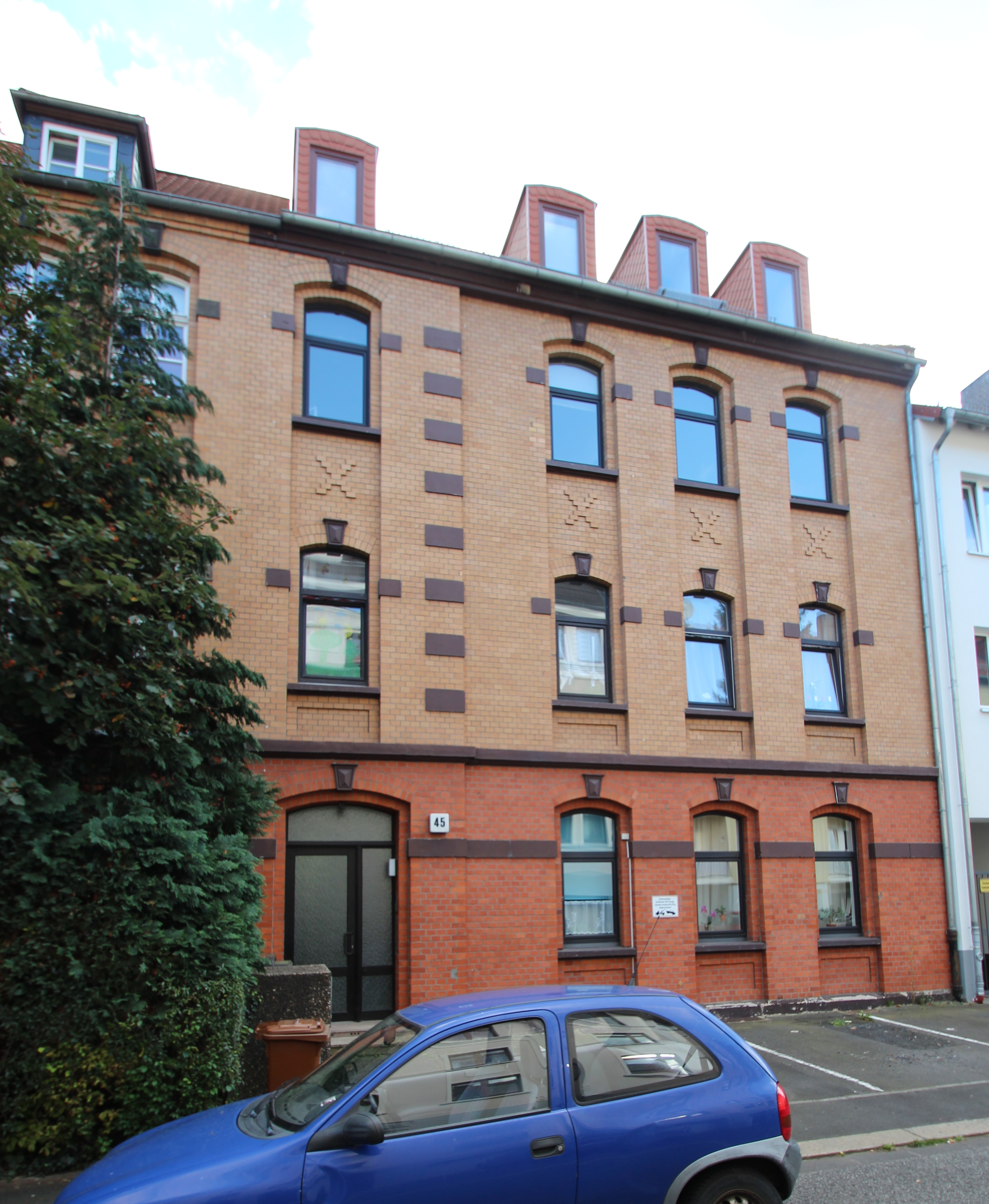
Wohnhaus Philosophenweg 45
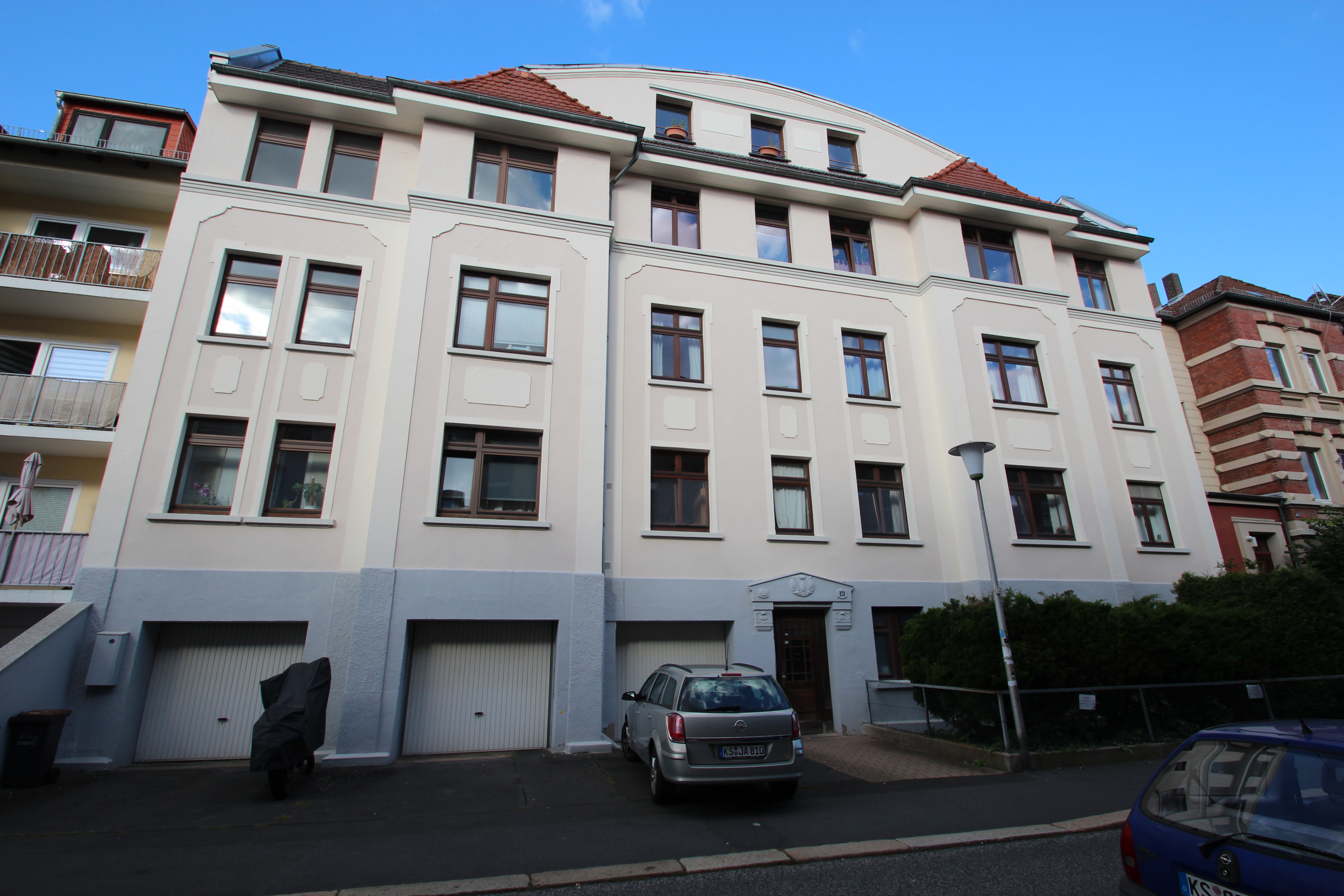
Wohnhaus Philosophenweg 46
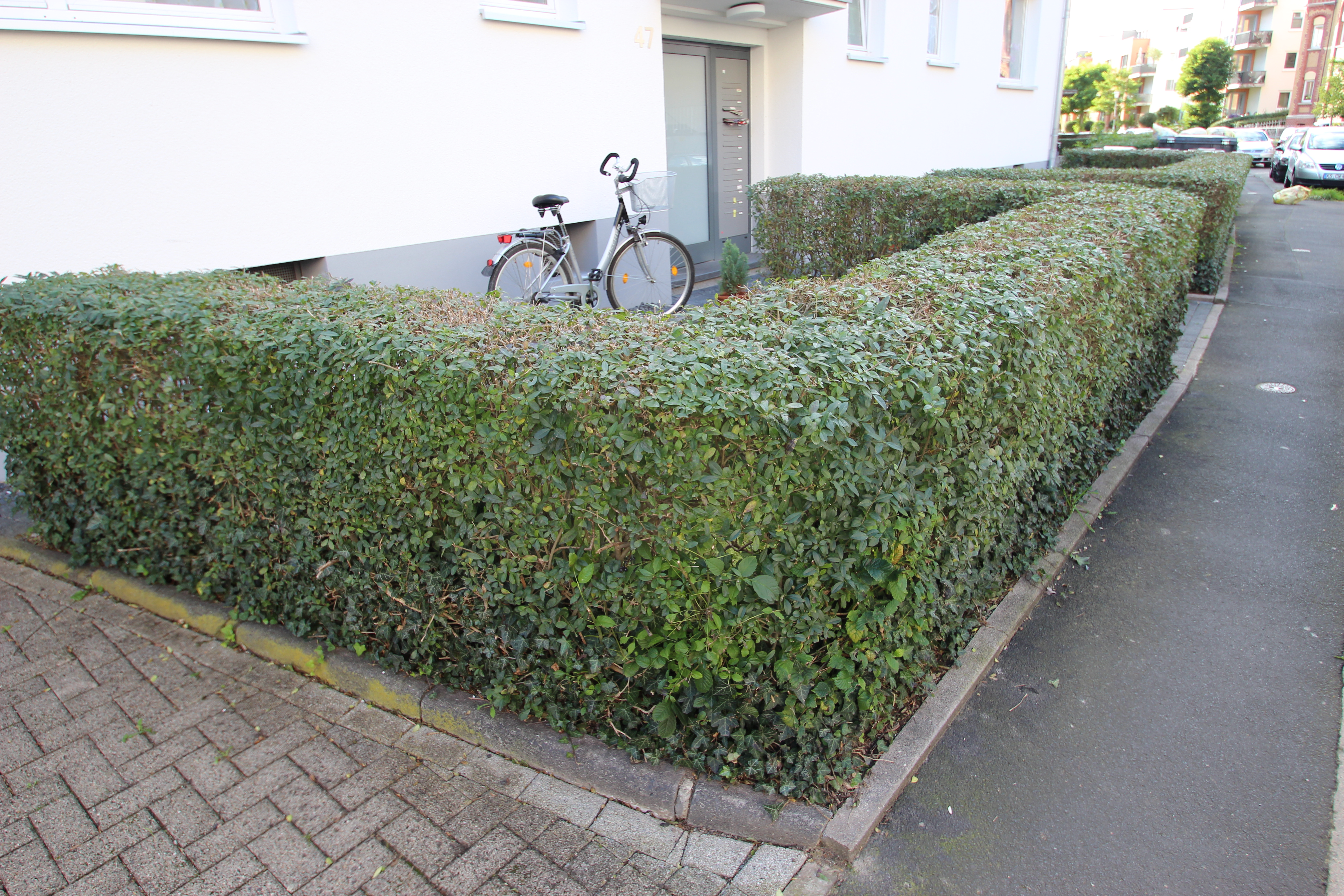
Vorgarten von Wohnhaus Philosophenweg 47
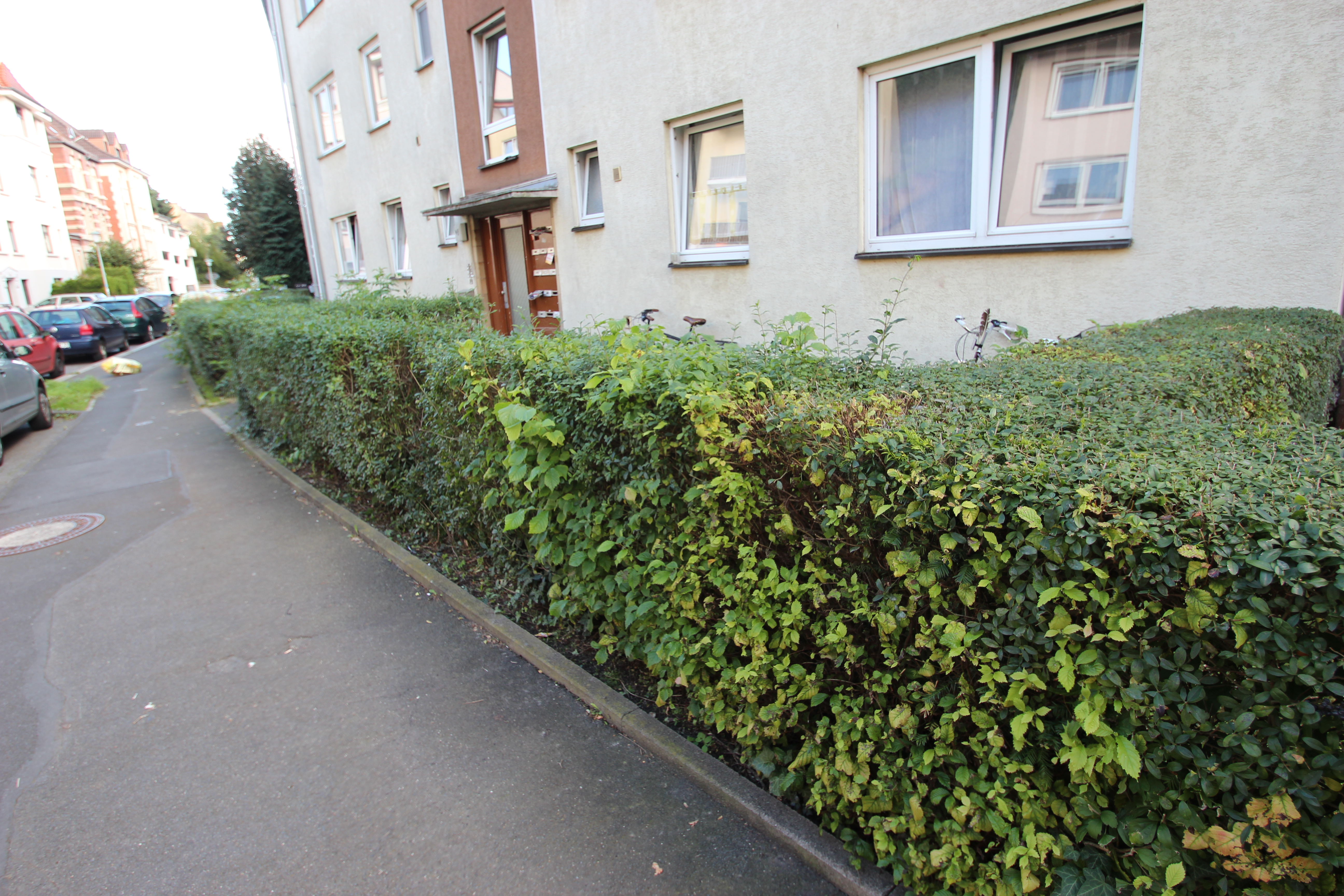
Vorgarten von Wohnhaus Philosophenweg 49
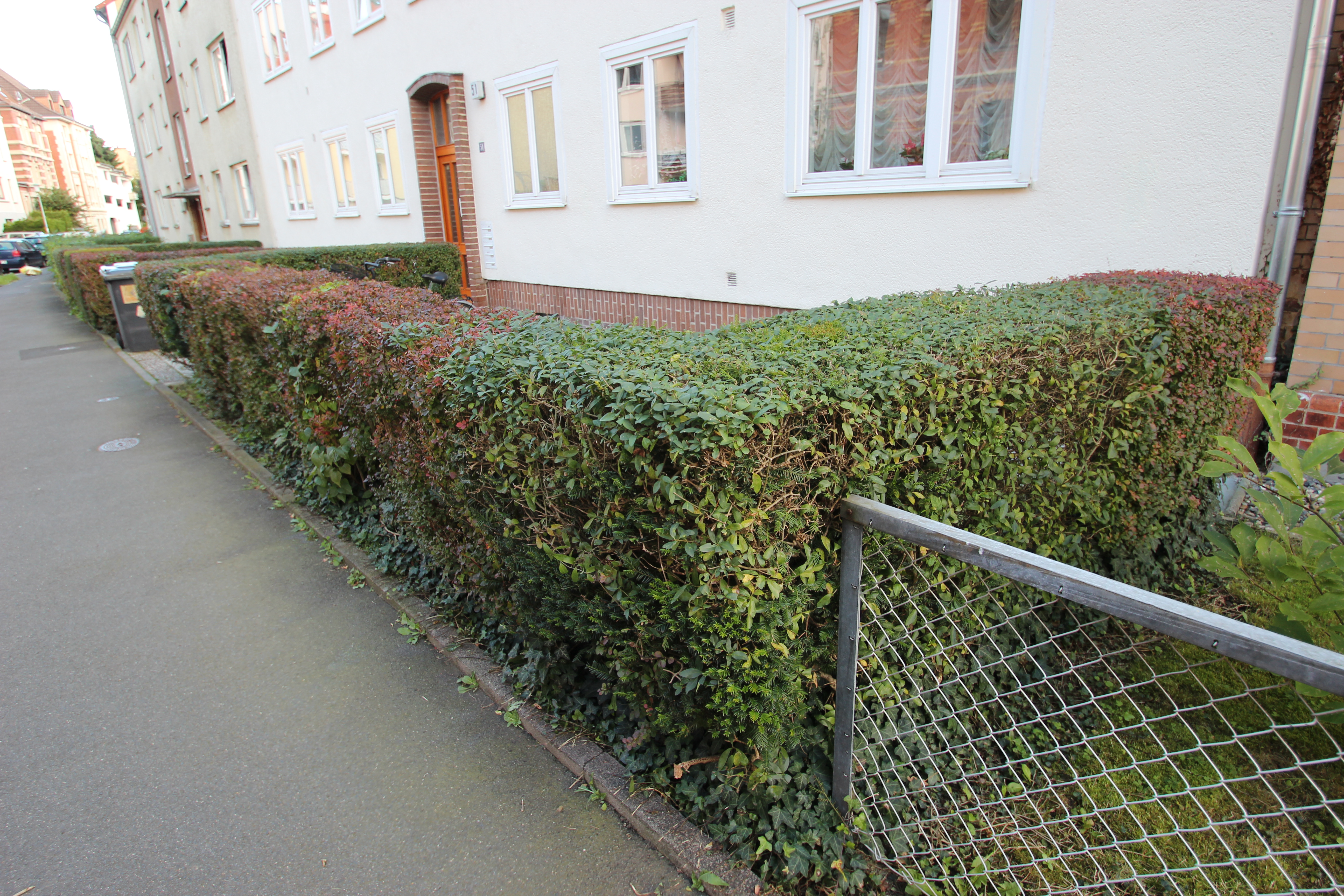
Vorgarten von Wohnhaus Philosophenweg 51
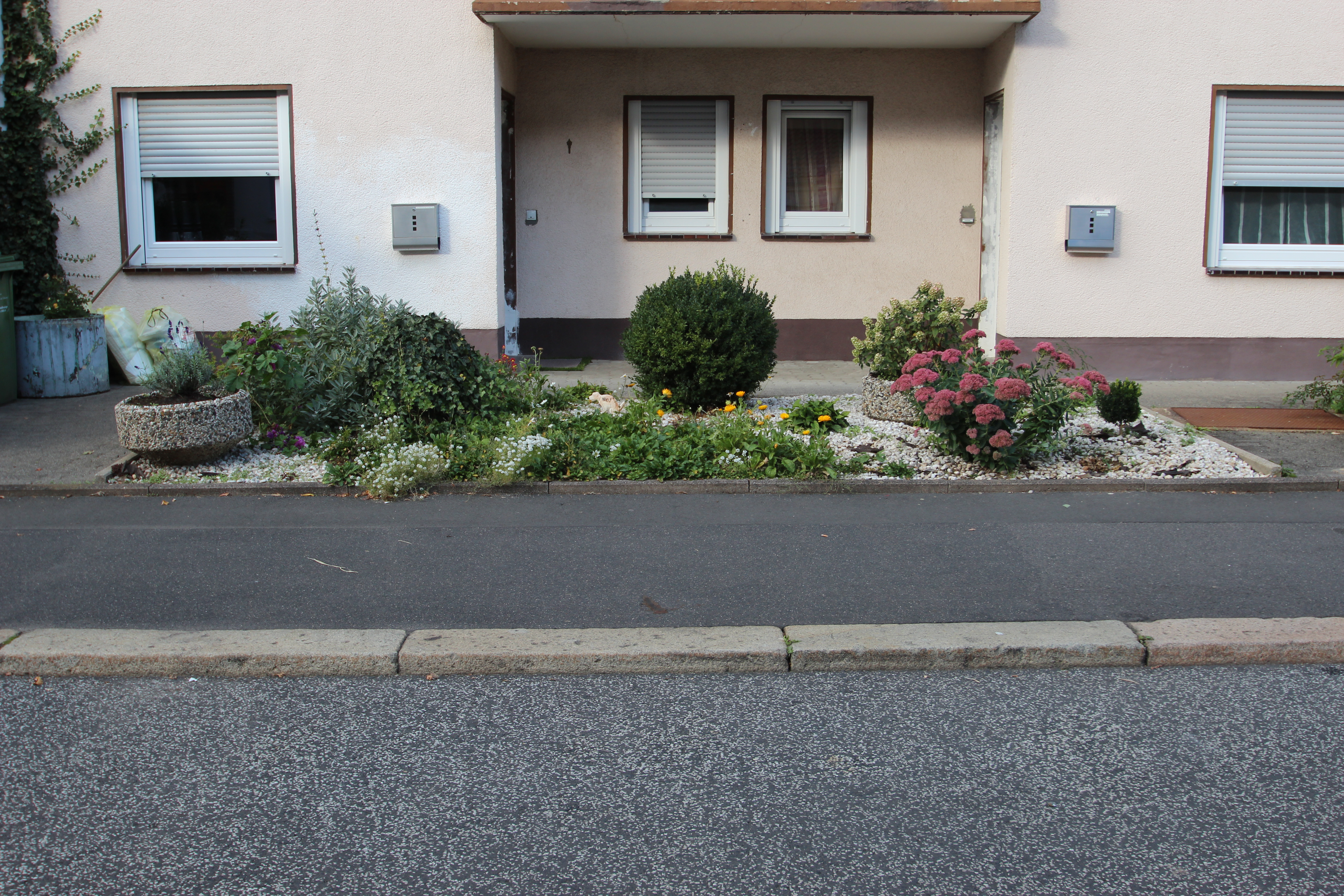
Vorgarten von Wohnhaus Philosophenweg 52
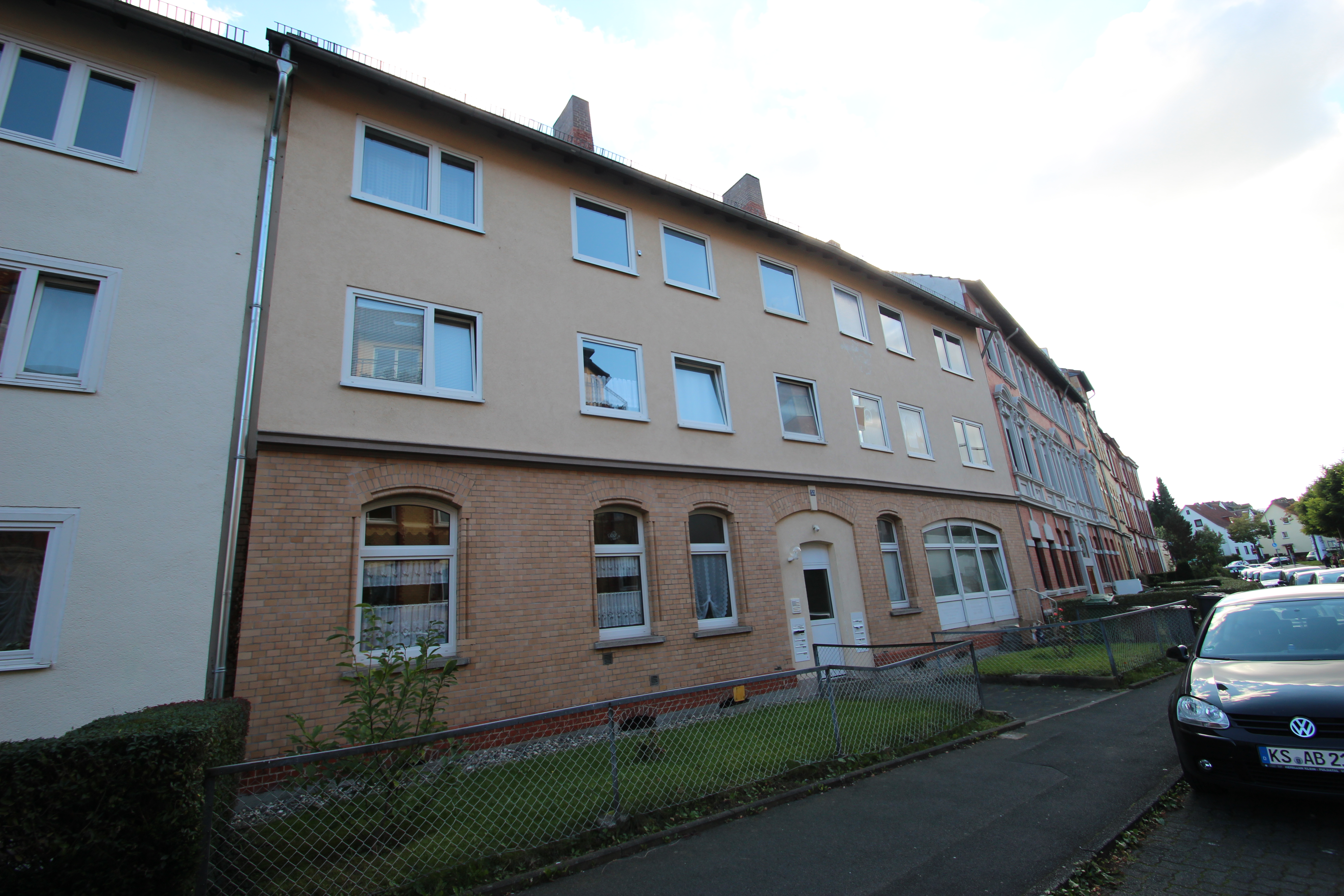
Wohnhaus Philosophenweg 53
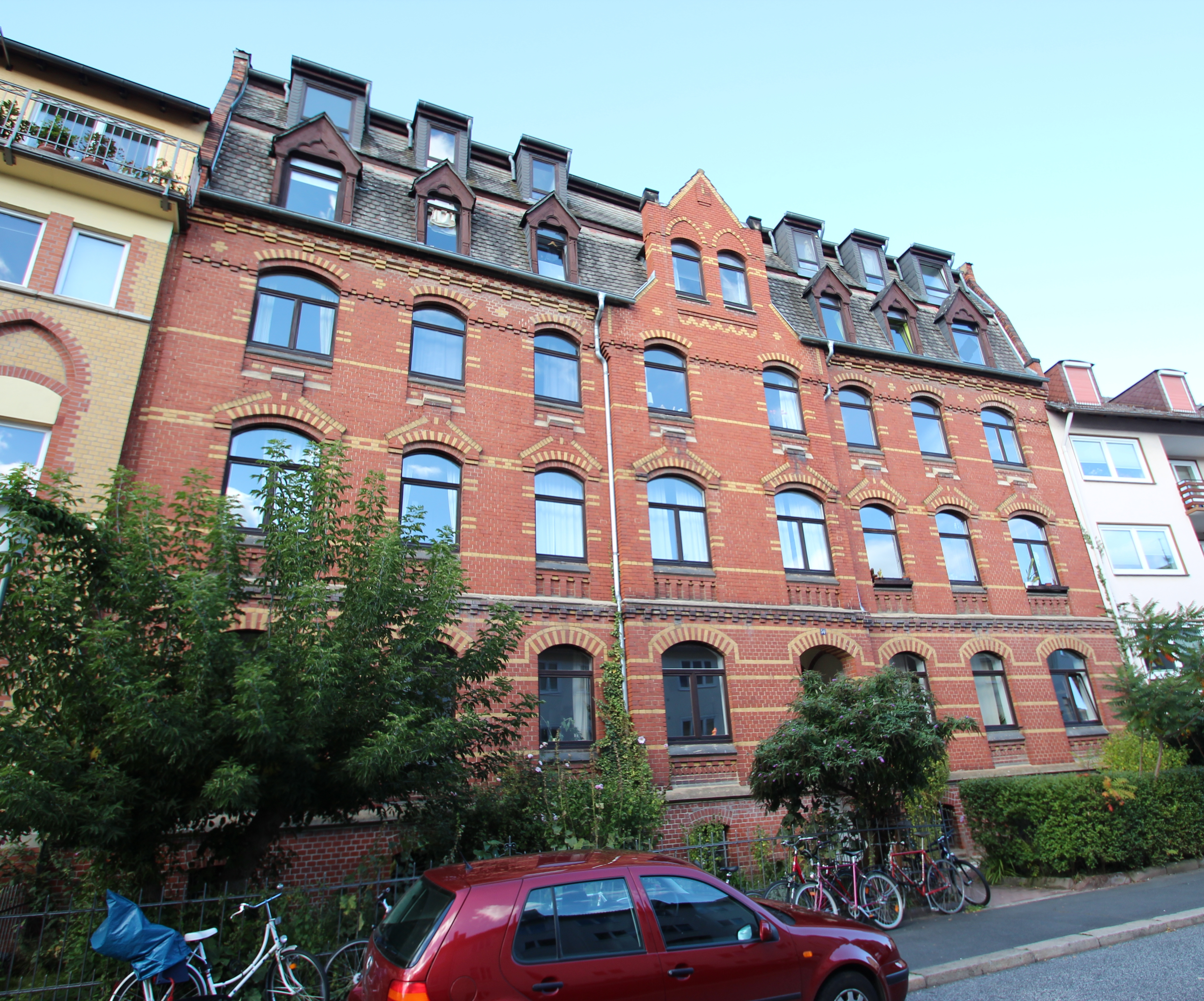
Wohnhaus Philosophenweg 54
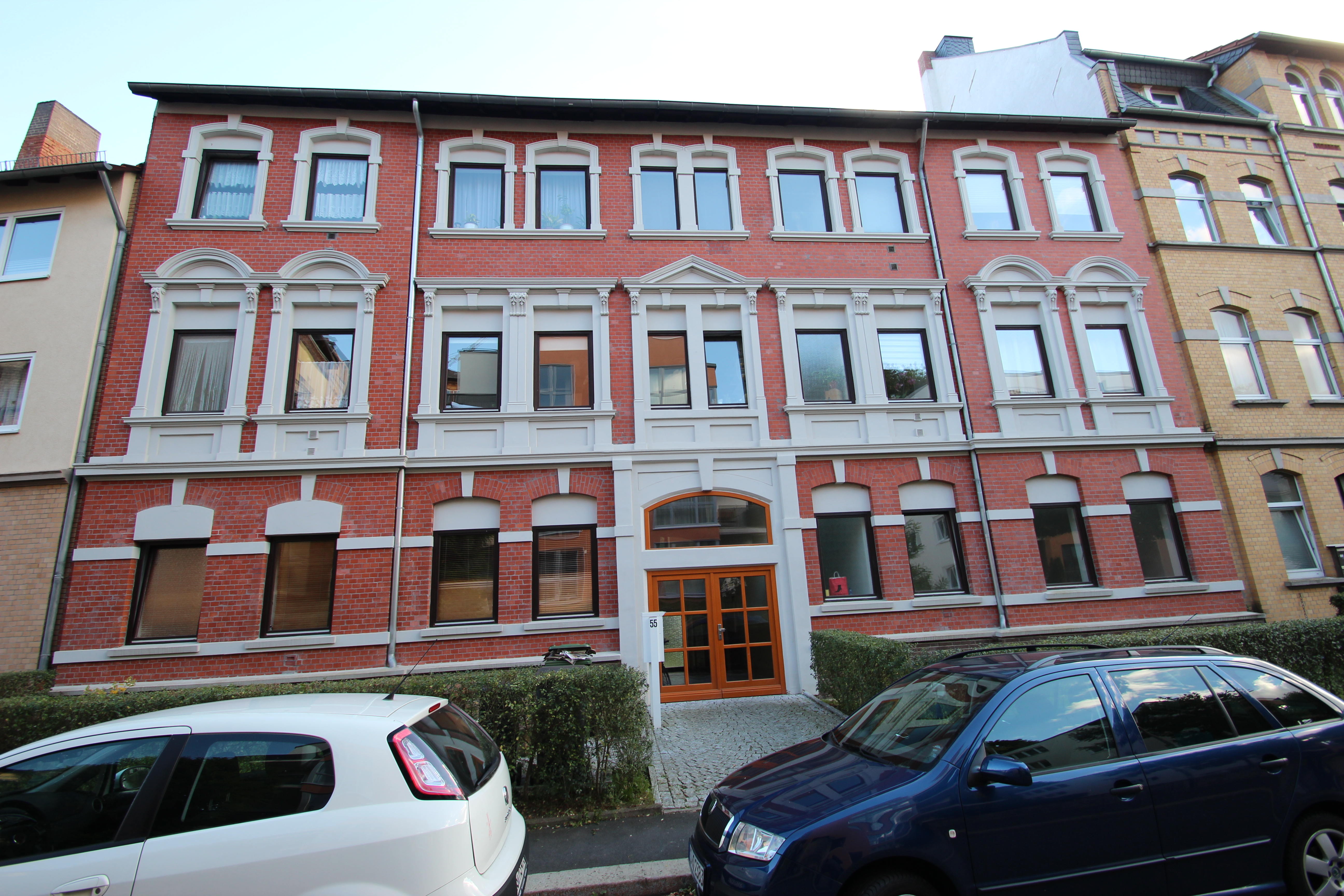
Wohnhaus Philosophenweg 55
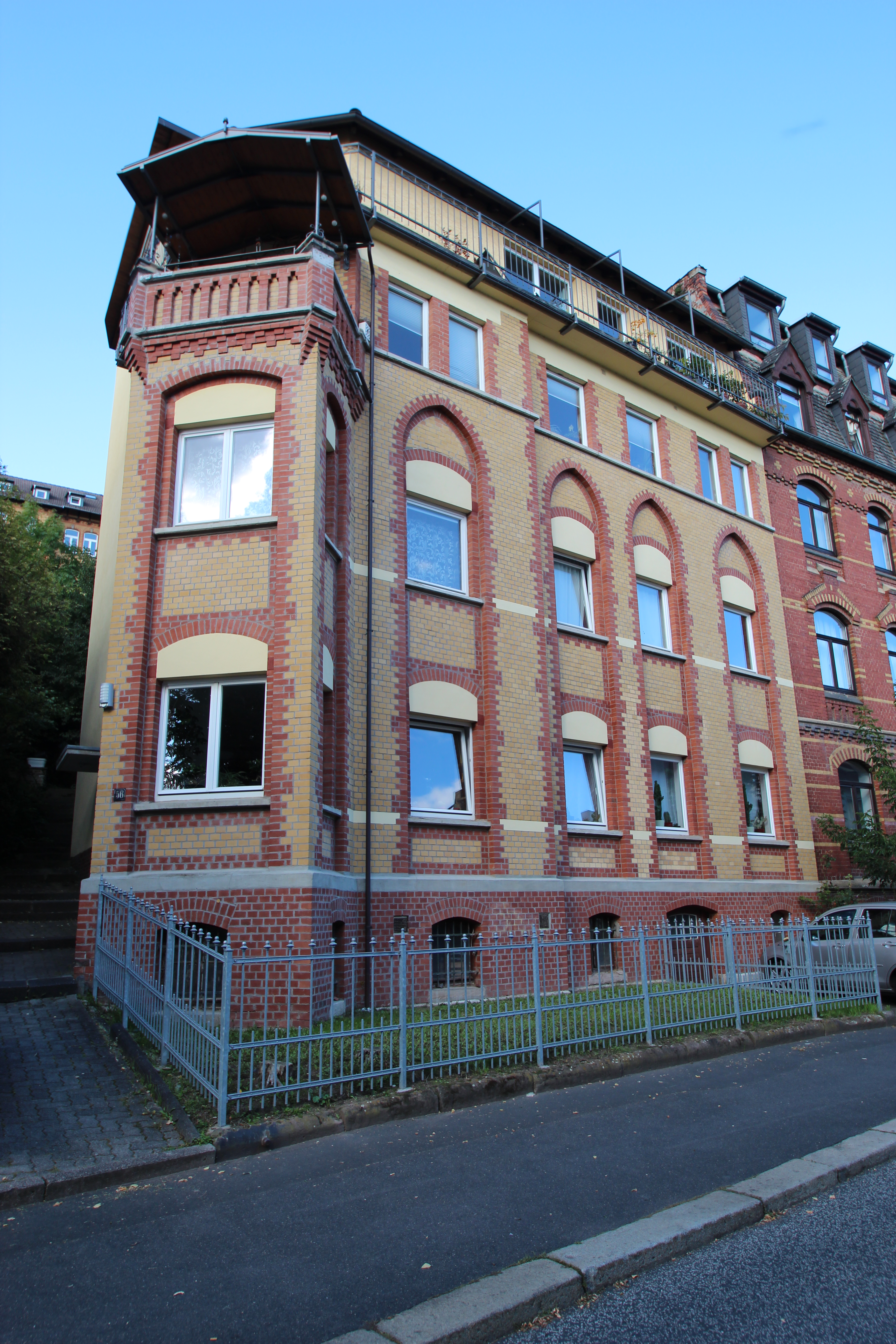
Wohnhaus Philosophenweg 56
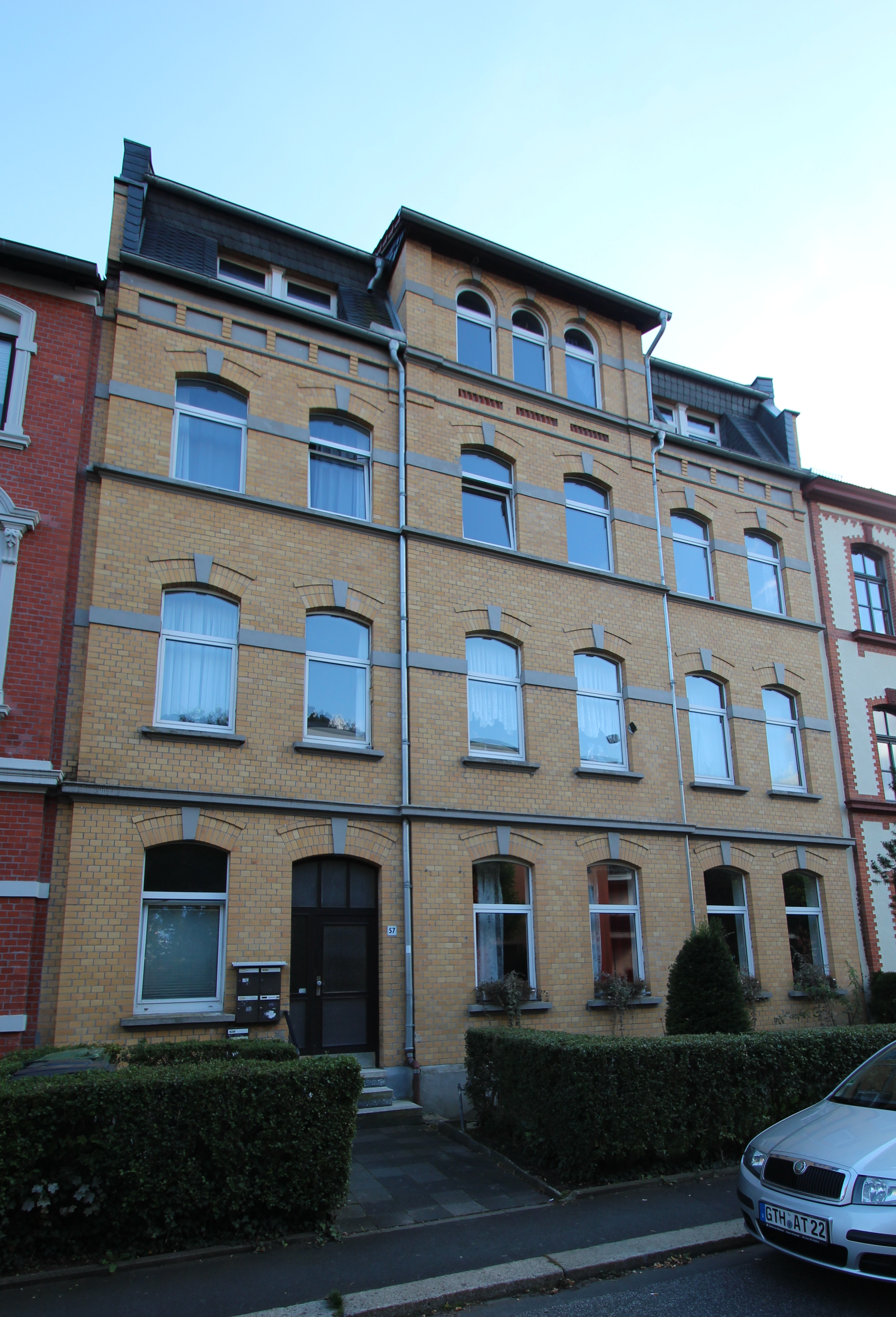
Wohnhaus Philosophenweg 57
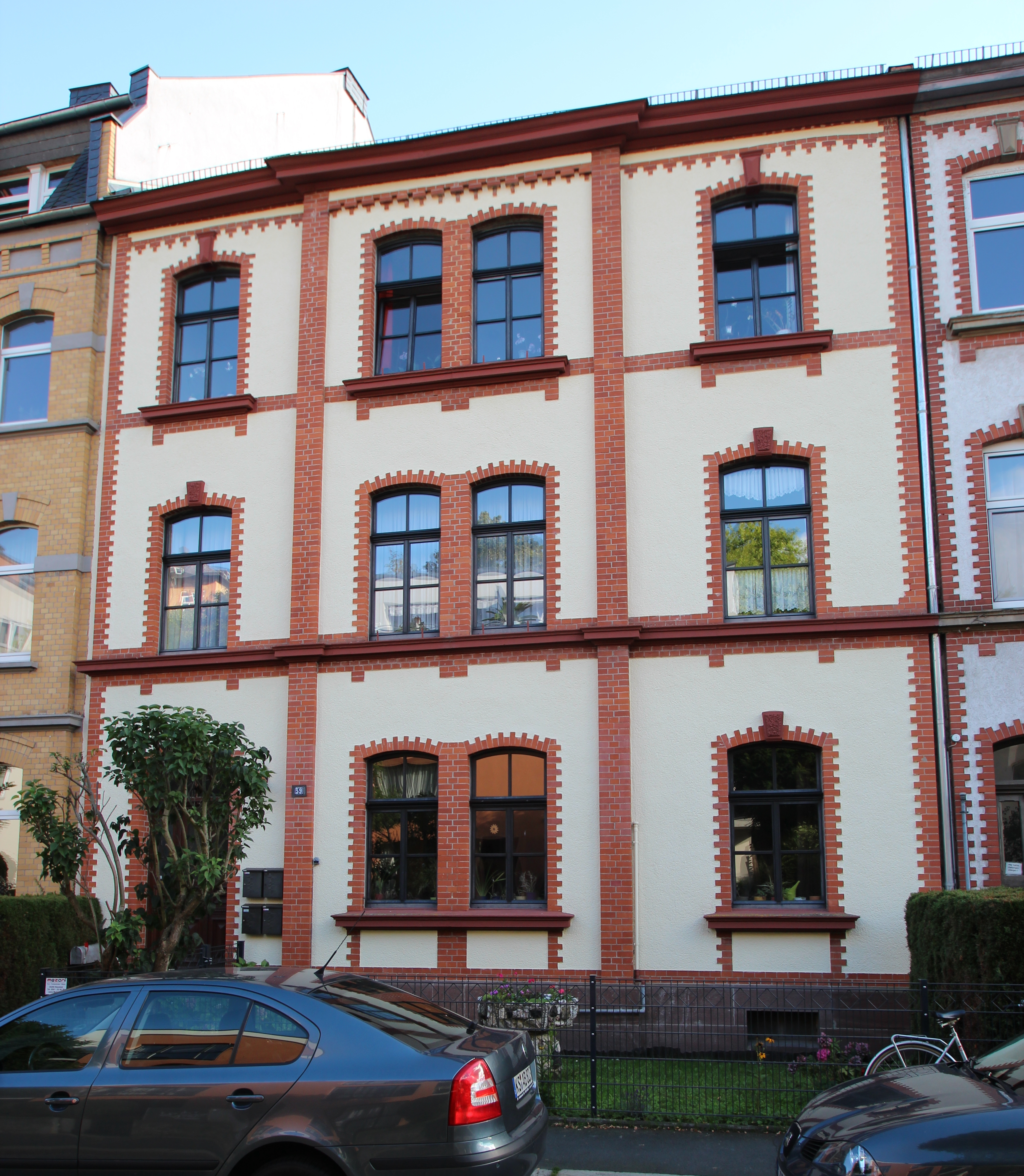
Wohnhaus Philosophenweg 59
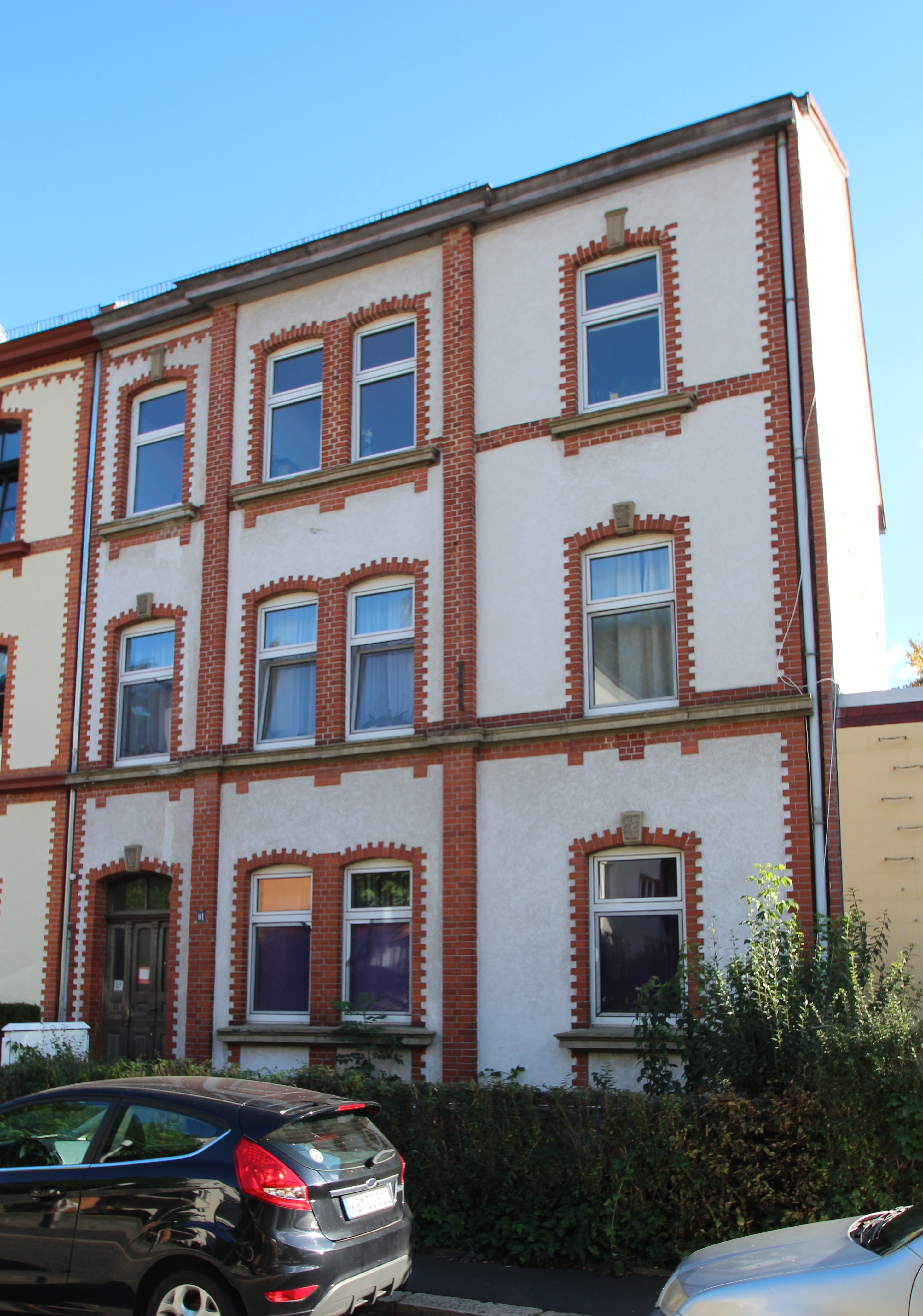
Wohnhaus Philosophenweg 61

### Einzeldenkmäler
| Bild | Bezeichnung                            | Lage                                                                                              | Beschreibung | Bauzeit                            | Daten |
| --- | -------------------------------------- | ------------------------------------------------------------------------------------------------- | --- | ---------------------------------- | ----- |
| Hessenkampfbahn | Hessenkampfbahn                        | Auedamm 2 und 4 Lage                                                                              | Sportanlage, Architekt Allstädt (g, k) | 1882                               |       |
| Pumpstation | Pumpstation                            | Auedamm 13 Lage                                                                                   | Pumpstation für die Lokomotiven im Hauptbahnhof (k, t) | um 1880                            |       |
| weitere Bilder | Sprungturm                             | Auedamm 21 Lage                                                                                   | Sprungturm des Schwimmstadions (k) | um 1955                            |       |
| Trafostation | Trafostation                           | Auedamm o. Nr. (gegenüber von Haus Nr. 23) Lage                                                   | Trafostation der Städtischen Werke (k) | um 1920                            |       |
| Drahtbrücke | Drahtbrücke                            | Drahtbrücke, oberhalb der Einmündung der kleinen Fulda Lage                                       | Brücke zwischen den Stadtteilen Südstadt und Unterneustadt | 1870, nach Einsturz Neuaufbau 1940 |       |
| Inschriftentafel | Inschriftentafel                       | Frankfurter Straße o. Nr. LageFlur: 8, Flurstück: 53/18                                           | Sandsteintafel vom um 1879 abgetragenen Weinberger Tor (g) | um 1704                            |       |
| Wohn- und Geschäftshäuser | Wohn- und Geschäftshäuser              | Frankfurter Straße 60 und 62 LageFlur: 8, Flurstück: 579/19 (Nr. 60) und 578/19 (Nr. 62)          | Ursprünglich fünf-, heute viergeschossige Wohn- und Geschäftshäuser | 1904                               |       |
| Wohn- und Geschäftshaus | Wohn- und Geschäftshaus                | Frankfurter Straße 67 LageFlur: 8, Flurstück: 49/5                                                | Viergeschossiger, traufständiger Backsteinrohbau | 1890                               |       |
| Wohn- und Geschäftshaus | Wohn- und Geschäftshaus                | Frankfurter Straße 72 LageFlur: 8, Flurstück: 19/30                                               | Viergeschossiges, traufständiges Wohn- und Geschäftshaus |                                    |       |
| Wohnhaus | Wohnhaus                               | Frankfurter Straße 74 LageFlur: 8, Flurstück: 19/12                                               | Viergeschossiges Wohnhaus über Sandsteinsockel | um 1894                            |       |
| Wohn- und Geschäftshaus | Wohn- und Geschäftshaus                | Frankfurter Straße 76 LageFlur: 8, Flurstück: 21/3                                                | Viergeschossiges, traufständiges Wohn- und Geschäftshaus | um 1897                            |       |
| Mietshaus | Mietshaus                              | Frankfurter Straße 88 LageFlur: 8, Flurstück: 29/13                                               | Viergeschossiges Mietshaus in Ecklage | 1894                               |       |
| Wohn- und Geschäftshaus | Wohn- und Geschäftshaus                | Frankfurter Straße 99 LageFlur: 8, Flurstück: 36/18                                               | Viergeschossiges Wohn- und Geschäftshaus | um 1902                            |       |
| Eckgebäude | Eckgebäude                             | Frankfurter Straße 108 LageFlur: 51, Flurstück: 96/12                                             | Fünfgeschossiges Eckgebäude | um 1904                            |       |
| Wohnhaus | Wohnhaus                               | Frankfurter Straße 110 LageFlur: 51, Flurstück: 96/13                                             | Fünfgeschossiges Wohnhaus | um 1904                            |       |
| weitere Bilder | Auestadion                             | Frankfurter Straße 143 LageFlur: 52, Flurstück: 27/44                                             | Mehrzweck-Stadion mit Platz für bis zu 18.737 Zuschauer, Baudenkmal ist die alte Haupttribüne (g, k)                                                                            | 1953                               |       |
| Rest des ehemaligen Garnisonslazaretts | Rest des ehemaligen Garnisonslazaretts | Heckerstraße 24 LageFlur: 51, Flurstück: 37/4                                                     | Letztes verbliebenes Gebäude des ehemaligen Lazaretts der Husarenkaserne; erbaut frühestens 1893 vermutlich als Pförtnerhaus; dreigeschossiger, nahezu quadratischer Klinkerbau | frühestens 1893                    |       |
| Doppelhausgruppe | Doppelhausgruppe                       | Heinrich-Heine-Straße 15/15a LageFlur: 8, Flurstück: 29/20                                        | Viergeschossige Doppelhausgruppe, erbaut vom Spar- und Bauverein 1894 eG | zwischen 1894 und 1899             |       |
| Die ehemalige Jägerkaserne aus der Vogelperspektive · Kasernengebäude Ludwig-Mond-Straße 43 · Mannschaftsunterkünfte Ludwig-Mond-Straße 45 | Sachgesamtheit Ehemalige Jägerkaserne  | Ludwig-Mond-Straße 31–45b; Frankfurter Straße 140d LageFlur: 9, Flurstück: 38/44, 38/53 und 38/54 | Die Sachgesamtheit umfasst den Exerzierplatz, mehrere Gebäude, ein Tor und die Reste der Einfriedung                                                                            | vor 1907                           |       |
| weitere Bilder | Sachgesamtheit Kunsthochschule Kassel  | Menzelstraße 13/15 LageFlur: 8, Flurstück: 53/27 (Nr. 13/13a–d) und 44/1 (Nr. 15)                 | Hochschule für Bildende Kunst | ab 1958                            |       |
| Wohnhaus | Wohnhaus                               | Schumannstraße 7 LageFlur: 51, Flurstück: 110/15                                                  | Zweigeschossiges landhausartiges Wohnhaus | 1910 bezogen                       |       |
| weitere Bilder | Kirche St. Michaelis                   | Tischbeinstraße 71 LageFlur: 51, Flurstück: 4/2 und 4/3                                           | Selbständige Evangelisch-Lutherische Kirche | 1961–1962                          |       |